# Space Shuttle
A Space Shuttle vagy hivatalos angol nevén: Space Transportation System, (STS–Űrszállítási rendszer), magyarul leggyakrabban űrrepülőgép, vagy „űrsikló”, az Amerikai Egyesült Államok ember szállítására is alkalmas űrprogramja volt. Ez volt a világon az első olyan űrhajó-konstrukció, amelynek legtöbb részét újra fel lehetett használni. Az űrhajót a NASA üzemeltette 1981 és 2011 között, míg maga az űrprogram 1969-ben kezdődött el a rendszer tervezésével. A program abból a felismerésből született, hogy a kezdeti idők űrrepülési programjai – ezek közül is kiemelkedően az Apollo-program – mérhetetlenül drágák voltak, amelynek okát abban látták Amerikában, hogy egyszer használatos űreszközöket (rakétákat és űrhajókat) használtak. Így született az a döntés, hogy az űrrepülések költségeit az eszközök többször felhasználhatóságával lehet és kell töredékére csökkenteni amellett, hogy az így rugalmasabb felhasználhatóságúvá tett eszközök esetleg bevételt is termelhetnek kereskedelmi hasznosítással (kereskedelmi műholdak felbocsátásával és javításra való visszahozatalával). A koncepció egy, a korábbiaktól merőben eltérő kialakításban öltött testet.
A rendszert három fő elemre választották szét. A központi eleme egy szárnyas űrrepülő – más névenorbiter lett, amely függőleges állásban, űrhajóként startolt és magában hordozta a hordozórakéta egyes elemeit, vagy fokozatait, majd a visszafelé úton siklórepülőgép módjára szállt le. A Föld körüli pályára álláshoz szükséges üzemanyagot pedig egy külső tartályban helyezték el, amelynek nem a tetejére, hanem az oldalára szerelték az orbitert és amely ellátta az orbiterben elhelyezett főhajtóműveket üzemanyaggal és oxidálóanyaggal a felszállás során. Végül a hordozórakéta egy másik fokozata, amely a főhajtóművek tolóerejét egészítette ki annyira, hogy az egész űrszerelvény elérhesse a pályára álláshoz szükséges sebességet, két oldalsó, szilárd hajtóanyagú gyorsítórakétaként illeszkedett bele a rendszerbe. Az elfogadott koncepció alapján az orbitert a North American Rockwell vállalat készítette el, míg a külső üzemanyagtartályt a NASA Michoud Összeszerelő Üzeme gyártotta a Martin Marietta (később Lockheed Martin) közreműködésével és a gyorsítórakéták tervezését és gyártását a Morton Thiokolra bízták.
A koncepció kialakítása 1969-ben kezdődött, a tervezési fázis 1972-ig, majd a gyártási folyamat végén elkészült egy űrrepülésre alkalmatlan, de a földi és a légköri repülési tesztekre használható példány, az Enterprise űrrepülőgép, valamint egy, már űrrepülésre is megfelelő példány, a Columbia űrrepülőgép. 1977-ben megtörténtek a földi és légköri tesztek, majd a program átválthatott az űrben végzett tesztekre is, amelyekre egyedülálló módon úgy került sor, hogy egyből űrhajósokkal a fedélzeten bocsátották a világűrbe a Columbiát, elhagyva az ilyenkor szokásos automata üzemmódú próbarepüléseket. Az első ilyen tesztrepülésre, az STS–1 jelű repülésen került sor, amelynek startja 1981. április 12-én ment végbe, a Columbia fedélzetén John Young parancsnokkal és Robert Crippen pilótával. Ezt követően még másik 3 tesztrepülés következett, amelyek sikere után a rendszert teljes értékűnek nyilváníthatták és megkezdődhetett a többcélú felhasználása. Ezek során egymást követték az újonnan elkészült űrhajóegységek, mint a Challenger, az Atlantis és a Discovery és álltak szolgálatba.
A program során – időről-időre változó módon – több szerepben is feltűnt az űrrepülőgép. Kezdetben a tudományos munka mellett műholdak pályára állítása és karbantartása, valamint a Föld körüli pályáról való visszahozatala volt, illetve ebben a fázisban próbálták kialakítani az űrrepülőgép kereskedelmi hasznosítását is. Ezek mellett megkezdődött az űrhajó katonai célokra való alkalmazása is, amikor az USA Védelmi Minisztériumának titkos megbízatásait végezték az űrhajósok néhány repülésük során. Az első nagy űrrepülőgép katasztrófát követően egy nagy irányváltás állt be a programban. A NASA kénytelen volt beismerni, hogy a kereskedelmi hasznosítás és ezzel az űrhajórendszer üzemeltetésének rentábilissá tétele lehetetlen, ezért a tudományos feladatok felé fordultak azzal, hogy szinte tisztán költségvetési forrásokból valósult meg az amerikai emberes űrhajózási program. Ennek keretében állított pályára a Space Shuttle jónéhány később nagy tudományos hírnevet magának kivívó űreszközt – mint többek között a Magellan vénuszszondát , a Hubble a Compton és a Chandra űrtávcsővet, a Galileo jupiter- és Ulysses napszondát –. Ebben az időszakban állt szolgálatba a balesetben elpusztult Challenger helyett az Endeavour űrrepülőgép is. Ezt az időszakot követte egy látványosabb korszak, amikor az Amerika és a Szovjetunió közötti enyhülés folyamatos nemzetközi együttműködésbe ment át. Ez a Shuttle–Mir-programban öltött testet, amikor az űrrepülőgépek nemzetközi legénységgel látogatták meg sorban a szovjet/orosz űrállomást. A felek ezt a programot már annak tudatában végezték, hogy egy a jövőben épülő nagy, nemzetközi összefogással épülő űrállomáshoz szükséges műveleteket előre begyakorolhassák, amelynek konfigurációja teljesen megegyezett a Shuttle-Mir repülésekkel: egy nagy, modularizált űrállomást az amerikai űrrepülőgép lát el utánpótlással és személyzettel. Az új típusú űrállomás-repülések mellett megmaradtak az eredeti rendeltetés – műholdak karbantartása – is, amely a Hubble űrtávcső rendszeres karbantartó repüléseiben csúcsosodott ki. Ezek a repülések aztán egy új szinten folytatódtak, amikor megkezdődött a Nemzetközi Űrállomás építése és onnantól az STS rendszerre hárult a szállítóeszköz feladata, amely az űrbe szállította a beépítendő részegységeket és a váltószemélyzeteket. Néhány kivétellel, amikor tudományos, kísérleti repülésekre indulhatott az űrrepülőgép. És pont egy ilyen ritka kivételt jelentő tudományos repülésen történt egy újabb tragédia, egy újabb űrsikló elvesztése. Az ebből a balesetből levont tanulságok jelölték ki a program végső sorsát: az űrrepülőgéppel még felépítik az ISS-t, aztán be kell fejezni a programot és kivonni az űrhajótípust a forgalomból.
A programot két nagy, korszakváltó tragédia árnyékolta be és jelentett irányváltást az idők során. Az első 1986. január 28-án következett be, a Challenger űrrepülőgép startjánál az STS–51–L repülésen. Az űrrepülőgép az emelkedés 73. másodpercében váratlanul felrobbant és az orbiter darabokra tört, a hétfős személyzet – Francis „Dick” Scobee, Michael John Smith, Judith Arlene Resnik, Ellison Shoji Onizuka, Dr. Ronald Ervin McNair, Greg Jarvis, Christa McAuliffe – életét vesztette. A balesetet követő kivizsgálás megállapította, hogy az egyik kritikus alkatrészt (az ún. O-gyűrűt, az oldalsó gyorsítórakétában levő tömítő gumigyűrűt, ami megakadályozza a rakéta lángjának kifúvását máshol, mint a hajtóműharang) olyan körülményeknek engedték kitenni, olyan hidegben engedték startolni a rakétát amely kívül esett annak üzemeltetési tartományán és nem tudta ellátni a feladatát. A hiba folytán a gyorsítórakéta lángja oldalt fújt ki és átégette a nagy tartályt, így a benne levő hajtóanyag és oxidálóanyag kiszabadulhatott és spontán elegyedve elemésztette magát az űreszközt is. A megállapítások itt nem álltak meg, hanem keményen bírálták magát a NASA-t is, amely olyan szervezeti kultúrát és döntéshozatali rendszere alakult ki, amely megágyazott a tragédiának. Ez a programban is és a NASA teljes működésében irányváltásra késztette az űrhivatalt. A második nagy katasztrófa 2003. február 1-jén következett be, amikor a Columbia űrrepülőgép az STS–107 repülésről visszatérőben darabokra szakadt és odaveszett, a hétfős legénység – Rick Husband, William McCool, Michael Anderson, David Brown, Kalpana Chawla, Laurel Clark, Ílán Rámón halálát okozva. A szigorú vizsgálat itt is feltárta a szigorúan vett technikai okokat. Az STS–107 startjakor az emelkedés közben egy aktatáska nagyságú szigetelőhab darab vált le a nagy külső tartályról és aláhullva eltalálta az orbiter bal szárnyát. A NASA elemzése szerint az incidens „nem a repülésbiztonságot érintő esemény” volt, nem kellett rá reagálni semmit. Ám ez az elemzés alapjaiban hibás volt és a később végzett tesztek megállapíthatták, hogy a habdarab beszakíthatta az űrrepülőgép szárnyának belépőélén levő megerősített szén-szén paneleket és a visszatéréskor keletkező óriási hő bejutott a gép szárnyának belsejébe és strukturális károkat okozva az űrrepülő elvesztéséhez vezetett. Emellé döbbenetes módon az is járult, hogy a NASA-nak a Challenger-katasztrófánál bírált folyamatkezelése és szervezeti kultúrája az annak javítására irányuló intézkedések ellenére visszatért a káros gyakorlathoz és ez jelentősen hozzájárult a katasztrófához. A megálalpítások ezúttal sokkal súlyosabbak voltak: az űrsiklót még vissza kell engedni a szolgálatba, de csak addig, amíg az ISS építésében szükség van rá, de utána azonnal le kell állítani és kivonni a forgalomból, még akkor is, ha nem áll rendelkezésre váltótípus.
A program végül hivatalosan 2011. július 21-én, az STS–135 repüléssel, az Atlantis utolsó landolásával fejeződött be.

## Előzmények

### Előfutár projektek

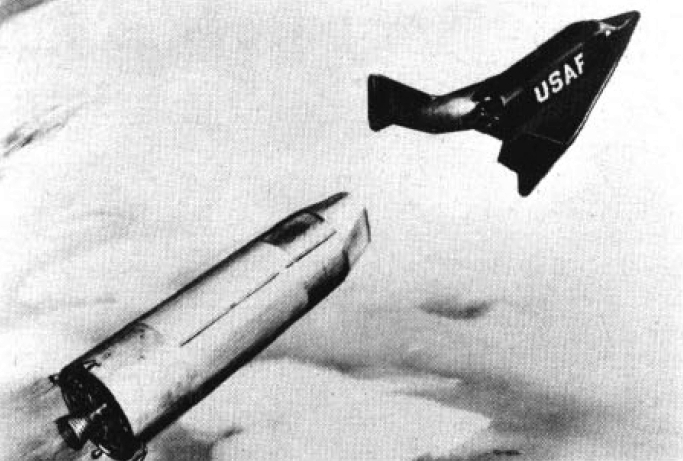
A Dyna-Soar egy fantáziarajzon, ahogy leválik a hordozórakétájáról

Az 1930-as években a náci Németországban jelent meg először koncepciószinten egy rakétarepülőgép, az ún. Amerika bombázó, vagy más néven Raketenbomber (RaBo – Rakétabombázó) amely egy rakétahajtással a légkör fölé emelkedő és parabola pályán repülő eszköz lett volna és nevéből adódóan az USA bombázását tűzte ki elé célul a hitleri adminisztráció. A terveket Eugene Sänger és Irene Bredt készítette és a koncepció a Silbervogel (Ezüstmadár) fantázianevet kapta, de a tervfázisnál nem jutott tovább.
A következő ugyanilyen jellegű próbálkozás az 1950-es években az Egyesült Államokban került szóba. X–20 Dyna-Soar néven egy részben újrafelhasználható, szárnyas, embervezette rakétahajtású siklórepülőt vettek tervbe, amely felderítésre, műholdak megsemmisítésére és levegő-föld rakéták indítására lett volna alkalmas. A projektet az amerikai légierő vitte, a NASA-val együttműködve és az előkészületek olyan komolyak voltak, hogy már 6 pilótát is kiválasztottak, akik majd a repüléseket elvégzik. A program egyre emelkedő költségei, valamint a párhuzamosan futtatott Gemini-program miatt 1963-ban mégis lemondtak a programról és törölték azt.
A Dyna Soar nem az egyetlen projekt volt az amerikai légierőnél, amely rakétahajtással elérte volna a világűrt, hogy katonai célokat vigyen véghez repülése során. Ez volt az Aerospaceplane (Űrrepülőgép) projekt, amely 1957-ben startolt és egy teljesen újrafelhasználható repülőeszköz megalkotását célozta meg, amely képes a világűr elérésére, ám ez a projekt sem lépett ki a tervasztalról.

### Olcsó űrrepülés
Az Apollo-program fejlesztései nyomán szinte azonnal adódott a felismerés, hogy az űrrepülés mérhetetlenül drága. Egy Saturn IB rakéta felbocsátása 45 millió dollárba, egy Saturn V-é pedig 185 millió dollárba került – 1970-es értéken számolva –, nem számolva az Apollo parancsnoki és műszaki egység és a földi kiszolgálás és irányítás költségeit. És a technika egyszer használatos volt. Az újságok előszeretettel hasonlították össze a repülőgépes repüléssel és annak költségeivel ezt az összeget. A sajtó okfejtése szerint a Boeing 727 – az akkori idők egyik legkorszerűbb és legnépszerűbb repülőgépe – 4,3 millió dolláros árcédulájával 131 utast volt képes átszállítani az Atlanti-óceánon és ha a gondolatkísérletben azt feltételezte valaki, hogy a gép is egyszer használatos, akkor egy utas 1 útjának díja kb. 30 000 dollárra rúgott, míg a háromszemélyes Apollok egy utasára jutó költség ennek 2000-szerese, azaz 60 millió dollár volt. Bár nyilvánvalóan már az összehasonlítási alap sem volt elfogadható, a mérhetetlen kontrasztra plasztikusan világított rá. És amikor a Newsweek azt írta, hogy a NASA egész gyakorlata hasonlít a csendes-óceáni kwakiutl törzs vallási ceremóniájára, amelyben a résztvevők a legértékesebb dolgaikat vetik tűzre, nyilvánvalóvá vált, hogy ezt a gyakorlatot nem lehet tovább folytatni.
A mérnökök először kísérletezni kezdtek azzal, hogy mi történik, ha egy Rocketdyne H–1 hajtóművet – a Saturn IB első fokozatának hajtóművét – vízbe merítenek. A kísérletek azt bizonyították, hogy a hajtóművet megfelelően kiszárítva, kibírna egy tengervizes fürdőt és újra fel lehetne használni, feltéve hogy a vízbe érkezésnél nem szenved valamilyen nemkívánatos alakváltozást. A következő lépés a kísérletezésben az volt, hogy az egész Saturn IB első fokozatot, azaz az S–IB-t többször felhasználhatóvá lehetne-e tenni. Erre egy mérnök, Francis Rongallo tervét találták a legmegfelelőbbnek, aki egy a visszatéréshez kinyitható szárnyat szerelt volna a rakétafokozatra, amellyel és egy ejtőernyő segítségével a fokozat vitorlázva szállhatott volna le. Az ez irányú kutatások nem vezettek eredményre, a megoldás nem működött, viszont életre hívott egy olyan tanulmányt, amely az „50-100 tonna közötti újra felhasználható orbitális hordozó” címet kapta. Erre fix szárnyakat és vezetőfülkét, valamint futóműveket szereltek volna egyes változatok tervezői, igaz annak az árán, hogy az űrbe juttatható hasznos tömeg 20%-kal csökkent volna.
Időközben aztán az X–15 sikeres repülései meg is erősítették az irányt, hogy a jövő űrjárműveit a szárnyas kialakítás felé terelje. Az X–15 mellett a kor híres volt a számtalan kísérleti repülőgépéről, amelyek nemcsak a NASA-nál, hanem a különböző repülőgépgyáraknál is napvilágot láttak. Ilyen volt például a Douglas Aircraft Astro – vagy hosszabban Astrorocket – nevű gépe, amely egy kétfokozatú, rakétahajtású eszköz volt, a második fokozata a gyorsítórakéta és a repülőgép egyben. A végfokozat repülőgépe pedig az akkori idők új találmányát, az emelő törzsű repülőgépet formázta, amelyen nemcsak a szárnyak, hanem a törzs formája is hozzájárult a gép levegőben tartásához szükséges felhajtóerőhöz. Bár az Astro projekt egy fiókban végezte, mivel kissé megelőzve korát, sem a NASA, sem a Légierő, sem a gyártók nem érdeklődtek utána eléggé, mégis előrevetítette az utat a lehetséges más konkurensek között, annyira előremutató attribútumokkal rendelkezett, hogy milyen lehet a jövő repülőeszköze, amely az űrbe juthat.

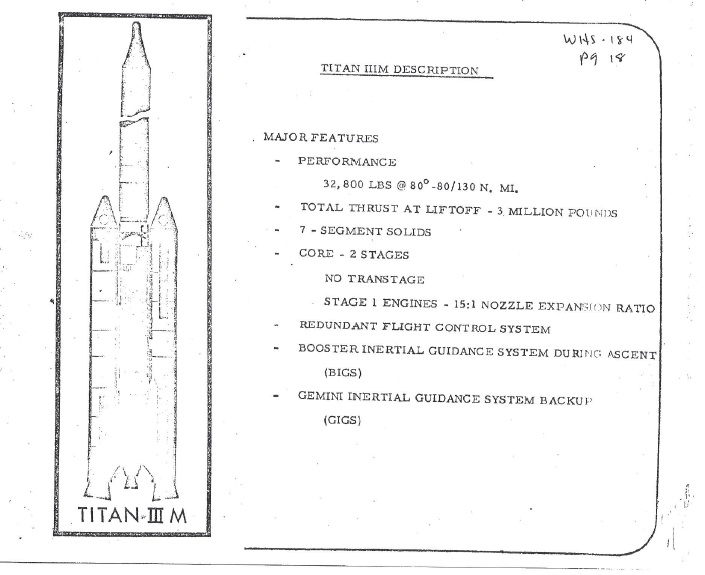
Korabeli vázlatrajz és szintén vázlatos leírás a Titan III rakétáról, amelynek fő ismérve, hogy szilárd hajtóanyaggal működik és szegmensekből épül fel

Egy másik irányt képviselt az a kezdeményezés, amelyet 1967 elején indított el George Mueller. Az igazgató az űripar képviselőit hívta össze egy közös meetingre, ahol az űrbe szánt jövőbeli megoldások tervezési elképzeléseit ismerhették meg a résztvevők úgy, hogy a nagy gyártók bemutatták a maguk koncepcióját. Az egyik legérdekesebb elképzelés a Martin Marietta-é volt, amely cég az általa tervezett Titan III rakétát ajánlotta, amelyre egy kicsi, újra felhasználható repülőgép formájú űreszközt illesztett. A hordozórakéta szilárd hajtóanyagú volt és szegmensekből épült fel, nem egyetlen egységet alkotva. A Lockheed egy olyan deltaszárnyú, emelőtörzsű repülőgép koncepcióval – a Star Clipperrel – állt elő, amely felülről nézve háromszöget formázott, ugyanígy a McDonnell Aircraft is, amely csak abban különbözött, hogy más szárnykialakítást ajánlott. Viszont mindkettő megegyezett abban, hogy szakítva a korábbi űrprogramokon alkalmazott, az űrhajót a rakéta csúcsára helyező kialakítással, az űrhajót ún. párhuzamos szereléssel a rakéta oldalára helyezte. Ezekben a tervekben végül lényegében megvoltak a NASA beszállítóinál azok a fő építőkövek, amelyeket végül a tényleges új rendszer építésénél felhasználtak.
A repülések olcsóbbá tételének kulcsát illetékesek a hardver egyszer használhatósága helyett a többször felhasználhatóságban látták. Amikor ennek a technikai oldala összeállni látszott, a NASA vezetése megnevezte a célt is a költségcsökkentésben és az Apollo utáni időszak vezérmotívumává tette. 1969 októberében egy, az űrrepülőgépről tartott washingtoni megbeszélésen George Mueller (a NASA Embervezette Űrrepülések igazgatóságának akkori ügyvezetője) a következőket mondta:
„A magunk elé kitűzött cél az űrkutatási műveletek költségének csökkentése a jelenlegi egy font hasznos teherre eső 1000 dolláros költségszintről valahol a 20 és 50 dolláros fontonkénti költségszintre. Ha ezt sikerül elérnünk, akkor egy teljesen új világ nyílik meg előttünk az űrkutatásban. Tehát e megbeszélés résztvevői és mindannyiunk számára a Légierőnél és a NASA-nál is, az elkövetkező hetekben és hónapokban most az a megoldandó feladat, hogy kidolgozzuk egy olyan rendszer terveit, amely ezeket a követelményeket teljesíti.”

### A döntés

Space Shuttle jelvény

1968. augusztus 10-én George Mueller bejelentette, hogy a NASA létre kíván hozni egy többször felhasználható űrrepülőgépet. A bejelentés nyomán a NASA 1968. október 30-án közzétett egy felhívást az űripar reménybeli szereplőinek egy ún. Integrált Űrbeli Indító és Visszatérő Jármű (ILRV – Integral Launch and Reentry Vehicle) létrehozatalában való részvételre. A korábbi gyakorlattól eltérően a pályázatot, annak lefolyását, három fázisra osztották. Az „A fázis” a felhívás volt és hogy a meghívott cégek megküldik a saját elképzeléseiket. A „B fázis” a legjobb két pályázó versenye volt, amelynek végén a győztes elnyerhette a jogot a tervezésre. A „C fázisban” a nyertes a részletes terveket készíthette el az űreszköz rendszereire a NASA-val közösen és végül a „D fázisban” legyárthatta az űrrepülőgépet.
Az 1968-as elnökválasztást Richard Nixon nyerte, így a 8 éves demokrata kormányzást republikánus követte és ilyenkor rutinszerűen bekövetkezik a főbb állami projektek felülvizsgálata, így az USA űrtevékenysége is terítékre került. 1969-ben, a beiktatása után Nixon elnök megalakította az Űrkutatási Munkacsoportot (Space Task Group), amelynek vezetésével Spiro T. Agnew alelnököt bízta meg. A munkacsoport feladata az USA Nemzeti Űrkutatási Stratégiájának kidolgozása volt, azaz lényegében annak meghatározása, milyen irányváltás következzen be az addigi irányvonalhoz képest. A javaslatban 3 alternatívát ajánlott a szakbizottság, amelynek maximális változatában óriási – 50 embert befogadó – űrállomás, állandó holdbázis és a marsutazás szerepelt, míg a minimális változat a többször felhasználható űrhajó megépítését célozta meg. A Nixon adminisztráció – nagymértékben a szorító pénzügyi helyzet miatt – végül a minimumváltozatot választotta, kis eltéréssel: kiválasztották a 3 emberre méretezett Skylab űrállomást, amelynek nagyrésze az Apollo-program már meglevő hardveréből előállítható volt és mellette a Space Shuttle kifejlesztése mellett döntöttek.
A végső tervet 1972. január 5-én hagyta jóvá Richard Nixon elnök.

## A fejlesztés és a flotta megépítése

### Koncepció és alvállalkozók
A Space Task Group ajánlása alapján a mérnökök többsége a Class III besorolású, teljesen újrafelhasználható űreszköz mellett törtek lándzsát, mivel mindenki úgy vélte, hogy ezzel lehet a legtöbb költséget megtakarítani. A NASA részéről Max Faget, aki a Gemini űrhajót tervezte és aki az Apollo űrhajó tervezésében is tevékenyen részt vett, előállt egy koncepciótervvel, ami kielégítette a teljes újrafelhasználhatóság követelményeit. Faget terveiben egy egyenes szárnyú repülőgépforma öltött testet, ám a tervezésben, illetve a kiértékelésben részt vevő Légierő rámutatott, hogy a saját Air Force Flight Dynamics Laboratory kísérletei nem támasztották alá Faget tervének használhatóságát, mondván az egyenes szárnyú forma nem fogja kibírni a visszaúton jelentkező nagy hő- és aerodinamikai terhelést és a megfelelő távolság lerepülésére sem lesz képes. Emellett ráadásul a Légierő azzal is előállt, hogy nagyobb rakteret akar a leendő űreszközbe, amit Faget koncepciója szintén nem elégített ki. A számos felvetés végül odáig vezetett, hogy el kellett vetni a teljes újrafelhasználhatóságot. 1971 januárjában a NASA és a Légierő vezetése úgy döntött, hogy csak részben újrafelhasználható rendszert épít, amelyben az utasokat szállító űrrepülőgép és a két, oldalt elhelyezett gyorsítórakéta teljesen újrafelhasználható lesz, míg a nagy üzemanyagtartály egyszer használatos.
A fejlesztés olyan méretű volt, hogy azt egyetlen szervezet nem lett volna képes megoldani, szét kellett szedni részegységekre és ezeknek a részfejlesztéseknek felelőst találni. Az első egység, amit fejlesztésbe adtak a rendszer főhajtóműve volt. A NASA felmérte a Saturn rakéta F–1 és J–2 hajtóműveit is, de azt a következtetést kellett levonnia, hogy ezek a hajtóművek használhatatlanok az új követelményekhez, új hajtóműre volt szükség. Ez az egység lett az RS–25 hajtómű. Az új hidrogén-oxigén hajtómű fejlesztését és gyártását a Rocketdyne kapta, akivel 1971 júliusában kötöttek szerződést. A második részegység a sorban a két gyorsítóhajtómű volt. A NASA előzetesen összesen 29-féle kialakítást vizsgált meg a gyorsítóhajtóművekre nézve és végül úgy döntöttek, hogy a két hajtóművet oldalt, párhuzamosan helyezik el. Az újra felhasználhatóság miatt a szilárd hajtóanyag jöhetett szóba, így azt tervezték, hogy a repülés során dolga végzett egységek visszahullnak a tengerbe, onnan begyűjtik őket, majd megfelelő karbantartás és felújítás után alkalmasak lesznek újabb repülés(ek)re. A hajtóművek végső fejlesztését 1973 novemberében a Morton Thiokolra bízta a NASA.
A meghajtás mellett a másik nagy részegység maga az űrhajótest volt. Ezt az Apollo-program immár hagyományos űrhajó szállítójára, az időközben új nevet felvett North American Rockwellre bízta az űrügynökség. A Rockwell addigra Inspiration néven megépített egy fából és műanyagból épült életnagyságú makettet, hogy elkötelezettségét bizonyítsa. A cég 1972 augusztusában nyerte el a szerződést az űrsikló testének tervezésére és gyártására.
A legutolsó részegység a nem újrafelhasználható főtartály volt. Ennek tervezési és építési feladatait a Martin Marietta (később Lockheed Martin) kapta 1973 augusztusában.  

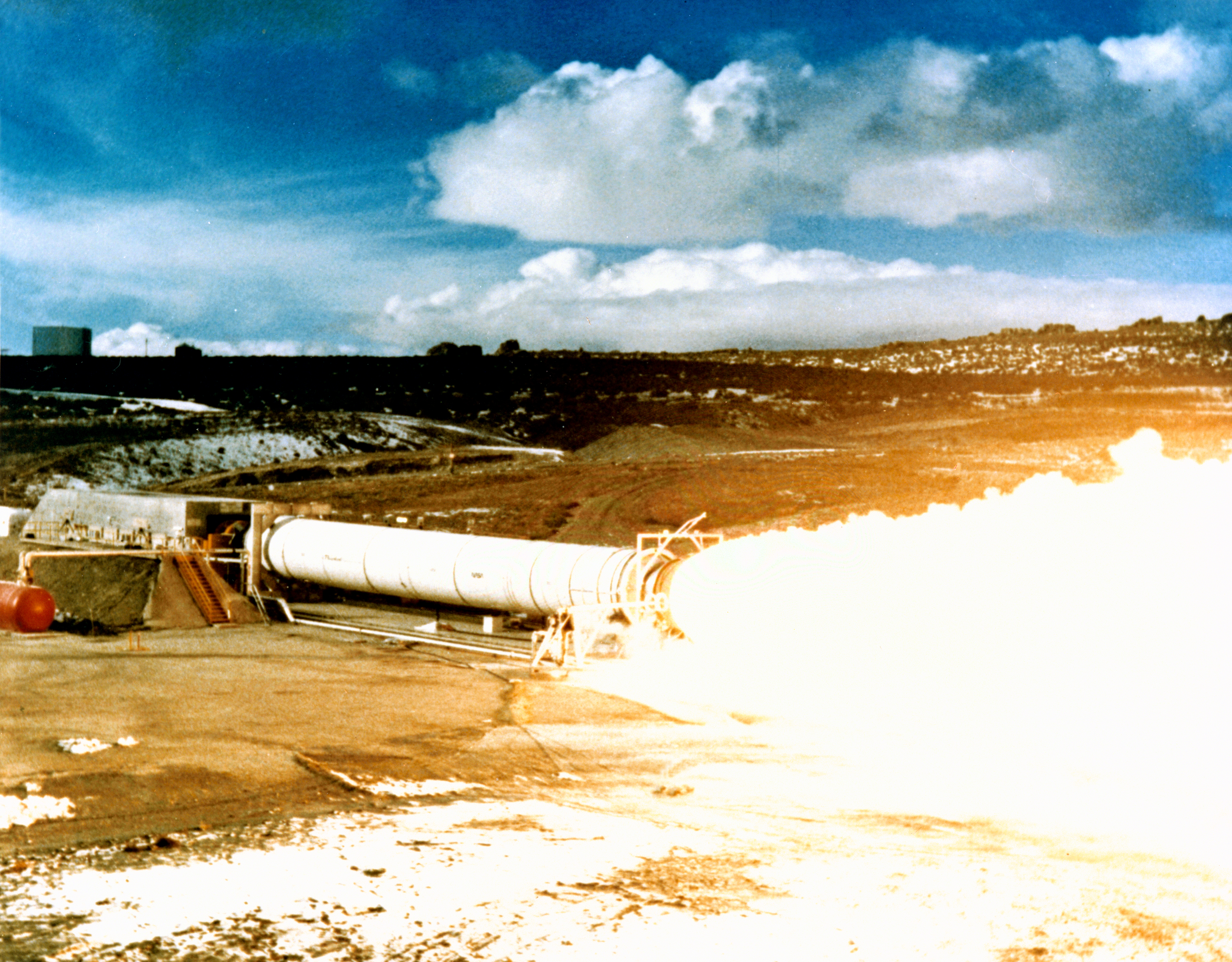
Szilárd hajtóanyagú gyorsítórakéta (SRB) tesztje 1978-ban

### A fejlesztési fázis
Az első részegység az Enterprise lett amely 1976 szeptemberében elkészült (a Rockwell 1974 június 4-én kezdte el a folyamatot, tehát bő két év alatt gördült ki a kész űrhajótest a gyártó downey-i gyárából). Az egység eredetileg csak az OV–101 gyári számot és a Constitution (Alkotmány) nevet viselte, csak a közvélemény levélírókampányának nyomán nevezték át a Star Trek sci-fi sorozat USS Enterprise csillaghajója után Enterprise-ra. A repülőeszköz űrrepülésre nem volt alkalmas. Elkészülte után egy kilenc hónapig tartó gurulási, siklási, megközelítési és leszállási tesztsorozatot hajtottak végre vele a kaliforniai Edwards légitámaszponton. Még később, 1978. március 13-án az Enterprise űrrepülőgépet az alabamai Marshall Űrrepülési Központba szállították, ahol a külső üzemanyagtartállyal és a két gyorsítórakétával összeszerelve rezgési teszteknek vetették alá a szerkezetet, mely egy éven át tartott. 1979 áprilisában a floridai Kennedy Űrközpontba szállították, és az indítóállványon végeztek vele szállítási és mozgatási teszteket. 1979 augusztusában visszaszállították az Edwards légitámaszpontra.
Az űrhajótestbe szerelt másik fő részegység, az RS–25 főhajtómű volt. Ennek fejlesztése eleve egy kilenc hónapos késéssel indult, mivel az egyik pályázaton vesztes cég, a Pratt & Whitney megtámadta a közbeszerzési eljárást. A hajtómű prototípusát 1975 márciusában mutatta be a Rocketdyne, mint az első szabályozható tolóerejű, többször felhasználható rakétahajtóművet. Azonban a prototípus tesztelése sokkal hosszabb időt vett igénybe, mint maga a hajtómű megépítése. Folyamatos hajtóműharang törések, és turbinalapát törések kísérték végig a teszteket és a NASA is úgy tudta megrendelni az első 9 darab hajtóművet 1978 májusában, ami három darab űrsiklóhoz volt elegendő, hogy a tesztek még nem hoztak maradéktalan sikert.
És az űrrepülőgép testével kapcsolatos, amellyel teljessé vált maga az űrsikló, a hővédő csempézés volt, amely úgyszintén jelentős késedelmet szenvedett. A hővédő rendszer volt talán a legegyedibb ás legforradalmibb fejlesztés az új űrhajótípus esetében, amelynek keretében a korábbi, a visszatérés során fokozatosan elégő és ezért csak egyszer használatos hőpajzsot cserélték ki egy különleges kerámiából készült téglákból álló rendszerre, amely többször felhasználható volt és akár egyesével is javíthatók, cserélhetők voltak a téglái. Ennek használatával az űrrepülőgép építéséhez a repülőgép építésben elterjedt könnyű alumíniumot használhattak a tervezők, jelentősen javítva az űrrepülések legnagyobb problémáján, a súlyproblémán. Az első teljesen működőképes űrrepülő a Columbia volt, amelynek építése 1975. március 27-én kezdődött és már felszerelték a hővédő csempékkel. Az első űrsiklót 1979. március 25-én szállították a Kennedy Űrközpontba, ám úgy, hogy a testét borító kb. 30 000 téglából még 6000 hiányzott, azt a helyszínen kellett végszerelni, ráadásul az eredetileg felszerelt téglákból is nagyon sokat kellett leszerelni és újra cserélni a fejlesztések és tesztek során felmerült problémák megoldására. A Columbia hővédőrendszerét közel két évig javították még Cape Canaveral-en, míg készen állt az űrbe juttatásra.

### A tesztfázis

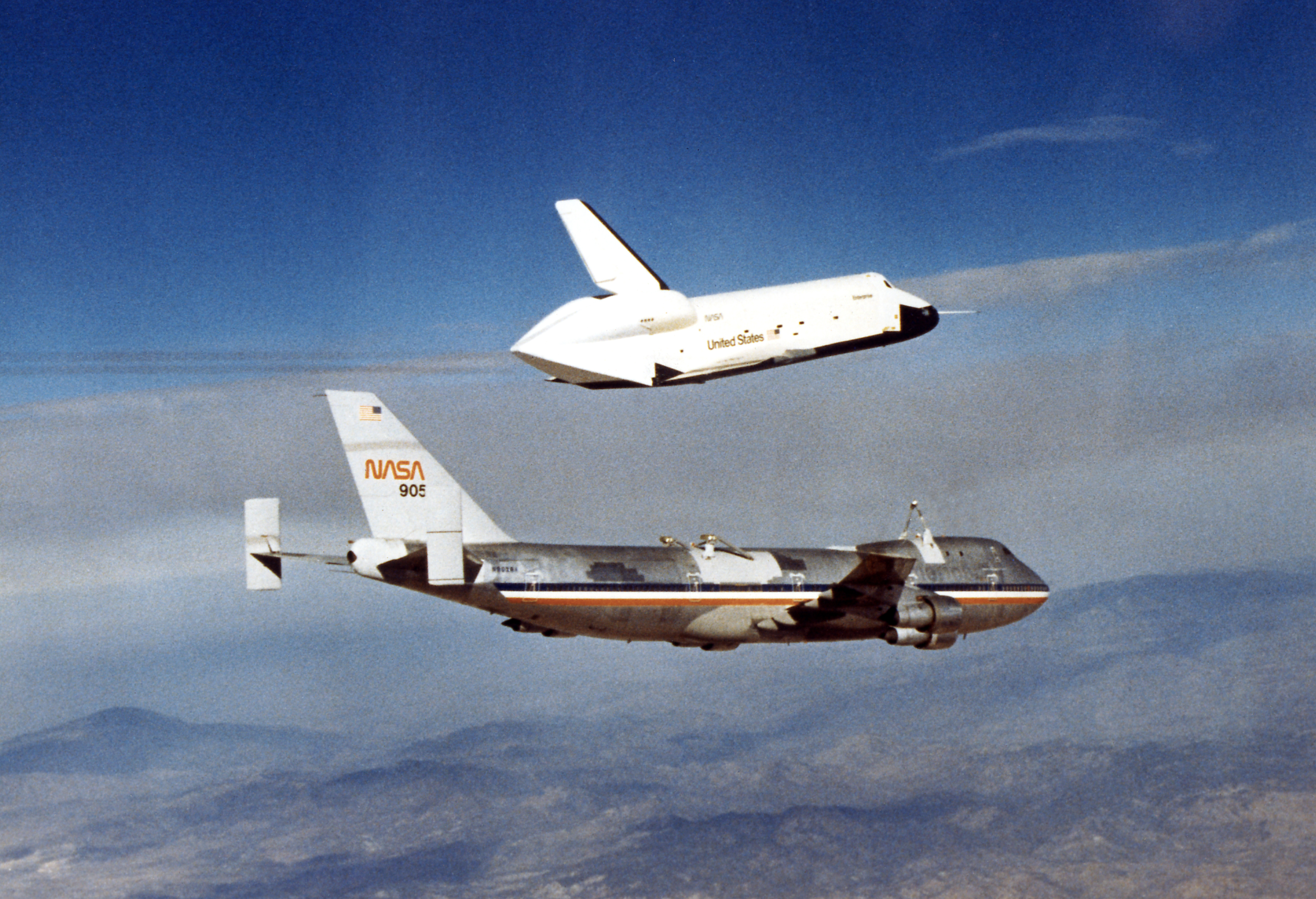
Az Enterprise az egyik siklótesztje során, ahogy levált a speciális szállító Boeing 747-esről

A tesztek az Enterprise-zal kezdődtek, az űrrepülőgép leszállása végső fázisának modellezésével az űrrepülésre alkalmatlan, de a repülési tesztekre tökéletesen alkalmas prototípus űrsiklóval. A tesztek az Edwards légitámaszponton mentek végbe. A legelső fázisban az űrsiklók speciális szállítására átalakított Boeing 747 átalakított Shuttle Carrier Aircraft (SCA – Űrsikló hordozó repülőgép) hátára szerelve végeztek próbarepüléseket, amikor a felszállástól leszállásig rögzítve maradt az Enterprise a szállító repülőgép hátán. A második fázis 1977. augusztus 12-én kezdődött, amikor az űrsikló már levált nagyobb magasság elérésekor a hordozó repülőgépről és siklórepüléssel szállt le az Edwards leszállópályájára. Ezt még négy további hasonló siklórepülés követte. A siklórepülések befejeztével, 1978. március 13-án az Enterprise-t átszállították a Marshall Űrközpontba. Itt vibrációs tesztek vártak az űrsiklóra. Az ún. Szerelt Függőleges Földi Vibrációs Teszt során egy nagy külső tartályra és a két gyorsítórakétára (illetve annak üres héjaira) szerelték az Enterprise-t és így szimulálták a start közben fellépő vibrációt és feszültségeket. Ezt követően 1979 áprilisában a Marshallról átszállították a Kennedy Űrközpontba, a majdani starthelyre az űrsiklót. Itt újra felszerelték egy nagy külső tartályra és a két oldalsó gyorsítórakétára, majd kivitték a 39-es indítóállásra. Az indítóállásban a startfolyamathoz való illeszkedést vizsgálták végig. Legvégül a prototípust visszaszállították Kaliforniába 1979 augusztusában, hogy ott a Vandenberg légibázison, a leendő tartalék indítóhely fejlesztéséhez és beállításaihoz használják mintaként.

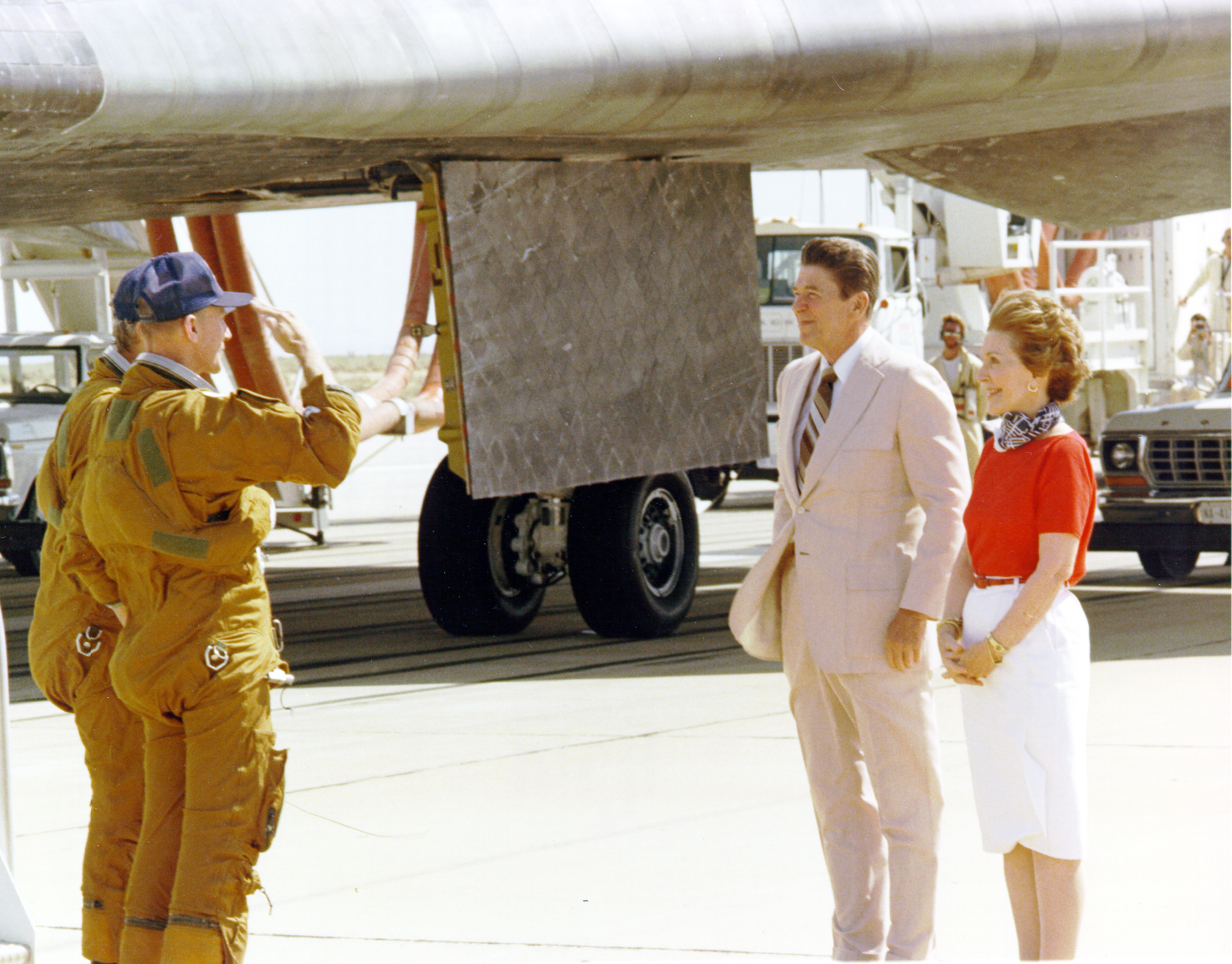
Ronald és Nancy Reagan fogadja az Edwardson az STS–4 legénységét, Ken Mattingly-t és Henry Hartsfield-et

A földi tesztek sorát az űrrepülési tesztek folytatták és az Enterprise helyett az elsőként elkészült teljes értékű űrsikló, az OV-102 jelű Columbia lett a tesztek alanya. A program ezen része abszolút újításként automata, ember nélküli tesztrepülések elhagyásával egyből emberek részvételével történt. A Columbiát 1980. november 24-én szerelték fel a külső tartályra és a gyorsítórakétákra, majd december 29-én vitték ki a 39A indítóállásba.
Az első tesztrepülésre, azaz az egész STS-rendszer első felszállására 1981. április 12-én – szimbolikusan Jurij Gagarin világelső űrrepülésének 20. évfordulóján – került sor, amikor az STS–1 felszállt, John Young parancsnoksága alatt Robert Crippen másodpilótával. Ezzel ez lett a történelem első olyan repülése, amikor egyből személyzettel próbáltak ki egy űrhajót. A kétnapos repülés során a két űrhajós teljeskörűen letesztelte az alapvető rendszereket és sikeresen teljesítette az űrrepülőgép első repülését. Az egyetlen nagyobb hiba a hővédő téglákat érintette, a gép felső felületéről vált le néhány. A NASA a Légierővel együttműködve, lefényképeztette a haderő kémműholdjaival az űrrepülő alját, hogy a kritikus helyeken is nem tapasztalható-e tégla leválás, de a fotókon szerencsére nem találtak több hibát.
Az STS–1-et követően a NASA még három további repülésen, az STS–2-n, STS–3-on és az STS–4-en folytatta a berepülési programot. Az STS–4 1982. július 4-én szállt le az Edwards-on Ken Mattingly parancsnokkal és Henry Hartsfield másodpilótával, ahol Ronald Reagan és felesége fogadta a legénységet és ünnepi beszédet mondott az űrrepülőgép szolgálatba állása alkalmából. A repülést követően a NASA hivatalosan is szolgálatra késznek nyilvánította az űrrepülőgépet.

### Utólagos fejlesztések
A Columbia elkészülte és sikeres repülése után a flottát továbbfejlesztették. A Columbiát követő második flotta-tag a Challenger lett. A Challenger OV-099 számon még mint a strukturális tesztekhez szánt próbapéldány látta meg a napvilágot és kezdték használni. Eredetileg a NASA az Enterprise-t akarta befejezni és teljes értékű űrhajóvá építeni, ám felmerült, hogy annak olyan sok rendszere hiányzik, ami a strukturális tesztpéldányban viszont megvan, hogy célszerűbb lenne az utóbbit készre szerelni, mint az eredetileg tervezett Enterprise-t. Így született meg végül a Challenger és vált a flotta második kész tagjává 1982 júliusában.
A flotta harmadik elkészült tagja a Discovery volt, amely 1983. október 16-án gördült ki a Rockwell palmdale-i gyárából és eredetileg a Légierőnek külön dedikált példánynak szántak, ám ezt az elképzelést végül a Challenger elvesztése után elvetették. A flotta eredeti tervek szerinti utolsó, negyedik példánya, az Atlantis volt, amely 1985. március 6-án készült el.
1986. január 28-án a Challenger katasztrófát szenvedett és megsemmisült. Az űrrepülőgép-flotta ezzel háromtagúra csökkent, ami a tervek szerinti igénybevételhez kevésnek mutatkozott, a Challenger pótlása látszott a legcélszerűbbnek. A NASA meg is kapta a felhatalmazást és a pénzügyi támogatást a Kongresszustól, hogy beszerezzen egy újabb űrsiklót. Az űrhivatal megvizsgálta annak a lehetőségét, hogy az Enterprise-t építi át teljes értékű, űrrepülésre alkalmas példánnyá, de az elemzések azt mutatták, hogy olcsóbb lenne az Atlantis és a Discovery építéséből megmaradt tartalék alkatrészekből egy új példányt építeni. A NASA végül meg is hozta ezt a döntést és így épült meg a flotta ötödik tagja az Endeavour, amelyet a Rockwell 1991 májusában adott át a NASA-nak. A 2003 februárjában megsemmisült Columbia pótlására már nem építettek új űrsiklót, helyette az egész flottát kivonták a szolgálatból, utódűrhajó nélkül.

## Az STS rendszer

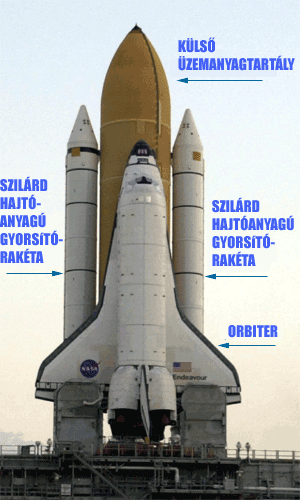
Az STS-rendszer főbb részei

Az űrrepülőgép és az azt Föld körüli pályára állító hordozórakétarendszer együttesen az STS (Space Transportation System – Űrszállítási rendszer) rendszer nevet kapta hivatalosan. Ennek alkotóelemei a következők: az űrrepülőgép (vagy angol terminológiával az orbiter), a külső üzemanyagtartály (nagyméretű és jellegzetes narancssárga színű) és a két oldalt elhelyezett, szilárd hajtóanyagú gyorsítórakéta. Az űrrepülőgép és a gyorsítórakéták többször is felhasználhatóak. Az üzemanyagtartály a repüléskor megsemmisül.

### Orbiter

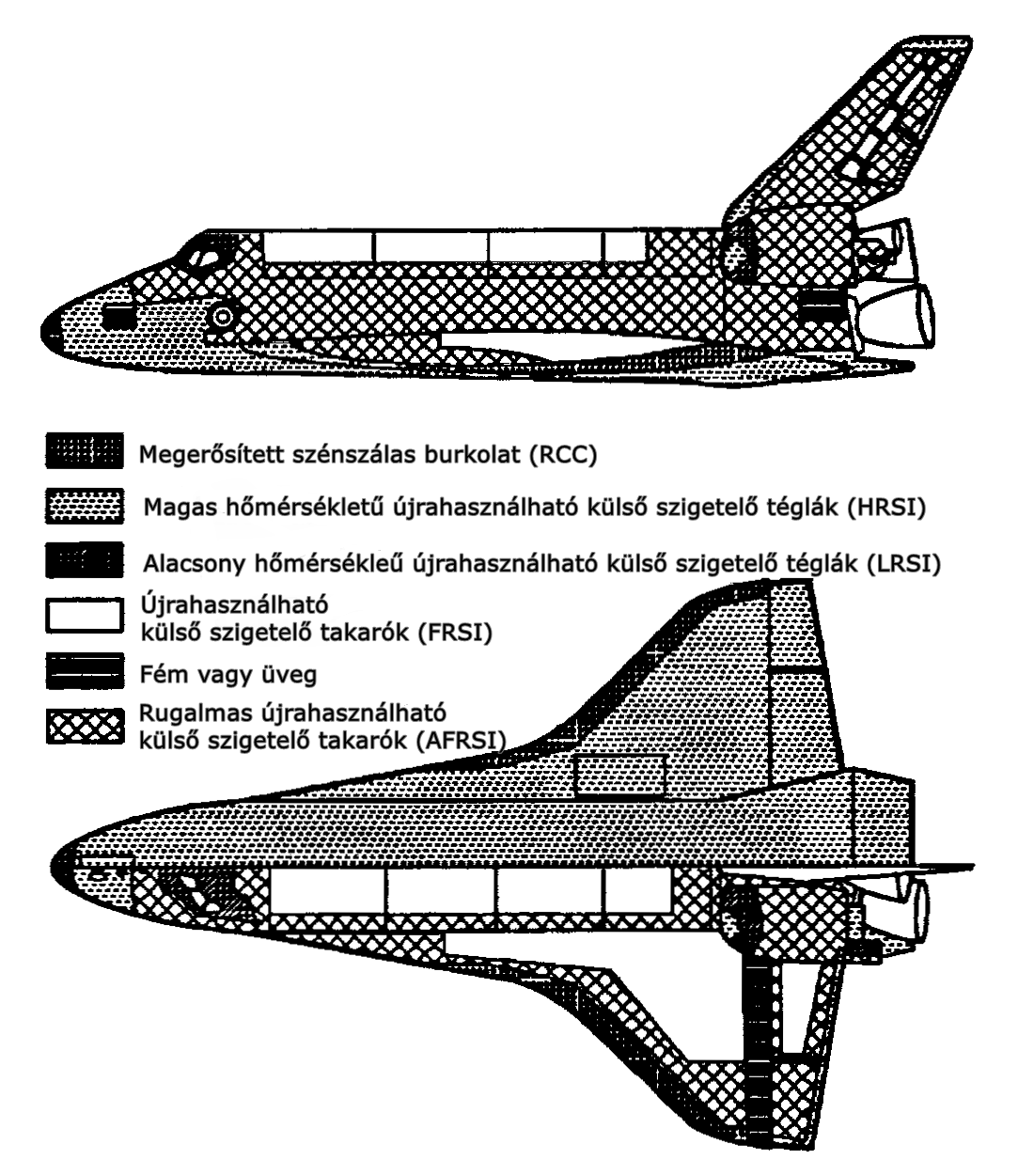
Az orbiter hővédő rendszerének részei

Az űrrepülőgép hivatalos megnevezése az Orbiter (keringő egység). Ez a név onnan ered, hogy a rendszernek csak ez a része áll Föld körüli pályára. A keringő egység, amit a köznyelv űrrepülőgépnek hív, 37,24 méter hosszú, 23,79 méter széles és 14,12 méter magas (kiengedett futóművel együtt 17,25 méter magas). Az orbiter lényegében egy többfunkciós eszköz, egyszerre függőlegesen felszálló rakéta és űrhajó egyben, és egyszerre vízszintes gurulással leszálló repülőgép is.
Repülőgépes funkciójához tartozik a két nagy deltaszárny és a függőleges vezérsík, amellyel a repülés visszatérő, légköri fázisában siklórepülésben tudott a gép leszállni. Az orbiter kettős nyilazású deltaszárnyat kapott, amelynek elülső szekciója, az elülső belépőél 81°-ban, erősen nyilazott, amely hátrébb haladva, a külső belépőélnél 45°-os nyilazottságúba megy át. A szárnyak erős szárnymechanizációt kaptak, az ún. aerodinamikailag instabil építési filozófiának köszönhetően, amely az 1970-es évek korszerű repülésépítési elvek megjelenésével terjedt el a harci repülőgépeknél (és az űrsiklónál is), amelynél a gép repülését számítógépek együttműködéses biztosítja a különböző aerodinamikai felületek bonyolult, de összehangolt rendszerével. Ez az építési elv érzékenyebb a meghibásodásra, cserében összehasonlíthatatlanul nagyobb manőverezőképességet biztosít. Az instabil építésű gépek a számítógépes beavatkozás nélkül nem, vagy alig tudnának repülni, ezért terjedt el például az űrrepülőgép esetén az űrhajós szlengben a „repülő tégla” elnevezés a Space Shuttle-re. A szárnyakra két-két belső és külső elevont, azaz a deltaszárnyú gépekre jellemző kombinált csűrő és magassági kormányt szereltek, amelyek a manőverezés nagy részét lehetővé tették. A szárnyat kiegészítette a törzs és a hajtóművek alatt egy nagyméretű fékszárny, ami a gép bólintó irányú manőverezését segítette. A szárny belseje üres volt (ellentétben a repülőgépekkel, amelyeknél itt az üzemanyagot helyezik el általában), a szárny belsejébe csak a behúzott futómű került, amelyet csak a leszálláskor bocsátottak ki. A futóműrendszer egy orrfutóból és két főfutóműből állt, mindegyik két-két kerékkel és mindegyik saját körös hidraulikus fékrendszert kapott. A függőleges vezérsík a gép leghátulján helyezkedett el és 45°-ban hátranyilazott kialakítást kapott. A repülőgépekhez hasonlóan ezen a vezérsíkon helyezték el a kormányfelületeket, amelyek a leszállás után két irányba szétnyithatóak voltak és további fékező felületként működtek. A függőleges vezérsík ugyancsak magába fogadott még egy fékernyőt is, amelyet a földet érés után lehetett nyitni és még intenzívebb fékezést tett lehetővé, mivel az űrrepülőgép vitorlázó repülőgép módjára ért földet nagy sebességgel és nem támaszkodhatott a légcsavaros, vagy sugárhajtóműves repülőgépek motorizált fékezési módszereire.
Az űrrepülőgép törzse pedig három szekcióra tagozódott:
- az elülső törzsrész (forward fuselage), amely gyakorlatilag a személyzeti kabint (crew cabin) jelenti;
- a középső törzsrész (mid fuselage), amely a rakteret (payload bay) és a szárnyakat foglalja magába;
- illetve a hátsó törzsrész (aft fuselage), amelyhez a három háromszög alakban elhelyezkedő főhajtómű és a függőleges stabilizátor is kapcsolódik.

#### Az elülső törzsrész
Az elülső törzsrész legnagyobb részét a személyzeti kabin teszi ki, de itt találhatóak az elülső manőverező fúvókák, amelyek a függőleges irányú és a hosszanti tengely körüli forgási manővereket teszik lehetővé a Föld körüli pályán (az oldalirányú manőverezést a hátsó törzsrészen található fúvókák biztosítják), illetve az orrfutómű is. Itt tartózkodik a személyzet és itt található a raktér is. A raktérben található egy kanadai fejlesztésű és gyártású 15,2 méter hosszú robotkar (Canadarm, hivatalosan: Remote Manipulator System) a felhasználandó eszközök mozgatásához.

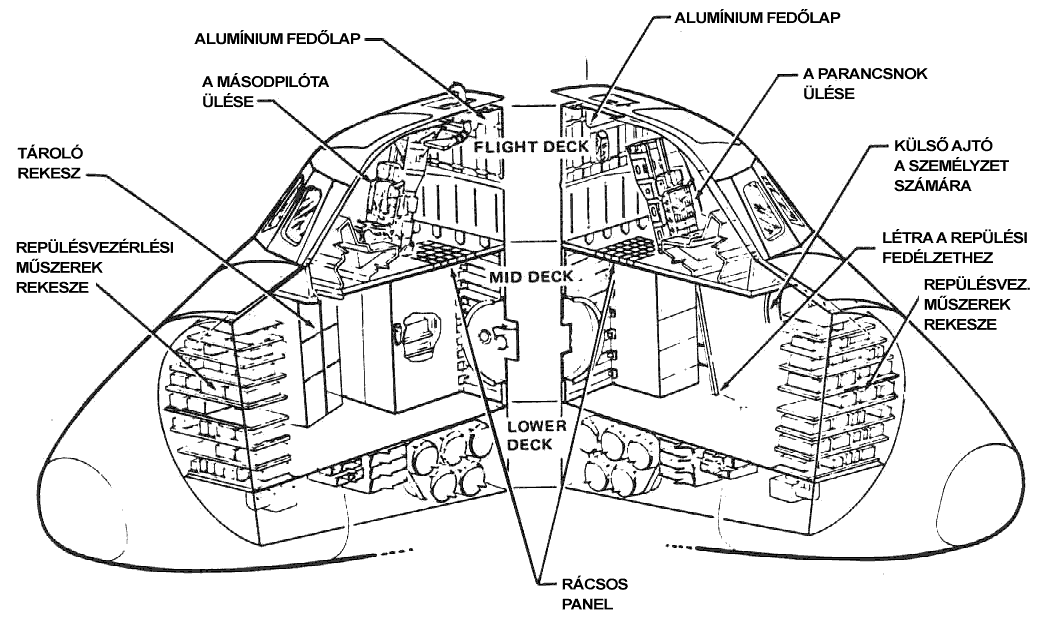
A személyzeti kabin felépítése

A személyzeti kabin három fedélzetből (emeletből) áll, amelyek nyomás alatti életteret biztosítottak a bennük elhelyezett űrhajósoknak: a repülési fedélzetből (flight deck), a középső fedélzetből (mid deck) és az alsó fedélzetből (lower deck). A személyzeti kabinban változó létszámú és összetételű legénység foglalt helyet (a legkisebb legénység a tesztrepülések kétfős személyzete volt, a legnagyobb létszámú legénység pedig az STS–61–A-n repült nyolcfős személyzet volt, de az űrrepülőgép tipikus létszáma 7 fő volt.). A legénység háromféle specializációjú űrhajósokból állt össze: pilóták, küldetés specialisták és rakomány specialisták. A pilóták közé tartozott a repülés parancsnoka és a másodpilóta, akik legfőképpen a repülésért, az űrhajó pályán tartásáért voltak felelősek. A küldetés specialisták végezték a keringés során a különböző kísérleteket, a hasznos teher pályára állítását és az űrsétákat, amely feladatokra speciális képzést kaptak. A rakomány felelősök pedig általában külsősök voltak, akik az adott rakomány gyártójának, vagy megrendelőjének alkalmazásában álltak és a cégük delegálta a rakomány pályára állításához, vagy más felhasználásához. Ezt a legénységi specifikációt csak a program elején alkalmazták, az utolsó rakományfelelős Greg Jarvis, a Challenger-katasztrófában szerencsétlenül járt legénység egyik tagja volt, akit a Hughes Aircraft cég delegált a legénységbe.

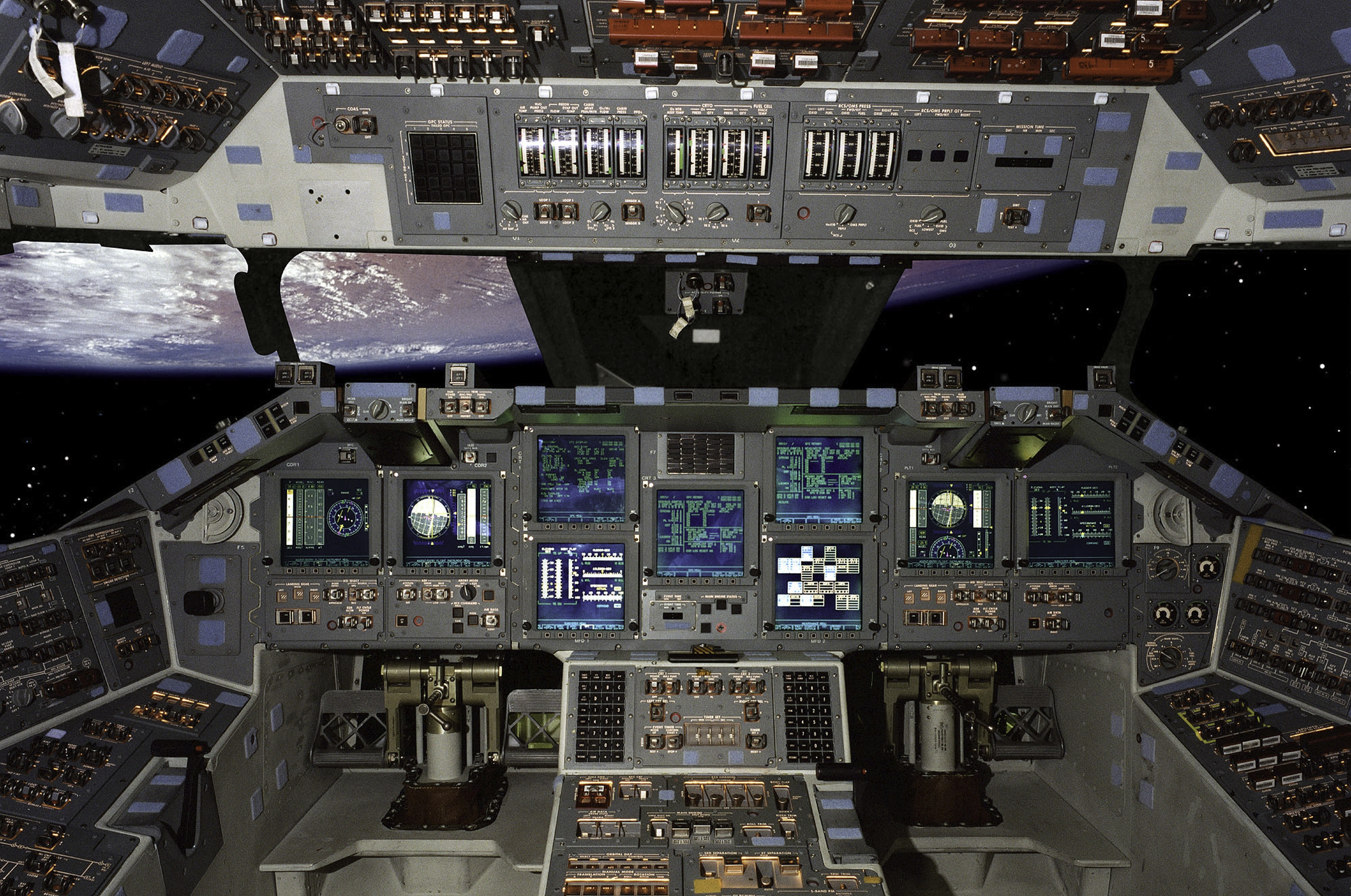
Az STS–101 küldetés során az Atlantis volt a legmodernebb pilótafülkével felszerelve. 32 mechanikus és elektromechanikus műszert, illetve katódsugárcsöves monitort cseréltek ki, mindezzel 34 kg-ot és jelentős energiaigényt takarítottak meg.

A repülési fedélzet a pilótafülke szerepét töltötte be. Itt a hagyományos repülőgépekhez hasonlóan két pilóta – közösen vagy vészhelyzet esetén akár egyedül is – irányítja az orbitert a felszállás illetve a leszállás során. A bal első ülés a parancsnoké, a jobb első pedig a másodpilótáé. Mögöttük még két további ülés helyezhető el, így a repülési fedélzeten négy űrhajós tud helyet foglalni (vészhelyzet, vagy más megfontolás esetén ez további két ülés bővítésére ad még lehetőséget). Ez a fedélzet adott helyet az orbiter műszereinek. A műszerfalon összesen mintegy 2100 kijelzőt és kapcsolót helyeztek el, illetve előttük egy Head up display kapott helyet, amelyre adatokat vetített a fedélzeti számítógép. Oldalt, mindkét ülés mellé egy joystick botkormányt, az ún. Rotational Hand Controllert (Forgó kézi irányítót) építettek be, amellyel akár a parancsnok, akár a pilóta képes volt irányítani a hajtóművek tolóerővektorát a meghajtott repülési szakaszban és az űrhajó siklását a visszatérés meghajtás nélküli szakaszában. A repülőgépekhez hasonlóan mindkét pilótaüléshez tartoztak pedálok, amelyekkel oldalkormányozni lehetett, akár az aerodinamikai felületekkel a légkörben, akár a rakétahajtású kormányfúvókákkal az űrben. Eredetileg az űrhajót hagyományos mechanikus, vagy elektromechanikus kijelzőkkel, az ún. Multifonction CRT Display System-mel (MCDS – Többfunkciós katódsugárcsöves kijelző rendszer) szerelték fel, amely teljeskörű információval látta el a parancsnokot és a pilótát, majd 1998-tól kezdődően egy nagyjavítási sorozatban, az Atlantis-szal kezdődően ezt a Multifunction Electronic Display System-mel (MEDS – Többfunkciós Elektronikus kijelző rendszer), népszerú nevén glass-cockpit (üveg pilótafülke) váltották le, amely 11 kisebb-nagyobb többfunkciós digitális kijelzővel váltotta le a régi műszereket.
Az első négy tesztrepülésen csak a parancsnok és a pilóta repült és az SR–71 nagymagasságú szuperszonikus felderítő repülőgép ún. dupla nullás katapultüléseiben foglaltak helyet, ám ezeket később kiszerelték és az űrhajósok speciális, ám vészhelyzeti mentésre alkalmatlan ülésekben foglaltak helyet. A felszállások és leszállások alatt az idők során többféle űrruha kombinációt használtak a személyzetek. A berepülések során az USAF extrém magassági pilótaruháját használták, aztán az STS–5-től kezdődően egészen a Challenger katasztrófába torkolló STS–51–L útjáig az űrhajósok nem viseltek semmilyen védőruhát, hanem egy égszínkék nomex kezeslábasban repültek. Az STS–26-tól a repülésekhez a Challenger utáni visszatéréstől az űrhajósok kötelezően a LES-t (Launch Entry Suit – Start és visszatérési öltözet) viselték, ami egy részben nyomásálló ruha-sisak kombináció volt egészen 1994-ig, amikor a LES-t lecserélték az ACES-re (Advanced Crew Escape Suit – Továbbfejlesztett legénységi vészhelyzeti ruha), amely egy egy teljesen hermetikus űrruha volt.
A pilótafülke hátsó felén, a falon egy ablak nyílt, hátra a raktér felé és itt kiépítettek egy kis munkaállomást is, ahol egy az űrrepülőgép irányítására használt joystickhez hasonló eszközt helyeztek el, de ez nem magát az űrhajót, hanem a raktérben elhelyezett nagy robotkart irányította és Remote Manipulator System (Távirányított manipulátor rendszer) volt a neve. Az irányítókar mellett még különböző monitorokat is szereltek a munkaállomásra, hogy a raktérben folyó eseményeket, munkát, űrsétákat figyelhessék rajta, amelyek zártláncú tévékamerák képét mutatták.
A középső fedélzetet főként tárolásra és élettérként használták. Itt voltak az élelmiszert és a felszerelést tároló egységek, a hálóegységek, a szemétfeldolgozó egység, a személyes higiéniai igényeket kiszolgáló egységek és a raktérbe vezető zsiliprendszer is. De itt helyezték el a legénység azon részét is, akik nem kaptak helyet a repülési fedélzeten, ezen a fedélzeten négy ülésnek volt helye. Ezen a fedélzetén alakították ki az űrhajóba való beszállásra és kiszállásra szolgáló ajtót is, amelyet a földi start előtt, vagy a leszállás után használtak ki- és beszállásra. Egy későbbi fejlesztés eredménye volt a középső fedélzeten kialakításra került új légzsilip, amelyet a Mir-rel, vagy az ISS-szel való összekapcsolódáskor használhattak és az Orbiter Doccking System-mel volt összeköttetésben. A légzsilip alkalmas volt arra, hogy közvetlenül a középső fedélzetről történjen az átszállás, de arra is, hogy előbb a raktér felé vezessen az átszállás útja, majd onnan másik űrhajóba. Az önálló, hengeres alakú zsilipkamra 2,11 méter hosszú, 1,60 méter átmérőjű volt és egyszerre két, beöltözött űrhajóst tudott befogadni. Az átszálláshoz két, D-alakú ajtaja volt, amely 1,02 méter hosszú és 0,91 méter széles volt. További nagy előnye volt, hogy a korábbi zsilip helyén egy csomó tér szabadult fel a középső fedélzeten.
A középső fedélzet adott helyet az űrrepülőgép teljes avionikai rendszerének, amelyet a repülőgépkénti repülési fázis alatt használtak. Az avionikai berendezések három mikrohullámú pásztázó leszállító rendszerből, három giroszkópból, három TACAN navigációs rendszerből, három gyorsulásmérőből, két radar magasságmérőből, három műhorizontból, két Mach-szám mérőből és két C-módú transzponderből állt, amelyek berendezéseit a mid-deck fogadta magába.
Az alsó fedélzeten különböző eszközök tárolására alkalmas rekeszek vannak kialakítva, melyeket a középső fedélzetről, a padlóba épített ajtókon keresztül lehet elérni.

#### A középső törzsrész
A középső törzsrész magában foglalja a rakteret és a szárnyakat, illetve az ehhez kapcsolódó különböző rendszereket. A középső törzsrész (a szárnyak nélkül) 18,3 méter hosszú, 5,2 méter széles és 4 méter magas és kialakítását tekintve hengeres formájú, ez a tér alkalmas az űrsikló által szállított hasznos teher (a Spacelab űrlaboratórium, pályára állítandó, vagy éppen a Földre visszahozandó műholdak, vagy opcionálisan EDO raklapok, amelyen elhelyezett rakománnyal kiterjeszthető a repülések időtartama) elhelyezésére és űrbe juttatására, illetve a szintén itt elhelyezett manipulátorkar segítségével a teher mozgatására. A hengeres tér egyik felét a raktérajtók teszik ki, amelyeket teljesen ki lehetett nyitni, így a raktér az űr felé nyithatóvá vált, becsukott állapotban pedig lényegében légmentes záródást biztosítanak a raktérnek. A raktérajtók belsejében voltak találhatóak a négy részre osztott hűtőegységek is, amelyek hőcserélőként funkcionáltak az orbiterben keletkezett hő számára. A rakományt a raktérben a törzskeretek teherbírópontjaihoz lehetett rögzíteni, hogy azok a startnál ne mozduljanak el.
A raktérben található a 15,2 méter hosszú robotkar, a Remote Manipulator System (RMS – Távirányítású manipulátor rendszer), népszerűbb nevén a Canadarm is, aminek segítségével ki tudják emelni a szállított eszközöket a raktérből, illetve az űrséták során emelvényként is szolgálhat az űrhajósok számára. A robotkar végén egy videokamera és egy erős fényű lámpa is található, míg a középső fedélzeten a robotkart működtető kezelő munkáját egy monitor is segíti. A robotkart a kanadai Spar Aerospace cég építette. A kar működéi elve szerint hat szabadsági fokú műveleteket lehet végezni vele és a konstrukciója szerint három ponton hat csatlakozási csomópontot alakítottak ki a mérnökök, hogy elérje ezt a műveleti szabadságot. Az eredetileg felszerelt első Canadarm 29 000 kg tömegű rakomány mozgatására volt alkalmas, továbbfejlesztésével később aztán sikerült elérni a 270 000 kg-os terhelhetőséget.
Emellett a raktér mindkét végén további három-három lámpa gondoskodik a megfelelő megvilágításról. A robotkar végén található a Columbia katasztrófája után felszerelt lézeres letapogató egység is, aminek segítségével a Föld körüli pályára állás után fel tudják mérni az Orbiter alját és oldalát befedő hővédő csempék állapotát.
Két űrsikló, a Discovery és az Endeavour rakterébe beszerelték a Station-to-Shuttle Power Transfer System (SSPTS) nevű berendezést, amellyel a Mir-hez, vagy az ISS-hez történő repülés során, már a dokkolt állapotban lehet ellátni az űrhajót az űrállomáson megtermelt energiával és lehet megtakarítani áramot az összedokkolt állapotban.

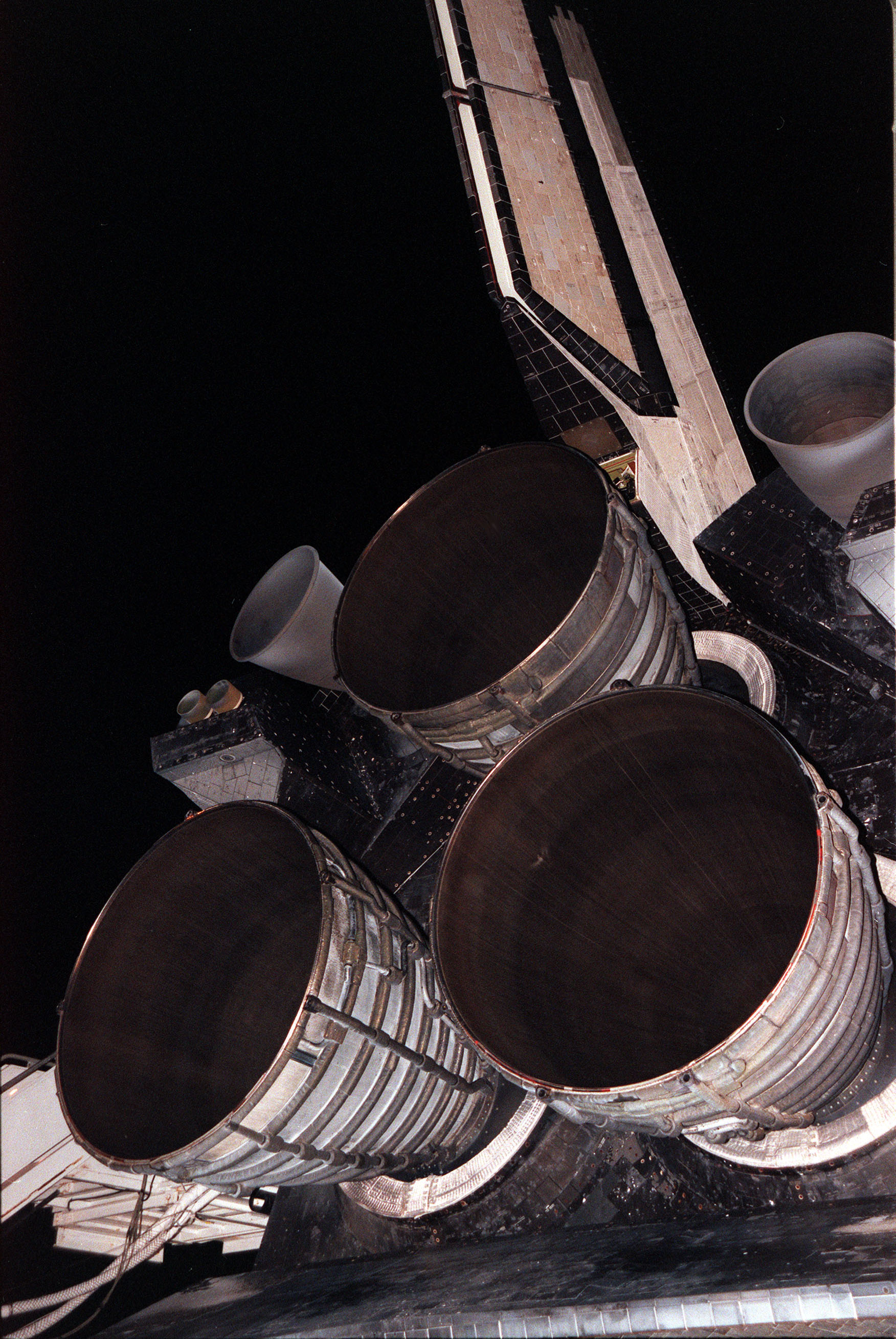
Az Orbiter háromszög alakban elrendezett főhajtóművei
A képen megfigyelhető a függőleges vezérsík egy része és a Föld körüli pályán végrehajtandó manőverezéshez szükséges hátsó fúvókák is

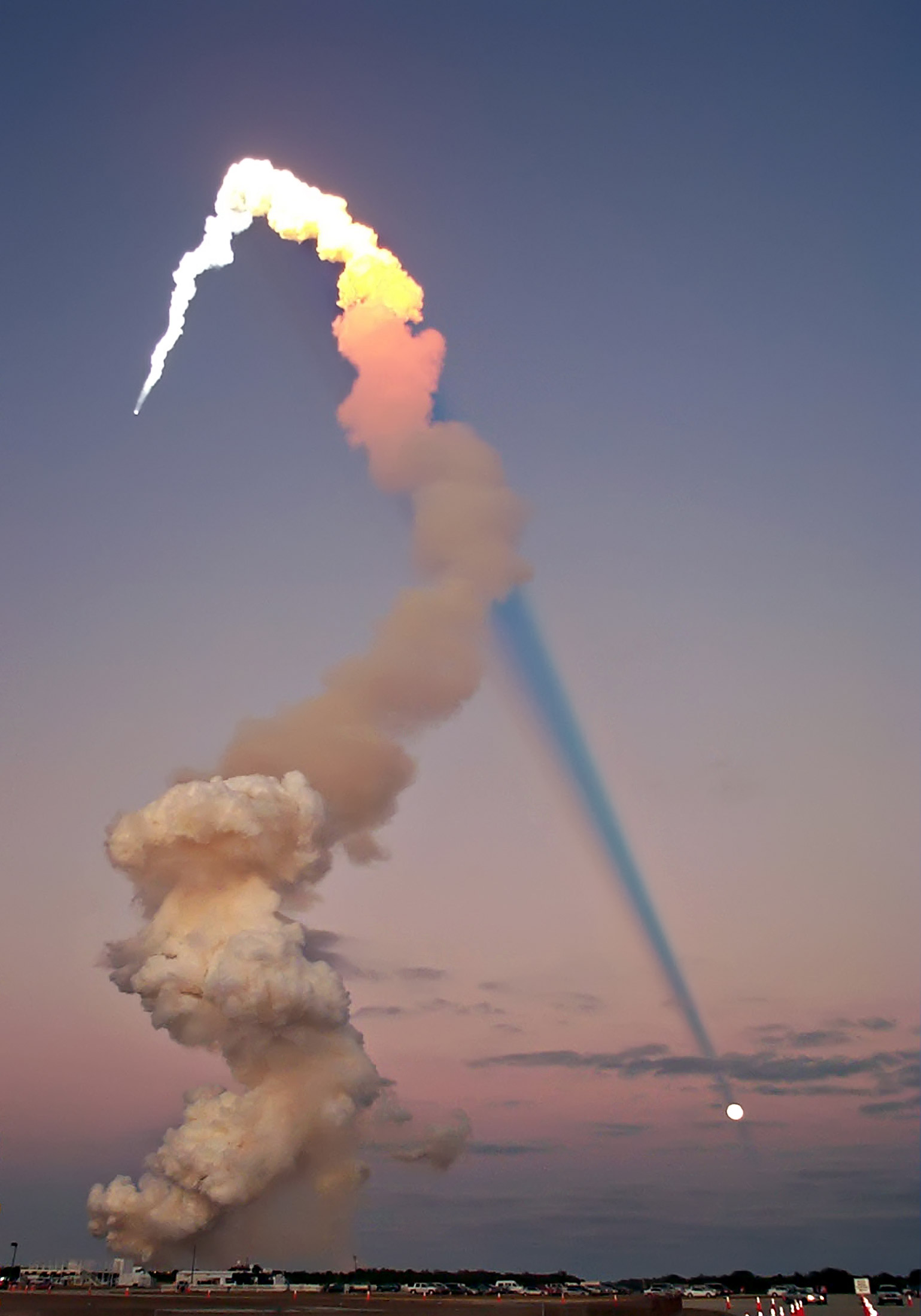
Az Atlantis napnyugtakor a magasba emelkedik
A füstfelhő felső része világosabb, mert a nap ott közvetlenül megvilágítja. A füst megvilágított része árnyékot vet az égen. A háttérben a felkelő Hold látható

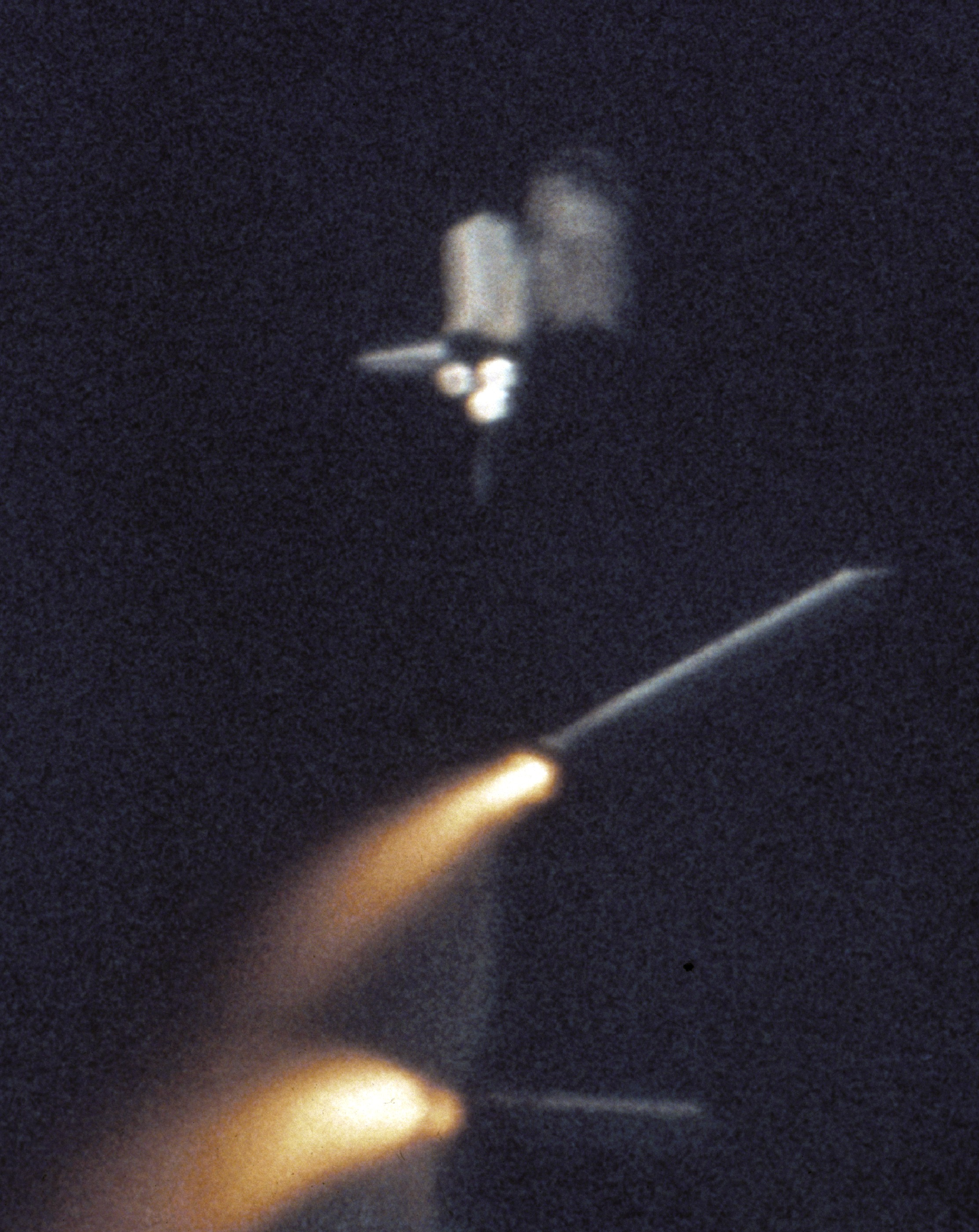
A szilárd hajtóanyagú gyorsítórakéták leválása körülbelül 45 kilométeres magasságban

#### A hátsó törzsrész
A hátsó törzsrész nagyjából egyetlen nagy, önálló részegysége, a három RS–25-ös főhajtómű volt. Ezeket a törzsre háromszög elrendezésben szerelték. A hajtóművek fúvócsöveit ki lehetett téríteni – 10,5°-bban oldalirányba és 8,5°-ban függőleges irányban –, amellyel az űrhajót lehetett kormányozni, tolóerővektorát megváltoztatva. A hajtóműveket titánium ötvözetből készítették, amellyel alkalmassá váltak, hogy többször is felhasználhassák őket. Az RS–25-ösök cseppfolyós hidrogént és oxigént égető hajtóművek voltak, különlegességük abban állt, hogy minden idők legmagasabb égéstéri nyomását használták bennük, ez az érték 226,5 bar-t tett ki. A fúvócsövek 287 cm magasak és 229 cm átmérőjűek voltak. Ezeket az egységeket külön hűtéssel látták el, 1080 belső vezetéken keringettek a faluk körül a hajtóanyagul szolgálló folyékony nitrogénből, de emellett szigetelést is kaptak, hogy a hőterhelésük minél kisebb legyen.
Az űrsikló flotta harminc éves szolgálati ideje alatt a főhajtóművek számos módosításon, fejlődésen mentek keresztül, amelyek egyaránt szolgálták a megbízhatóságot és a tolóerő növelését. Különösen a tolóerő tekintetében választott rendhagyó utat a Rocketdyne. Sokszor hallani, olvasni olyat, hogy az űrrepülőgép hajtóműve 104 %-on működött, ami úgy vált lehetségessé, hogy a Rocketdyne az eredeti tervspecifikációban leírtakat tekintette konstans 100 %-nak és a fejlesztések során nyert tolóerőtöbblettel engedték 100 % fölé a hajtóművek teljesítményét. A fejlesztéseket később két lépcsőbe sorolták be, a Block I és a Block II lépcsőbe. Az elsőben 104 %-os, a másodikban 109 %-os teljesítményt értek el a mérnökök, mindamellett, hogy az égéstéri nyomást 207,5 bar-ra lehetett csökkenteni.
A hátsó törzsrészen található a bal és jobb oldali manőverező, illetve a toló fúvókák, hivatalos nevén az Orbital Maneuvering System (OMS – Keringési manőverező rendszer). A rendszer két AJ10-190 rakétahajtóműből és az azt tápláló hajtóanyatartályokból állt. Az AJ10 hajtóművek monometilhidrazin (MMH) hajtóanyagot és dinitrogén tetroxidot (N2O4) égetve nyernek tolóerőt. A megkettőzött rendszer egy-egy egysége 2140 kg MMH-t és 3526 kg N2O4-t vittek magukkal. Az OMS hajtóműveket szigorúan csak azt követően volt szabad üzembe helyezni, hogy megtörtént a főhajtóművek leállása a Föld körül pályára állás előtt. A pályára állítást, majd később a pályán történő korrekciókat már ezzel a két kormányhajtóművel végezték el. Mindkét hajtómű 27,080 kN tolóerőt volt képes és így 305 m/s sebességváltozást tudott kiváltani a teljes űrrepülőgépre nézve.

#### A repülőgéptest részeitől független rendszerek
A legnagyobb részegség, amely nem köthető a repülőgéptest egyik részéhez sem, a hővédő rendszer, a Thermal Protection System (TPS), amely a teljes felületet befedte. A hővédő rendszer az űrrepülések utolsó szakaszában, a légköri visszatérés közben kapott szerepet, amikor a sűrűbb levegőrétegek átszelésekor a visszatérő test több ezer fokra hevült. A korábbi űrhajók mind amerikai, mind szovjet oldalon egyöntetűen a hőterheléstől fokozatosan elégő hőpajzsokat használtak, amelyek ilyen módon egyszer használatosak voltak,ám éppen ezt érintette az a követelmény, hogy az űrhajót többször lehessen az űrbe küldeni, így a hővédő rendszert sem lehetett újra cserélni minden repülés után. A visszatérés során az űrrepülőgép felületét akár 1600 °C-os hőterhelés is érhette, amely ellen a NASA különböző anyagokat vetett be. A legnagyobb hőterhelés az űrrepülőgép orrkúpját és a szárnyak belépőéleit érte, ezekre a helyekre fekete színű megerősített szén-szén paneleket szereltek. Az idők során ezek az elemek fejlődésen mentek keresztül, az első generáció után 1998-ban szerelték fel a korábbinál vastagabb elemeket, amelyek elvileg a mikrometeoritok és a keringés során észlelhető törmelék (pl. űrszemét) becsapódásait is jobban viselte. A Columbia-katasztrófát követően – amelyet éppen egy ilyen RCC elem sérülése okozott – jött a harmadik generáció, amelyben ezeket az elemeket még becsapódás érzékelő rendszerrel is felszerelték. Az egy lépcsővel kisebb hőterhelést kapó teljes alsó rész szintén egy önálló típusú hővédelmet kapott, fekete színű szilícium rostokkal borított boroszilikát-üveg téglák fedték a szárnyak alsó felét és a törzs hasát. Az anyag sajátossága volt, hogy a hőt apró légzsebekbe zárta, majd visszasugározta onnan. Az űrsikló felső felületén hasonló anyagot alkalmaztak azzal a különbséggel, hogy ezen téglák színe fehér volt és csak kb. 650 °C hőt voltak képesek elviselni. A raktérajtók és a szárnyak felső felületeinek bizonyos részei Nomex-szel, egyfajta tűzálló műanyag szigeteléssel, vagy Béta-anyaggal, azaz szilikonnal impregnált politetrafluoretilénnel voltak borítva, amelyek 370 °C-ig voltak hőbiztosak. A rendszer célja az volt, hogy az alatta elhelyezkedő alumíniumfelületek hőmérséklete ne emelkedjen 180 °C fölé.

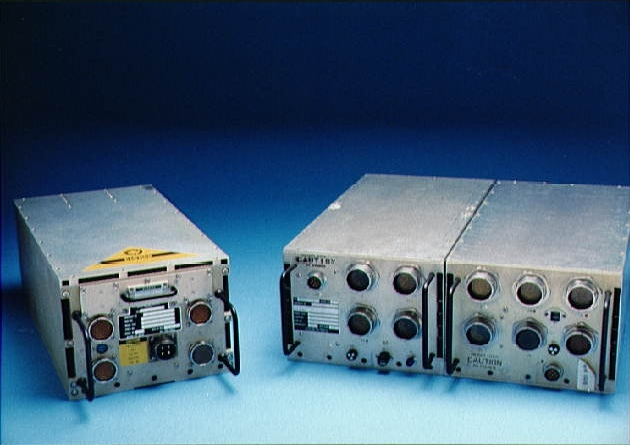
AP-101S (balra) és AP-101B fedélzeti számítógépek

Egy másik, szerteágazó és nagy kiterjedésű rendszer az űrhajó repülőgépkénti repüléséhez használt fly-by-wire irányítórendszer volt. A rendszer központját a DPS (Data Processing System) számítógépe adta. Maga a DPS irányított minden repülési rendszert, beleértve az orbiter, az ET és a két SRB kormányfúvókáit a felszállás során és természetesen a visszatéréskor a légköri repülés során az űrsikló aerodinamikai felületeit is. A DPS egy összetett gép, összesen 5 db ún. általános célú számítógépből (GPC – General Purpose Computer), 2 db mágnesszalagos tömeg memória egységből (MMU – Magnetic Memory Unit) és különböző, az űrsikló komponenseit megfigyelő szenzorokból áll. Az eredetileg az űrrepülőgépekbe szerelt DPS az IBM AP–101B modellje volt, amely külön központi egységet (CPU) és külön input-output processzort (IUP) alkalmazott és ún. nem felejtő (NVM) tartós állapotú meghajtót (SSD) fogadott magába. Később a technika több lépcsőben fejlődött. Előbb az AP–101S modellre cserélték a gépet, amellyel egyszerre nőtt a memória mérete és a műveleti sebesség – és mellesleg a tömege is, mivel egyetlen egységbe integrálták a CPU-t és az IP-t. A gép egyik érdekes negatív tulajdonsága volt, hogy az évváltást nem tudta kezelni, ezért egészen 2007-ig a NASA nem tervezett úgy repülést, hogy az űrrepülőgép decemberben szálljon fel és januárban le, átlépve az éveket elválasztó szilveszter napját és csak 2007-ben sikerült megoldást találni erre a problémára.
Az utolsó rendszer, amelynek elemei szétszórva helyezkedtek el, a kommunikációs rendszer volt. Amikor az űrrepülőgép az űrben keringett, a földdel való kapcsolattartást az űrhajósok az S-sávú rádión végezhették el. A fedélzeten két olyan S-sávú készülék volt, amely fázismodulációt használt és adni és fogadni is képes volt a jeleket. Két további rádióadó frekvenciamodulált üzemmódban dolgozott és főként adattovábbításra használták a NASA felé. Az S-sávú rádió csak úgy tudott működni, ha a vevőállomás látóvonalban volt, ergo ezzel nem lehetett a keringés minden pontjáról rádiókapcsolatot létesíteni, azonban a NASA földi rádióállomásokból (STADAN – Spacecraft Tracking and Data Acquisition Network), valamint műholdakból álló rádiókövető és átjátszó rendszerrel (TDRS – Trancking and Data Relay Satellite System) a teljes föld körüli keringést képes volt lefedni, így ha közvetlenül nem is, de átjátszással valós időben képes volt a rádióadást fogni, vagy adni az űrhajó felé. Emellett a rakodótérbe még egy másik, Ku sávú rádiót is szereltek, amely egyben randevúradarként is működött. Harmadik rendszerként pedig két URH rádióval is felszerelték a Space Shuttle-t, amelyekkel az űrben az űrséták során lehetett kapcsolatot tartani a kinn dolgozó űrhajósok között, valamint leszállás közben a légi irányítással is.

### Gyorsítórakéták
A szilárd hajtóanyagú gyorsítórakéták ((SRB) – solid rocket boosters ) az indítás után az első két percben működve biztosítják azt a Föld körüli pályára álláshoz szükséges plusz tolóerőt, amelyet az űrrepülőgép saját három fő hajtóműve együttesen nem képes előállítani. Ez az összes tolóerő 71,4%-át jelentette a földfelszínről való induláskor, amely 12 500 kN tolóerőt biztosított (a későbbi fejlesztések ezt 13 300 kN-ra tolták fel.
Felépítésüket tekintve az SRB-k három fő részből álltak: az orrkúp, a szilárd hajtóanyagú hajtóműrész és a hajtóműharang. Ezekből a részegységekből a méretében és működésében is legjelentősebb rész maga a hajtóműrész volt. A hajtómű szekció négy szegmensből épült fel, amelyek külső fala 2 cm vastag nagy szilárdságú acélötvözet volt, a szegmensek pedig további szekciókból álltak össze, összesen 11-ből. A négy szegmensnél gumi tömítőgyűrűk, az ún. O-gyűrűk biztosították a légmentes illesztést és hogy a keletkező gázok csak a hajtóműharangon és ne oldalt, az illesztések között fújjanak ki, ám később ez lett az egész rendszer egyik achilles-sarka. A külső falon belül volt a szilárd hajtóanyagtöltet, amit 11 ágú csillagalakzatba tömörítettek. A hajtóanyag 69,6%-nyi ammónium perklorátból (az oxidálóanyagból), 16%-nyi finom alumíniumporból, 12,04% polibutadién akrilonitrilból (az egész anyagot egyben tartó ragasztó, kötőanyagból, amely polimer lévén maga is elég, így hajtóanyagul szolgál) 1,96%-nyi epoxi tömörítőanyagból és 0,4%-nyi vas-oxidból (katalizátor) állt össze. Mindkét SRB-t egyenként 500 tonna üzemanyaggal töltik fel. A hajtóanyagot úgy töltötték be, hogy az az induláskor adja le a legnagyobb tolóerőt, majd folyamatosan csökkenjen egészen 50%-ig, hogy a MaxQ sávban a rakétára ható fizikai erőket kissé ellensúlyozzák. Az alumínium, mint rakéta hajtóanyag sokak számára nem tűnik természetes választásnak, azonban a tervezők azt a két tulajdonságát emelték ki a választásnál, hogy viszonylag magas az energiasűrűsége (31,0 MJ/kg) és a véletlen öngyulladásra érzéketlen. A kész hajtóanyag kinézetre és tapintásra kemény gumiradírra emlékeztet.
Ezekkel a paraméterekkel az SRB-k a valaha épített legnagyobb szilárd hajtóanyagú rakéták lettek és egyben itt alkalmazták először embert is szállító űrprogramban.
A gyorsítórakétákat a Kennedy Űrközpont VAB csarnokában szerelték fel a nagy külső üzemanyagtartályra és ettől kezdve strukturális funkciót is elláttak. Az indítóálláson állva ezek a szerkezetek adtak merevítést a külső üzemanyagtartálynak és a rászerelt űrrepülőgépnek, ezen kívül a mobil indítóplatformmal mindössze ez a két elem érintkezett és tartotta meg a szerelvény teljes tömegét az indítás előtti pillanatokban. Az startfolyamat során T -5 másodpercnél élesítették a két gyorsítórakétát, majd elektromos úton gyújtották be a hajtóanyagot, de csak azt követően, hogy az űrrepülőgép két RS–25-ös főhajtóműve már 100%-on üzemelt. A start után kb. 2 perc alatt égett ki a hajtóanyag-oxidálóanyag töltet és állt le a két gyorsítófokozat, mire az egész űrszerelvény, hogy 45 km magasságba jutott. Itt aztán automatikusan leváltak a külső üzemanyagtartályról és két fázisban ejtőernyőt nyitottak – előbb egy kihúzóernyőt, majd a főernyőt – és ennek segítségével visszahullottak az Atlanti-óceánba. A vízből a NASA két hajója, az MV Freedom Star és az MV Liberty Star emelte ki és szállította vissza őket a Kennedy Űrközpontba, ahol előbb darabjaira szedték, megtisztították, hogy visszaszállíthassák őket a Morton Thiokolhoz, ahol aztán újra összerakták és repülésre késszé tették őket.
A Challenger katasztrófája után átdolgozták a szilárd hajtóanyagú gyorsítórakéták szegmensei közti tömítést is (a korábbi kettő helyett három tömítőgyűrű került beszerelésre). Egyéb fejlesztéseket is tervbe vettek, ám ezek anyagi források híján nem valósultak meg.

### Külső üzemanyagtartály

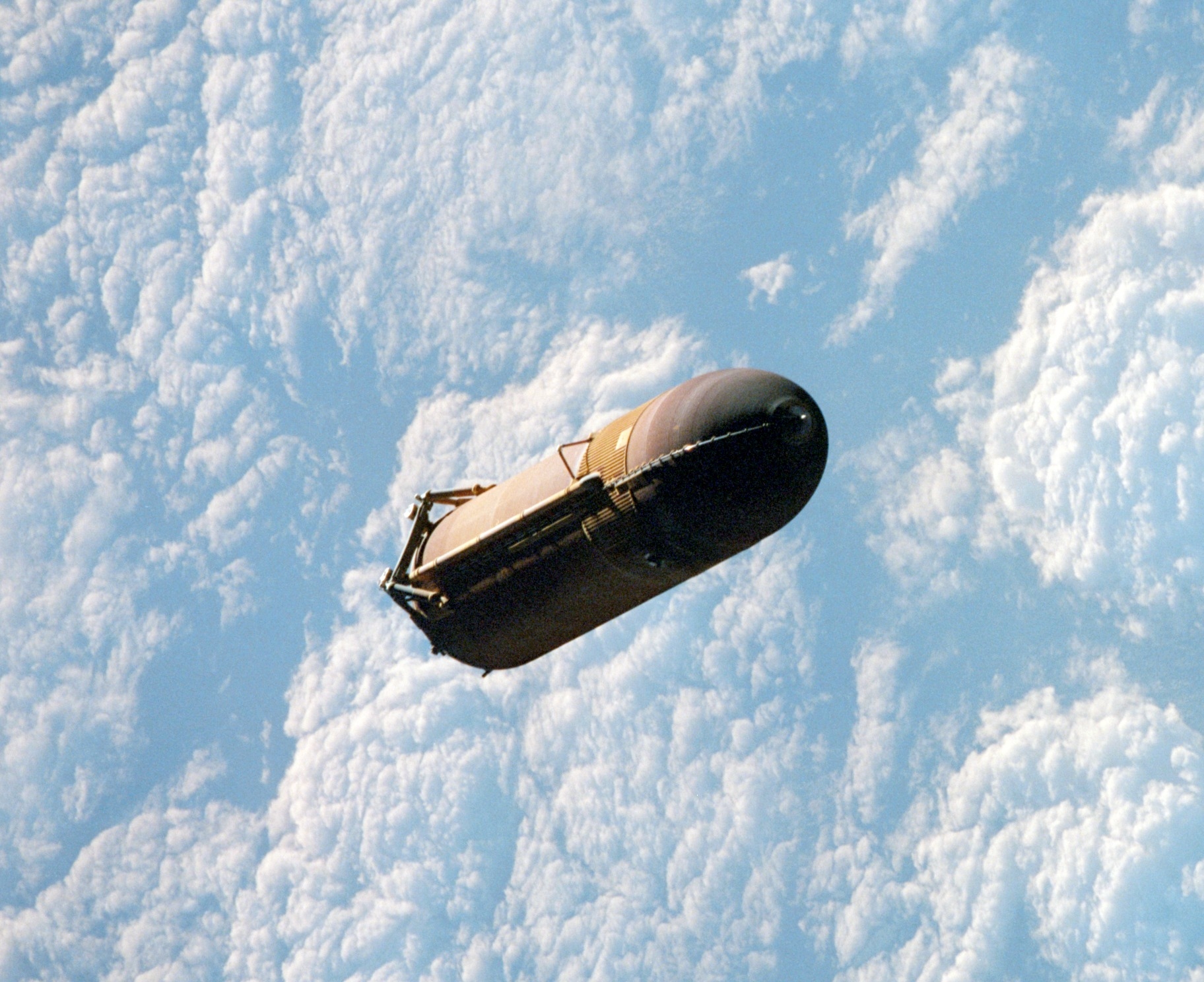
A külső üzemanyagtartály a leválás után visszazuhan a légkörbe

Az STS rendszer egyetlen egyszer használatos része a nagy külső tartály volt. Erre azért volt szükség, mivel a rendszer főhajtóműveit ugyan az űrsikló repülőgéptestébe építették, azonban itt messze nem volt elegendő hely, hogy egy Föld körüli pályára álláshoz szükséges és elégséges mennyiségű hajtó- és oxidálóanyagot helyezzenek el. Ezért döntöttek a tervezők egy teljesen különálló tartályban. Ugyancsak egyedi tervezési elv lett, hogy sem korábban, sem azóta – kivéve az STS némiképp technológiai másolatának számító szovjet Buran űrrepülőgép/Enyergija hordozórakéta – nem készült párhuzamos szereléssel startoló űreszköz. Ez azt jelenti, hogy az űrhajó, vagy más hasznos teher ezen a koncepción kívül mindig a rakétatest tetején – ún. egyenes szereléssel – jut az űrbe, míg itt az űrhajót a külső tartály oldalára szerelték.
A külső tartály (NASA terminológia szerint: external tank (ET)) elsődleges rendeltetése az űrrepülőgép főhajtóművei által a pályára álláshoz szükséges hajtóanyag és oxidálószer tárolása és megfelelő eljuttatása a hajtóművekhez a felszállás közben. Másodlagos feladata pedig a jármű szerkezeti stabilitásának biztosítása is volt, mivel a ET-hez kapcsolódik maga az orbiter és a két SRB is. 130 kilométer magasan (körülbelül 8 és fél perccel az indulás után) leválasztják az űrrepülőgépről, és a légkörbe visszazuhanva megsemmisül.
Három fő részből áll:
- az elülső felében volt található a cseppfolyós oxigén (LOX – Liquid Oxigen) tartály;
- a két tartály között középen egy összefogó elem, amelynek belsejében nem nyomásálló térben helyezkedett el a legtöbb elektronikai komponens;
- a hátulsó részben volt található a cseppfolyós hidrogén (LH2 tartály.

A külső tartály 47 méter hosszú és 8,4 méter átmérőjű hengeres test. Az orrában helyezkedett el az oxigéntartály, amely 15 méter hosszú volt, legalul pedig a hidrogéntartály, amely méretét tekintve dupla olyan hosszú, 29 méteres volt, feltöltött állapotban viszont az utóbbi tömege –104 308 kg hajtóanyag és 13 224 kg száraz tömeg – csak egyhatodát teszi ki az oxigéntartálynak, amely 5472 kg-os üres tartályaiba 625 850 kg cseppfolyós oxigént fogadott magába. A tartályt két csatlakoztató porton kapcsolták össze az orbiterhez, amelyeken keresztül öt üzemanyagellátó és két áramellátó vezeték ment a tartályból az űrhajóba. Maga az orbiter négy bekötési csomóponton csatlakozott szilárdan a tartályhoz, két felső csomóponton felül, a tartály kb. egyharmadánál, amely az orbiterhez annak mellső futóműaknája mögött volt bekötve és két alsón, amely a tartály legalján kötötte össze az orbitert, annak törzsközéprészének és törzshátsórészének találkozásánál.

#### A tartály fejlődéstörténete
A tartály prototípusa mindössze két repülésen volt használatos, az STS–1-en és STS–2-n. Ez a változat arról volt ismeretes, hogy fehérre festették – elvileg az ultraibolya sugárzás hatásainak távol tartására a tartályt borító szigetelőhab bevonattól –, ám később úgy ítélték meg, hogy a festés nem a legjobb megoldás, ráadásul az elhagyásával 272 kg tömegtől lehet megszabadulni, így hamar a festés elhagyása mellett döntöttek. A festés nélküli, vöröses-barna tartállyal az STS–3-on repültek először.
A prototípust követte az ún. Standard Weight Tank (SWT – Sztenderd súlyú tartály). Ezt a változatot 2219-es jelű alumínium ötvözetből (egy speciális alumínium-réz ötvözetből) gyártották és az üres tömege kb. 35 000 kg volt. A felületét jellegzetes vöröses barna színű, két és fél centiméter vastag, poliizocianurát anyagú, hab állagú hővédő burkolat védte, amely egyrészt segített a tartály megfelelő hőmérsékletének megőrzésében a felszállás alatt, illetve szintén segített megakadályozni a jégképződést (később ez a részegység vált az egész rendszer Achilles-sarkává, lényegében a sorozatos hableválások miatt mondták ki a végső ítéletet az STS-rendszer fölött, hogy azt végleg le kell állítani). Az SWT egy súlycsökkentési lépcsőt is tartalmazott a prototípushoz képest, itt már a festéken kívül egész szerkezeti egységek elhagyása, vagy átalakítása mellett döntöttek. A legnagyobb tétel a súly csökkentésben az ún. anti-gejzír vezeték kiszerelése volt, amely egy, az oxigén betápláló vezeték mellett párhuzamosan futó másik cső volt, amely a cseppfolyós oxigénnek biztosított könnyebb cirkulációt azáltal, hogy csökkentette a gáznemű oxigén felgyülemlését a start előtti hajtóanyag feltöltésnél. A megoldás nem volt különösen hosszú életű, először az STS–4-en alkalmazták, utoljára pedig 3 repülés után, az STS–7en.
Az SWT-t váltotta a Light Weight Tank (LWT – Könnyű súlyú tartály), amelyet először az STS–6-on alkalmaztak, aztán a program legnagyobb részében ez maradt az általánosan használt tartály változat, utolsó használatára a balvégzetű STS–107-en került sor, amelyben a NASA elvesztette a Columbia űrrepülőgépet. Ennek a tartályvariációnak 30 000 kg körül mozgott az átlagos tömege (a tömeg repülésről repülésre kissé eltérhetett ettől). A súlycsökkenést az előző változathoz képest azzal sikerült elérni, hogy csökkentették hidrogéntartály mentén végigfutó hosszmerevítők számát, magának a tartálynak a strukturális merevségének növelése mellett. Emellett egy speciális maratási eljárással vékonyabbra dolgozták át a az anyagvastagságot. Harmadik változásként pedig a szilárd hajtóanyagú rakéták alsó bekötési csomópontja mentén erősebb, mégis könnyebb és olcsóbb titánium ötvözetet használtak.
Újabb fejlődési lépcsőként a Super Lightweight Tank (SLWT – Szuperkönnyű tartály) látott napvilágot, amelynek első repülésére 1998-ban, az STS–91-en került sor, később pedig két kivétellel (az STS–99-en és az STS–107-en) ez a tartálytípus volt alkalmazásban valamennyi repülésen. Ez a variáció abban különbözött elődjétől, hogy az anyagát másik ötvözetre, az Al 2195 jelű alumínium-lítium ötvözetre cserélték. Ez a csere 3175 kg súlymegtakarítást jelentett az LWT-hez képest. Emellett új hegesztési technikát is alkalmaztak, ami szintén hozzájárult a súlycsökkenéshez. Ezzel a súlycsökkentéssel sikerült elérni, hogy a Nemzetközi Űrállomáshoz vezetett repüléseken 50%-os hatékonyságjavulást érhessenek el a rakományban, illetve sokkal könnyebben elérhető volt az ISS nagy pályahajlású keringési pályája.
Egy érdekesség a tartályok történetéből: Az STS–70 repülés indítását el kellett halasztani, mivel az üzemanyagtartály szigetelésébe harkályok lyukakat fúrtak. Ezt megelőzendő a NASA ma már hétköznapi műbaglyokat és felfújható lufikat telepít az indítóállványra (ezeket a felszállás előtt eltávolítják).
A Columbia katasztrófája után a NASA kibővítette a felszállás megfigyelésére szolgáló kamerarendszert, emellett digitális videokamerákat szereltek a gyorsítórakétákra és a külső üzemanyagtartályra is.
Átdolgozták a legnagyobb gondot okozó üzemanyagtartály-szigetelést is. A tartály és az Orbiter közötti elülső csatlakozószerkezetnél a szigetelőhabot elektromos fűtőrendszerre cserélték (a szigetelésre vagy a fűtőrendszerre a jégképződés megakadályozása miatt van szükség). Emellett a folyékony oxigént továbbító csőrendszert (LOX Feedline) is fűtőrendszerrel látták el, mivel ezen a helyen is komoly jégképződés alakulhat ki.

## Repülési profilja

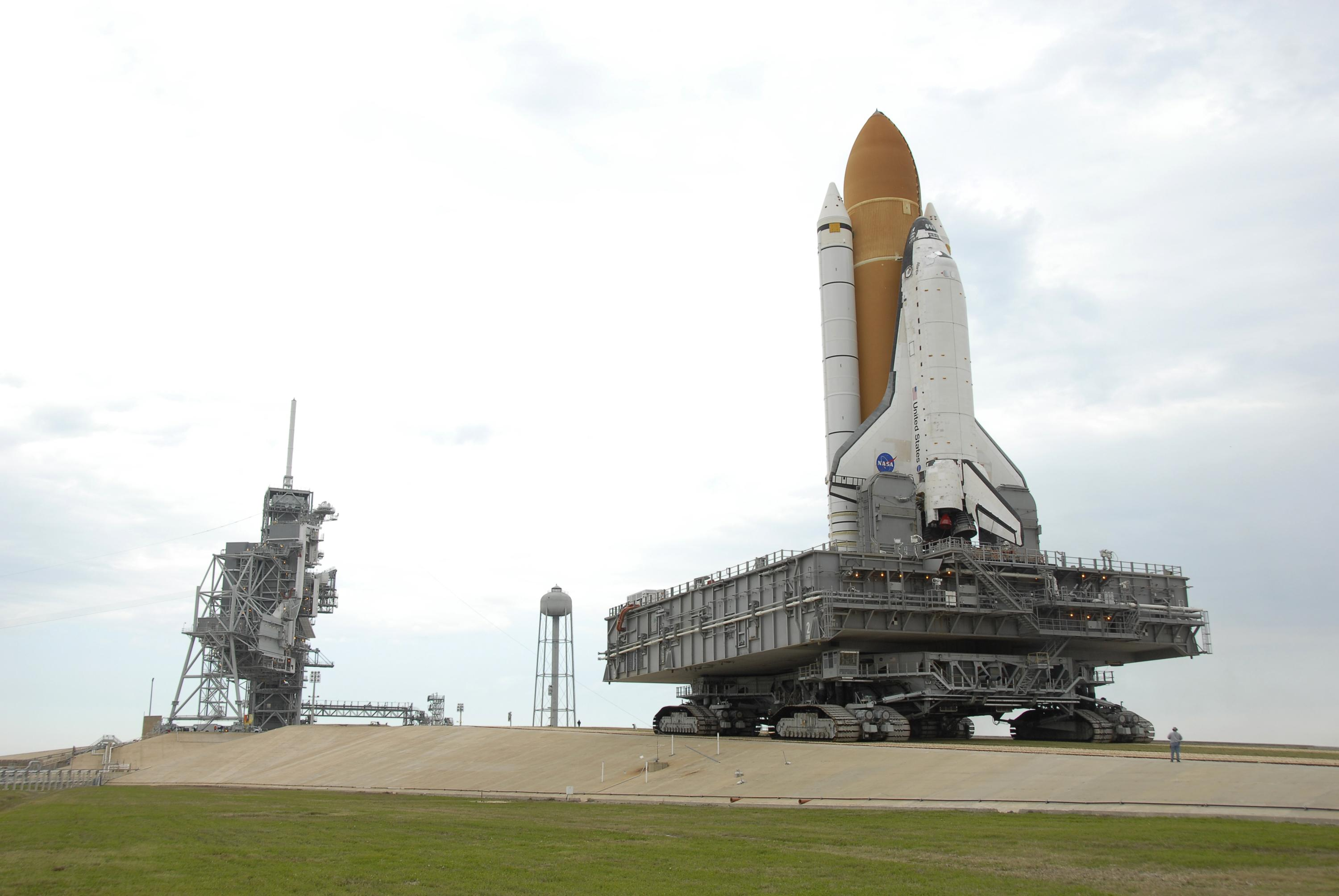
A Space Shuttle a mobil indítóállványon, ahogy a hernyótalpas szállítójármű az LC39A indítóállásba viszi a start előtt az STS-117 repülés előtt

A hajtómű gyújtás és az indulás első pillanatai egy start folyamán (az indítóállványon felállított automata kamera képei)

A Shuttle felszállása egy a külsejére szerelt fedélzeti kamera képén

A szilárd hajtóanyagú gyorsítórakéták (SRB) leválása

A külső tartály (ET) leválásának pillanata

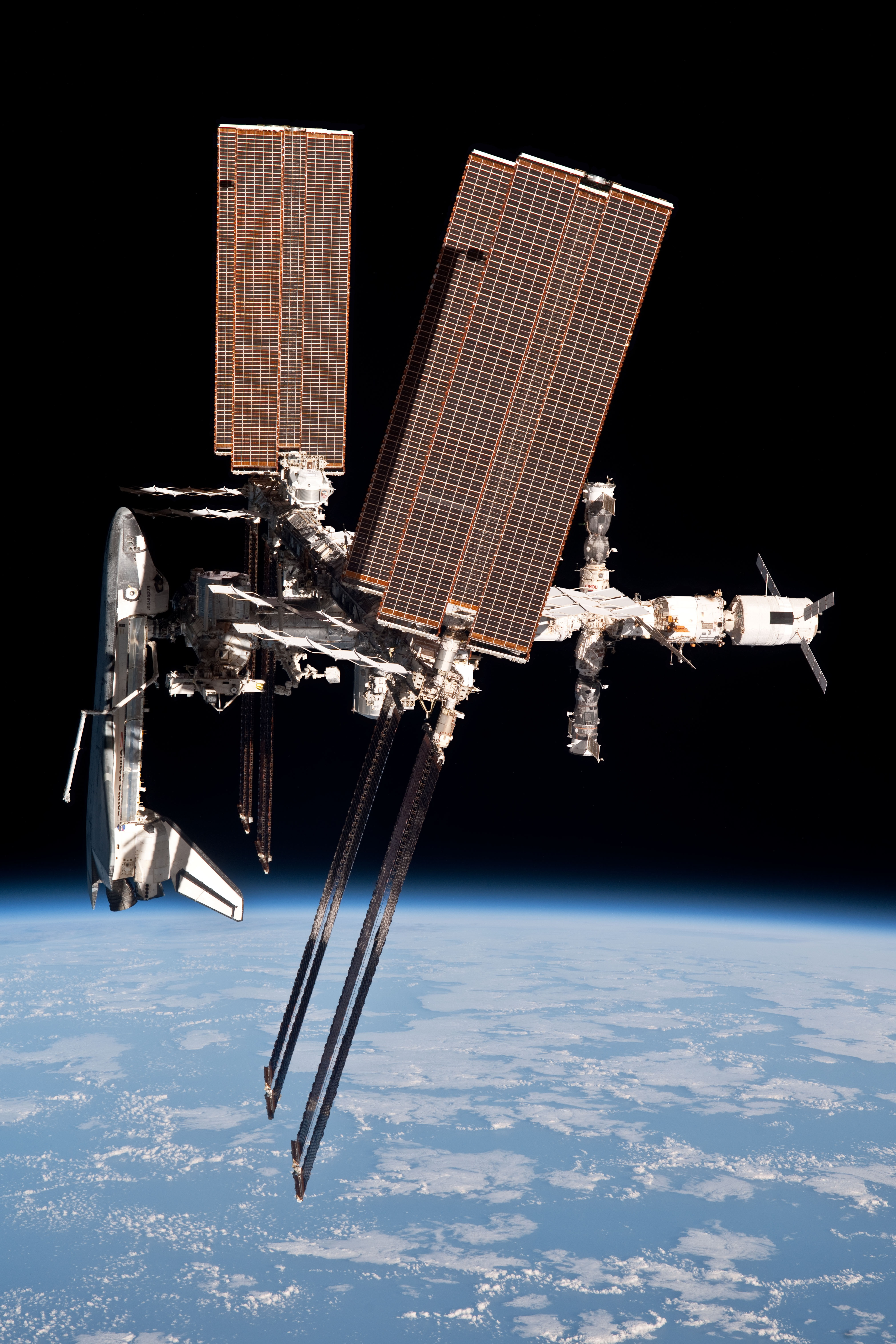
Az Endeavour bedokkol az ISS-hez az STS-134 repülés során

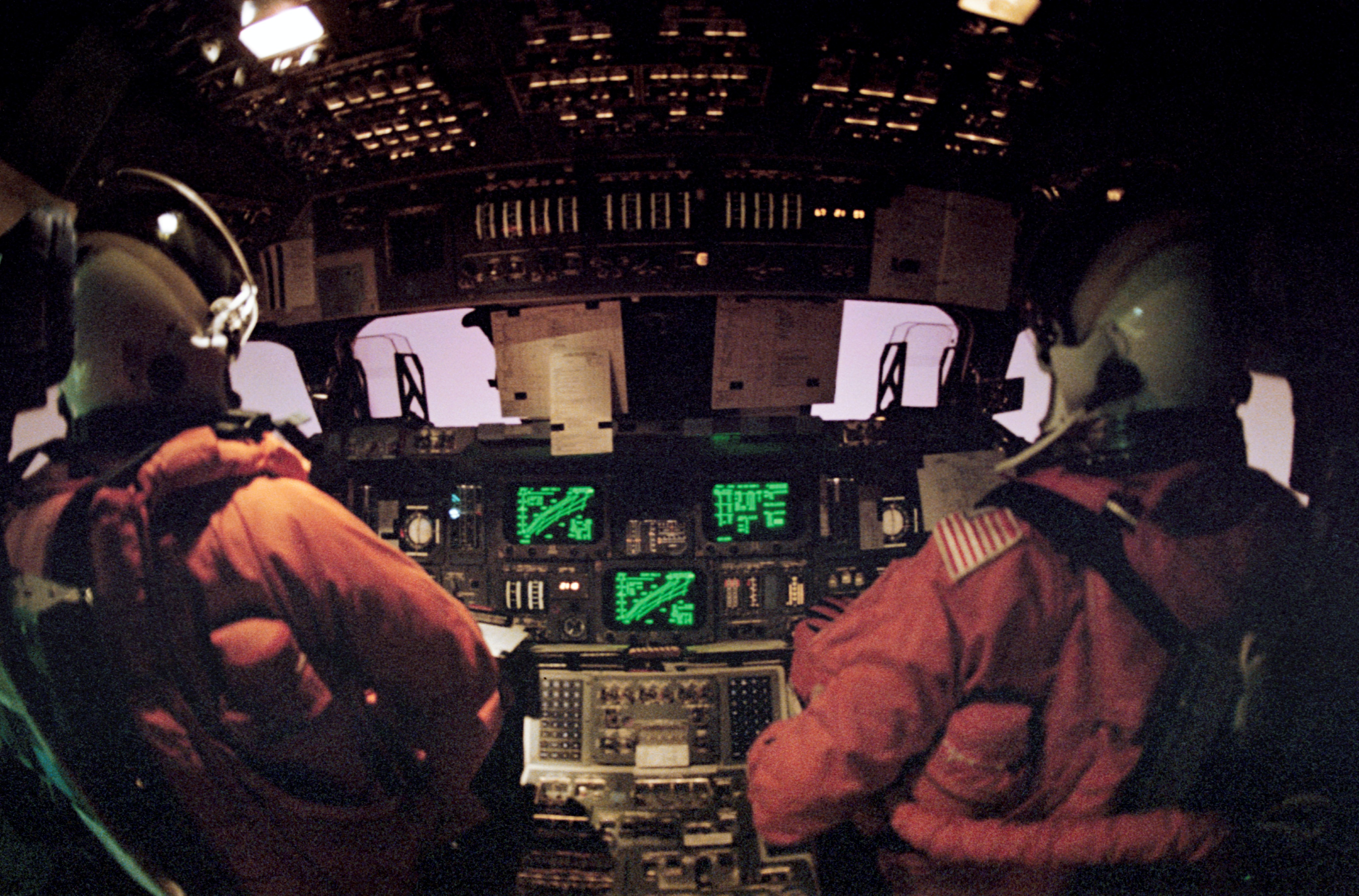
A Discovery legénységi kabinjának képe az STS-42 légköri visszatérése során

### Indítás
A rendszer űrhajóinak indítása kivétel nélkül a Kennedy Űrközpontból, annak LC39A és LC39B indítóállásáról történt. Alternatívaként – az USAF igényeinek megfelelően megteremtették a Légierő Vandenberg légibázisán is a startinfrastruktúrát a bázis SLC–6 jelű rakéta-indítóállásán, amelyet aztán később egyetlen egyszer sem használtak űrsikló indítására. A repülésre az űrrepülőgépet a KSC VAB szerelőcsarnokában készítik fel, itt szerelik az orbitert és az oldalsó gyorsítórakétákat a külső tartályra. Az orbiter felkészítése előzőleg egy másik üzemben, az Orbiter Processing Facility-ben (Keringő egység előkészítő műhely) történik, majd az egész készre szerelt űrszerelvényt a Mobil Indítóállványra (MLP – Mobile Launching Platform) szerelték és ezt követően az Apollo-programból örökül maradt Hernyótalpas szállítójárművel szállították valamelyik indítóállásba, ahol megkezdődhetett az űrrepülésre való végső felkészítés.
Az űrrepülőgép indításának szigorú – több esetben vérrel lejegyzett tapasztalatok diktálta – szabályrendszere van.
1. Nem startolhat az űrsikló sem túl alacsony, sem túl magas hőmérsékleten. Az indítóállás körül mért külső levegő hőmérsékletnek a startot megelőző 30 egymás követő percben nem szabad meghaladnia a 37 °C-t. Az alsó hőmérsékletlimitet pedig egy, a szélsebességet, a relatív páratartalmat és hőmérsékletet együttesen figyelembe vevő táblázatból lehet kiolvasni, miszerint a legkisebb indítási hőmérséklet magas páratartalom és erős szél esetén 2 °C, alacsony páratartalom és gyenge szél esetén 9 °C. 2 °C alatt pedig abszolút semmilyen esetben nem kerülhet sor a startra. Ezt az intézkedést a Challenger űrrepülőgép és legénysége elvesztésével járó baleset tapasztalatai kényszerítették ki.[78]
2. Nem startolhat űrrepülőgép nagy szélsebesség esetén. A szélerősség megítélése egyedi elbírálás alá esik minden startnál, mivel figyelembe veszik a szélirányt is. Az abszolút széllimit 34 csomó (63 km/h), ami felett nem lehet szó startról. Azonban a szélirány figyelembevételével, ha annak iránya 100 és 260 fok (keleti és hozzávetőleg nyugati szélirány között) van, a szélsebesség limit 20 csomóra (37 km/h) csökken.[78]
3. Nem startolhat az űrsikló csapadékos időjárásban. Semmiféle eső nem fordulhat elő a starthelyen és végig a röppálya mentén. Az eső egyik alkomponense különösen kiemelt szabályozást kapott. Nem startolhatott az űrsikló ha 20% felett volt az esélye, hogy 5 mérföldes körzetben villámlás fordulhat elő, illetve ha 10 mérföldes körzetben villámot figyeltek meg (ha mégis, akkor 30 percnek kellett eltelnie az utolsó villámlás után, amikor ezt a korlátozást feloldották). Ezt az intézkedést pedig az Apollo–12 tapasztalatai alapján kellett beilleszteni a szabályrendszerbe, amikor váratlanul villám csapott a Hold felé induló űreszközbe és ugyan nagyobb baj nem történt (ilyenkor az űrhajó fémteste Faraday-kalitkaként elvezeti a felületén az áramot és a benne ülőket nem fenyegeti veszély), de az űrhajó elektronikai rendszerei megsínylették a villámcsapást. A későbbi vizsgálat állapította meg, hogy emelkedéskor egy rakéta a világ legnagyobb villámhárítójává alakul át, mivel hegyes fémcsúcsban végződik és a földig érő, az elektromosságot kiválóan vezető ionozált gázokból álló kondenzcsíkot húz többezer méter magasra, ezzel nagyon hatékony villámhárítót formáz.[78]

Az indítást közvetlenül csak az ellenőrzőlista szerinti végellenőrzéseket futtatta az irányítás. T-20, majd T-9 percnél tartottak két, beépített, tervezett megszakítást, hogy bármilyen felmerült problémát még meg lehessen oldani. A második ilyen megszakítást követően a visszaszámlálás automatikusan futott le és Ground Launch Sequencer (GLS – Földi indítási vezérlő) felügyelte a folyamatot és szakította meg azt, ha valamilyen, a repülésbiztonságot fenyegető eltérést érzékelt. T-3 perc 45 másodpercnél a hajtómű tolóerővektor eltérítésének tesztmozgatását futtatták le a fúvócsövek mozgatásával. ami T-2 perc 15 másodpercnél ért véget. A GLS, azaz a külső vezérlő T-31 másodpercnél adja át az rendszerek felügyeletét és a megszakítás lehetőségét is az orbiterbe épített fedélzeti számítógépnek, a GPC-nek (General Purpose Computer – Általános felhasználású számítógép). T-16 másodpercnél a fedélzeti számítógép élesíti a két oldalsó gyorsítórakétát, majd jelet küld a vízelárasztásos hangelnyelő rendszernek. Erre a jelre a Mobil indítóállványon több mint 1,1 millió liter vízzel árasztották el a hajtóművek alatt található árkokat. Ennek az volt a célja, hogy elnyelje a rakéták beindításával keletkező hangrezgéseket és lángvisszacsapódásokat, amelyek kárt tehettek a járműben. T-10 másodpercnél az indítás előtt beindítják a főhajtóművek harangjai alá esetlegesen beszoruló hidrogén elégetését szolgáló rendszert (Main Engine Hydrogen Burnoff System), mivel a hajtóművek beindításával az túl magas nyomást és robbanást idézhet elő. Ez a rendszer izzó, világító labdák ezreit lövelli a hajtómű harangjai alá. T-9,5 másodpercnél nyitották a hidrogéntartályok biztonsági előszelepeit, utolsó előkészületként a startra. T-6,6 másodpercnél beindították a főhajtóműveket, 120 milliszekundumos időközönként egyiket a másik után, amelyeknek aztán kb. T-3 másodpercnél legalább 90%-os teljesítményt kellett elérni, de az oldalsó gyorsítórakéták indítása csak akkor volt lehetséges, ha elérték a 100%-ot. Ilyenkor megfigyelhető a teljes járműszerkezet úgynevezett „bólintása”, ami körülbelül 2 méteres kilengést jelent a legénységi kabin magasságában. Ez annak a következménye, hogy a szerkezet ilyenkor még rögzítve van, de a hajtóművek tolóereje már megmozdítja a szerkezetet. Miután a főhajtóművek elérték a maximális teljesítményt és a szerkezet a hajtóművek tolóerővektorának programozott ellenhatására visszabillent a bólintásból, akkor T-0-nál beindították a szilárd hajtóanyagú oldalsó gyorsító rakétákat. Az indítóállvány rögzítő csapjait ezzel egy időben lerobbantják és az űrrepülőgép elkezdett elemelkedni. T+0,23-nél az SRB-k tolóereje már elegendő volt arra, hogy az egész szerkezet stabilan emelkedhessen, míg az SRB-k maximális égésteri nyomása és tolóereje T+0,6 másodpercre épült fel. Az emelkedés első pillanataiban – elvileg T+0-nál, a gyakorlatban nagyjából mire az űreszköz elérte az indítóállás tornyának a tetejét, a houstoni irányítóközpont átvette az irányítást a Cape Canaverelan székelő, helyi indítás-irányítástól. T+4 másodpercnél, kb. 22 méter magasan, éppencsak elhagyva az indítótornyot, a hajtóműteljesítményt 104,5%-ra emelték, a legintenzívebb emelkedés érdekében.
Röviddel azután, hogy az űrrepülőgép elhagyja az indítóállványt – T+7 másodpercnél – megkezdődött a forgási és fordulási manőver, amikor egyszerre kezdett az orbiter a hossztengelye és a kereszttengelye körül fordulni. Előbbit addig folytatták, amíg az űrrepülőgép lefelé nem fordult úgy, hogy a tartály hasa nézte az eget, az orbiter pedig a földet, igaz a másik irányú mozgás miatt a hátával lefelé. Ezzel az Orbiter a külső üzemanyagtartály alá kerül és a rádióösszeköttetés zavartalanul folytatódhat a földi irányítóközponttal. Az utóbbi, kereszttengely körüli forgásra azért van szükség, hogy a függőleges felszállás és a földfelszínnel párhuzamos keringés közötti 90°-ot áthidalják. Ezért az űrrepülőgép az emelkedés során folyamatosan csökkenő szögben folytatja az emelkedést, míg a sebessége az üzemanyag mennyiségének csökkenése miatt egyre növekszik. A Föld körüli pályára álláshoz a függőleges gyorsulás helyett nagyobb szükség van a vízszintes gyorsulásra, bár ez szabad szemmel nehezen észrevehető, mivel a horizontális gyorsulás nagyobb része a látótávolságon kívül zajlik le.
A felszállás következő aktusa kb. 2700 méteren (kb. 20-30 másodperces repülés után) következik be, amikor vissza kell venni a hajtómű teljesítményt, 65-72 %-ra, hogy megkíméljék az űrhajótestet az ún. MaxQ jelenségtől, vagyis a testre nehezedő legnagyobb nyomás erőitől. Ennek során a sebesség és a légköri légellenállás erői feszülnek egymásnak és van egy határérték, amikor ezek eredői a legmagasabbak. Az emelkedés elején ugyan nagy a légellenállás, de alacsony a sebesség, nagyobb magasságban a ritkuló levegő miatt ugyan a sebesség nő drasztikusan, ám a légellenállás kezd egyre kisebb lenni. Van azonban egy zóna, ahol a sebesség is elég nagy már és a légellenállás is még elég nagy, ez a MaxQ zóna, ahol a legnagyobb aerodinamikai erők érik az űrrepülőgépet. A tolóerő csökkentésével ettől védik meg a szerkezetet. A hajtóművek leszabályozását kétféleképpen is irányítják: az RS–25-ös főhajtóműveket egyébként is lehet szabályozni, míg a szilárd hajtóanyagú SRB-két elvben nem, de azokban a hajtóanyag betárazása úgy történik meg, hogy adott rétegekben, amelyek elégése éppen a MaxQ zóna környékén következik el, olyan keveréket táraznak be, amelynek kisebb a reakcióereje. A MayQ zónát elhagyva a hajtóművek teljesítményét ismét maximumra állítják.
T+126 másodpercnél a szilárd hajtóanyagú gyorsítórakétákat apró robbanótöltetek segítségével leválasztották a szerkezetről, amelyek aztán kis méretű segédrakéták segítségével eltávolodtak a továbbrepülő űrhajótól. Kellően eltávolodva aztán az orrkúpjukban található fékezőernyők kinyíltak, és az SRB-k visszahullottak az Atlanti-óceánba. Ezután az űrrepülő már csak a saját hajtóművei segítségével repült tovább. Az SRB-k leválása után rövid ideig a tolóerő-tömeg arány 1 alá csökken, azaz a jármű gyorsulása mérséklődik. Az égés folyamán folyamatosan csökken az üzemanyagtartályban található üzemanyag mennyisége és ezáltal a jármű tömege, ennek következtében a tolóerő-súly arány hamarosan ismét 1 fölé emelkedik, így az űrrepülő gyorsulása 1 g-nél nagyobbra növekszik. Ezt követően az űrrepülőgépek kétféle reszim szerint emelkedtek tovább. Az STS–87 repülésig az űrhajó maradt háthelyzetben, hogy a rádiókapcsolatot a Bermudán levő rádiókövető állomással tudja tartani. Azonban ezt az STS–87 után megváltoztatták és az űrjármű a repülés ötödik percében ismét forduló manővert hajtott végre, hogy az orbiter felülre kerüljön és immár műholdak segítségével folytathassák a rádió kapcsolattartást.
T+7 perc 30 másodpercnél a hajtóművek teljesítményét fokozatosan visszavették, mivel a jármű tömege annyira lecsökkent, hogy túlgyorsulhatott volna, ami benne ülő személyzetre nézve lett volna káros. A teljesítménycsökkenést addig folytatták, hogy a személyzetre és a szerkezetre ható gyorsulás mértékét körülbelül 3 g-n állandósítsák. T+8 perc 30 másodpercnél, kb. 6 másodperccel a hajtóanyag elméleti kifogyási ideje előtt, mielőtt az üzemanyag teljesen elfogyna a tartályból (üzemanyag nélkül járatva a hajtóműveket azok tönkremennének), a főhajtóműveket leállították az ún. MECO (Main Engine Cut Off) parancsal, és a külső üzemanyagtartályt leválasztották, ami ezután visszazuhant a légkörbe és elégett (esetleg néhány kisebb darabja az Indiai-, vagy a Csendes-óceánba zuhantak. Ezután szintén kétféle gyakorlatot alkalmaztak a végső pályára állásnál. Az STS–38 repülésig az űrrepülőgép földkörüli manőverezését lehetővé tévő OMS (Orbital Maneuvering System) hajtóművekkel két manővert tettek. Az első során beállították a pálya földközelpontját, a másodikkal pedig kör alakúvá változtatták a keringési pályát. Később ezt a gyakorlatot megváltoztatva a földközelpontot még a fóhajtóművekkel alakították ki és csak a második lépésre használták az OMS-t.

### Keringés a Föld körüli pályán
A Space Shuttle Föld körüli keringése nagyban függött a repülés elé kitűzött cél mibenlététől. Érdekességként ez nagyjából korszakról korszakra változott – természetesen mindenkor kisebb kivételekkel –:
1. Az első négy repülésen a rendszer végső tesztelését végezték, nagyjából azonos pályamagasságon (200–300 km magasság között) és pályahajlással 28-38°között, jellemzően 37-38 fokon
2. A teszteket követte a NASA azon korszaka, amelyre az űrrepülőgépet szánták, azaz hogy különböző kereskedelmi és kormányzati műholdakat állítson pályára, vagy fogjon be és hozzon vissza. Érdekes módon azonban ezeknél a repüléseknél fordított követelményrendszert állítottak: nem az űrrepülőgép ment olyan pályára, amit a pályára állítani kívánt műhold igényelt, hanem olyan műholdakat választottak, amelyeknek tervezett pályája megegyezett a Space Shuttle pályára állítási paramétereivel és korlátaival.
3. A következő szakasz előtti éles határt a Challenger-katasztrófa jelentette 1986-ban. Ezt követően történt a beismerés, hogy az STS nem a legmegfelelőbb eszköz műholdak pályára állítására és főként a kereskedelmi műholdak indítása terelődött át az olcsóbb egyszer használatos rakéták, mint pl. a Delta II felé. Mindeközben a Space Shuttle számára megmaradtak a nem kereskedelmi alkalmazások, így az olyan tudományos célú műholdak, mint a Hubble űrtávcső, vagy a Magellan vénusszonda, vagy a Galileo jupiterszonda indítása.
4. Az STS–71-gyel ismét új korszak kezdődött, a nemzetközi együttműködés korszaka, a Shuttle-Mir-program, amikor az amerikai űrsiklók sorozatban jártak és kötöttek ki a szovjet/orosz Mir űrállomásnál , természetesen a pályájukat is az űrállomáséhoz igazítva.
5. A Mir-hez történt repüléseket követően egy új, de a korábbihoz nagyon hasonló célpontja lett az űrrepülőgép flottának, a Nemzetközi Űrállomás. A Space Shuttle lett az ISS felépítésének az igáslova, amely az építéshez szükséges részegységeket, illetve az azok beillesztését végző űrhajósokat szállította az űrbe a készülő űrállomáshoz.

A repülések hossza rendkívül változó volt, de a legrövidebb repülést, az STS–2-n teljesítette Joe Engle és Jack Lousma a Columbián 2 nap, 6 óra, 13 perccel, míg a leghosszabb repülése az STS–80-nak volt szintén a Columbián ötfős legénységgel, amikor 17 nap 15 óra 53 percet repültek.
A különböző pályamagasságok közül a legnagyobb magasságot elért repülés az STS–103-é volt a Discovery űrrepülőgépen, amikor a Hubble Űrtávcső szervizelésekor elérték a 621 km-es legnagyobb magasságot.

### Leszállás

Az Endeavour a kifutópályán gurul a kiengedett fékezőernyővel

A leszállási folyamat kb. 4 órával a tervezett leszállás előtt kezdődött. Ekkor megtették az előkészületeket: bezárták a raktér ajtókat, a felesleges, benn maradt hót kisugározták az űrbe, és bevonták a Ku sávú antennát. A következő művelettel megváltoztatták az űrhajó térbeli helyzetét, az űrrepülőgép a hajtóműveit mutatta a menetiránynak, fejjel lefelé repülve (azaz a raktér és a függőleges vezérsík nézett a földfelszín felé). Ekkor az OMS hajtóművek 2-4 perces indítását végezték el, ami kb. 20 perccel előzte meg a légkörbelépést, így az űrrepülő sebessége lecsökkent, ezáltal az űrrepülő magassága is csökkenni kezdett. Az egész műveletet – a futóművek kiengedése és a landolás kivételével – számítógép vezérelte, bár a kézi vezérlés lehetősége végig biztosított volt.
Az orbiter definíciószerűen 120 km-es magasságban érte el légkör felső rétegeit és ezt számították a visszatérés kezdetének. Az űrhajó ekkor nagyjából 25 Mach sebességgel repült. Az űrrepülőgépet ekkor a számítógépes leszállórendszer orral előre pozícióba fordította, majd az orrát 40 fokos szögben megemelte, hogy így érkezzen a légkörbe, aminek során a hővédőpajzs több mint 1500 °C hőmérsékletűre hevült fel (az állásszög megemelésére éppen azért volt szükség, hogy a hőmérséklet emelkedését a megfelelő tartományban tarthassák, másképpen még nagyobb hőterhelés érte volna a hővédő csempéket). A művelet végén az orrban levő kormányfúvókák hajtóanyagát kiengedték és a rendszert deaktiválták, mivel arra a továbbiakban nem volt szükség. Hogy megfelelő mértékben lelassuljon, az ereszkedés során egy elnyújtott „S”-kanyart is leír, körülbelül 70-80 fokos dőlésszöggel. Erre azért volt szükség, mert így az adott vízszintes távolságot nagyobb úton, lassabban tette meg, illetve az S-kanyarok közben hol az egyik, hol a másik szárny került alacsonyabbra, ezzel téve a fékezőerő hatását egyenletesebbé az egész szerkezetre nézve.
A légkör alacsonyabb rétegeiben az űrrepülő hagyományos siklórepülő módjára ereszkedik, azzal a különbséggel, hogy az ereszkedési sebessége sokkal nagyobb (nagyjából 3 km percenként). A vitorlázó repülés során az űrrepülőgé p siklószáma – azaz, hogy 1 m vízszintes repülés során hány méternyit süllyed – a sebesség függvényében széles határok között változik. Hiperszonikus sebességtartományban ez az érték 1,3, ám ez a szubszonikus tartományban 4,9-re romlik. Ebben a szakaszban már minden rakétafúvókát, amit az űrbeli kormányzásra használtak kiürítettek és inaktívvá tettek és kizárólag a gép aerodinamikai felületeivel – aileronjaival, elevonjaival és oldalkormányával – történt tovább a jármű irányítása, mivel a légkör sűrűsége ezt már lehetővé tette. 46 km magasan az orbiter kinyitotta a fékszárnyát, ami a függőleges vezérsíkon volt elhelyezve. Később, Mach 3-as sebességre lassulva kiengedték a légköri adatgyűjtő szondát, amely légnyomási és egyéb adatokat szolgáltatott a pilóta számára. Ezzel egyidőben az állásszöget 36°-ra csökkentették az orr lejjebb engedésével. A leszállás végső fázisában az űrrepülőgép átrepült a pálya végétől 8 km-re elhelyezett Iránybeállító Kúpja (HAC – Heading Alignment Cone) – lényegében egy rádió irányjelző bója – fölött, amely a leszállópálya középvonalát jelölte. Itt a pilóta megszüntette az „S”-alakok repülését és nyílegyenesen kellett megközelíteni a leszállópályát.
A leszálláskor a végső megközelítés 3 km-es magasságban kezdődött, 12 km-re a leszállópályától, 540 km/h sebesség mellett és az orbiter 18° -20°-os siklópályán ereszkedett stabilan a leszállópálya felé, immár 51 m/s sebességgel veszítve a magasságából. A pilóták aktiválták az áramlásrontó lapokat, hogy csökkentsék az űrrepülő sebességét és az állandó sebesség mellett a siklópálya szögét is 1,5°-ra csökkentették. Körülbelül 430 km/h sebességnél és a földet érés előtt 15 másodperccel, kb. 90 méter magasan kiengedték a futóműveket, majd nagyjából 340 km/h sebességgel megkezdődött a leszállás. A leérkezés kb. 360–480 km/h sebességgel történt meg (függően a visszatérő űrrepülőgép tömegétől). Miután a kerekek földet értek, kiengedték a 12 méter hosszú fékezőernyőt, amit 110 km/h sebességnél leoldanak.
Az űrrepülő leszállása után a legénység rendszerint egy órán belül elhagyja a járművet. Ennyi ideig tart, míg a külső burkolat megfelelő hőmérsékletre hűl le, és a szükséges ellenőrzéseket (például nem szivárognak-e mérgező gázok) elvégzik.

#### Az űrrepülőgép leszállóhelyei
Az űrrepülőgép története során összesen 3 helyen szállt le. A kezdeti repüléseken az Edwards Légitámaszpont (Edwards Air Force Base) szolgált leszállóhelyként, ahol a Muroc-tó kiszáradt tómedre szinte végtelen és bármilyen irányú gurulást tett lehetővé egy esetlegesen balul sikerült leszállást követően. A Space Shuttle összesen 54 alkalommal szállt le az Edwards AFB-n sikeresen. Egyébként a sivatagi időjárásnak köszönhetően az Edwards számított az első számú tartalék repülőtérnek arra az esetre, ha az űrsikló első számú leszállóhelyén, Floridában nem volt megfelelő az időjárás. Az űrrepülőgép elsődleges leszállóhelye a Kennedy Űrközpont területén, a VAB csarnok és az LC39 indítóállások alkotta háromszögben létrehozott Shuttle Landing Facility (Űrsikló Leszálló Létesítmény), amelynek 4600 méter hosszú – és ezzel a világ egyik leghosszabb – kifutópályáján fogadták legtöbbször az űrrepülőgép-flottát. Összesen 78-szor szállt le itt valamelyik űrjármű az idők során. A harmadik létesítmény, amelyen valaha űrsikló leszállt a White Sands Space Harbor volt Új-Mexikóban, ahová egyetlen alkalommal, a Columbia űrsikló az STS–3 tesztrepülést követően landolt. Utóbbi leszállóhely olyannyira tartalék lehetőségnek számított, hogy a gipszben gazdag homokja hatalmas repülés utáni karbantartó munkát rótt a repüléseket előkészítő személyzetre. A gipsz szennyeződésre jellemző, hogy az űrsikló leszállása után még 21 évvel később is találtak gipsznyomokat a lezuhant Columbia alkatrészein az elemzők. Az Edwards támaszponton való leszállással kapcsolatban általában az volt a fő ellenérv, hogy onnan a speciálisan átalakított Boeing 747 hátán kellett visszaszállítani az űrsiklót Floridába és ennek tetemes költsége volt.
A három Egyesült Államok-beli leszállópályán kívül, amelyeket ténylegesen igénybe is vettek űrsikló leszállásánál még számos más helyet is nyilvántartottak, vészhelyzet esetére igénybe vehető kitérő repülőtérként. Összesen 85 ilyen reptérrel kötött megállapodást a NASA, amelyek vállalták, hogy repülésmegszakítás, vagy más probléma esetén fogadják a Space Shuttle-t. A 85 létesítmény közül 58 feküdt az USA-n kívül. Ezeket a reptereket különböző szempontok szerint válogatták össze. Elsősorban politikai alapon, azaz olyan országban kellett feküdjön, amely az USA-val jó viszonyt ápolt. Másik szempont volt, hogy az időjárási körülmények általában kedvezőek legyenek az adott térségben. A technikai szempontok között szerepelt a legalább 2300 méter hosszú kifutópálya és hogy legyen a helyszín felszerelve TACAN, vagy DME berendezéssel. További technikai követelmény volt, hogy a hely legyen felszerelve URH rádióadóval, így a csak rövidhulámú adóval felszerelt helyek nem jöhettek szóba, mivel az űrrepülőgép csak URH kapcsolatot tudott tartani, csak ezen keresztül lehetett beszélni a legénységgel. Az USA Keleti Partján levő helyszíneket különösen a start közbeni megszakítások kitérő repteréül kezelték, míg az európai és afrikai helyszíneket arra, ha a felszállás későbbi fázisában, az Atlanti-óceán felett történne a repülésmegszakítás. A helyszíneket felkészítették egy űrrepülőgép kényszerleszállására, ám végül szerencsére sohasem kellett igénybe venni őket.

### Megszakítások

#### Elemelkedés előtt
- Redundant Set Launch Sequencer (RSLS) – akkor következik be, ha a Shuttle fedélzeti számítógépe bármilyen problémát észlel onnantól, hogy megkapta az indítás vezérlését a földi irányítástól egészen T-0 ig, a boosterek indításáig. Ekkor a számítógép leállítja a Shuttle már működő főhajtóműveit (Space Shuttle Main Engine (SSME)). Eddig ötször fordult elő: STS–41–D, STS–51–F, STS–51, STS–55 és STS–68.

#### Emelkedés közbeni megszakítások
Az emelkedés közbeni megszakítás akkor válik szükségessé, ha a jármű működésében hibák keletkeznek. Ilyenek például az űrsikló főhajtóműveinek (SSME) vagy manőverező hajtóműveinek (OMS) meghibásodása. Más problémák a repülés idő előtti megszakítását teszik elengedhetetlenül szükségessé, ilyen például a kabinnyomás nem tervezett csökkenése, vagy a hűtőrendszer üzemzavara. Ilyen esetekben a legmegfelelőbb megszakítási módot alkalmazva a repülést mihamarabb be kell fejezni. Kétféle megszakítási módot különböztetünk meg, a sértetlen megszakítást és az előre nem tervezhető megszakítást. A sértetlen megszakítási módok lehetővé teszik az orbiter biztonságos landolását a tervezett leszállási helyek egyikén. A nem tervezhető megszakításokat úgy alkották meg, hogy biztosítsák a legénység túlélésének esélyét olyan vészhelyzetekben is, amikor a sértetlen megszakítási módok nem alkalmazhatók. Ez a megszakítás általában a jármű elhagyását eredményezi

#### Sértetlen megszakítási módok
- Return to Launch Site (RTLS) – visszatérés az indítási helyre. E módszer lehetővé teszi az orbiter visszatérését az indítás helyére, vagyis a Kennedy Űrközpontba (KSC) az indítás után kb. 25 perccel. Ezt a módszert úgy tervezték, hogy tudja kezelni az űrsikló egyik főhajtóművének kiesése miatt keletkező tolóerő-veszteséget. A megszakítás T+4:20-ig használható, innentől már nincs elég üzemanyag visszatérni az indítási helyre (negative return). Az RTLS három részből áll: a meghajtott repülésből, a külső tank (ET) leválasztásából és a siklórepülésből való leszállásból. A legénység a megszakítás kapcsoló RTLS állásába forgatásával és a megszakítás gomb kiengedésével aktiválja. Aktiválás után a jármű még távolodik a visszatérési ponttól, a cél az, hogy csak a visszatéréshez szükséges és elégséges üzemanyag maradjon a külső tankban. Amikor a felesleges üzemanyagot elhasználta, a jármű-tank együttes elfordul úgy, hogy a Shuttle kerül fölülre, és már a leszállási hely irányába néz. A működő hajtóművek a KSC felé indítják meg a járművet. Mindeközben az OMS és a válaszadó rendszer (reacting control system (RCS)) hajtóművei az űrsikló-tank együttes súlyát csökkentik, és később az Orbiter siklórepülését is segítik a tank leválasztása után. Mikor a jármű eléri a tervezett hajtóműleállítási pontot (MECO), már csak kevesebb mint két százaléknyi üzemanyag marad a külső tankban. 20 másodperccel ezelőtt az Orbiter felveszi a külső tank leválasztásához szükséges pozíciót, a MECO parancs kiadásakor a tankleválasztási folyamat elindul. A válaszadórendszer (RCS) biztosítja, hogy az űrsikló ne ütközzön a már leválasztott külső tankhoz, és a siklórepüléshez szükséges pozíciót felvegye. Innentől normális leszállási folyamatként az Orbiter leszáll a KSC-ban.[97]
- Transoceanic Abort Landing (TAL) – transzóceáni vészleszállás. Arra az esetre, ha a hajtóműhiba az utolsó RTLS lehetőség után következik be, és még az AOA mód nem alkalmazható, vagy a felmerülő probléma mihamarabbi leszállást kíván. Ebben az esetben a jármű ballisztikus pályán átrepülve az óceánt az emelkedési pálya földi vetületéhez legközelebbi alkalmas repülőtéren kb. 35 perccel az indítás után leszáll. Három TAL-helyszín áll rendelkezésre: egy Franciaországban (Istres légitámaszpont), kettő Spanyolországban (Zaragoza légitámaszpont, Morón légitámaszpont). Kiválasztásukban fontos szempont volt, hogy a felszállási helytől keletre, az Egyenlítő közelében helyezkednek el. Mindegyik helyszínt felszerelték az űrsikló leszállásához szükséges speciális felszereléssel, és nemzetközi egyezmények alapján üzemeltetik. A küldetések idején a vészleszállóhelyeken NASA-személyzet és a védelmi minisztérium emberei tartózkodnak. A vészleszállóhely hosszának legalább 2300 méteresnek kell lennie. Célszerű olyan helyszíneket választani, ahol az év legnagyobb szakában tiszta az idő. Szükséges a katonai TACAN (Tactical Air Navigation) leszállórendszereken kívül a NASA által az űrsikló leszállásához speciális berendezéseket üzemeltetni. Egy-egy helyszínen legalább 100 ember dolgozik. Szükséges továbbá az űrsikló visszaszállításához alkalmas infrastruktúra megléte. A legénység a megszakítás kapcsoló TAL/AOA állásba forgatásával és a megszakítás gomb kiengedésével aktiválja a TAL módot. Fontos, hogy ezt még a MECO előtt tegyék, mert azután AOA módba vált a rendszer. A TAL mód a járműnek a tervezett leszállóhely síkjába történő fordításával kezdődik. A MECO előtt az Orbiter felülre fordul, és az OMS, valamint az RCS segítségével megkezdődik a felesleges üzemanyag elégetése, mindemellett e hajtóművek a jármű pályán tartását is segítik. Nyilvánvaló cél, hogy az Orbiter leszállótömege minél kisebb legyen. A TAL normál leszállásként működik innentől.[97]
- Abort to Orbit (ATO) – az Orbiter biztonságos pályamagasságba emelése, ha a kialakult nehézségek miatt a kívánt pálya nem elérhető. Ha a Shuttle hajtóműhibájának bekövetkeztekor elért sebesség még nem elegendő, a Küldetésirányító Központ (Mission Control Center (MCC)) megállapítja, hogy a megszakítást kell alkalmazni és erről tájékoztatja a legénységet. Az OMS segítségével a Shuttle egy alacsony, de már biztonságos körpályára emelhető, és a küldetés teljesíthető. ATO megszakítás eddig egyszer fordult elő: STS–51F.[97]
- Abort Once Around (AOA) – egy keringés utáni leszállás. Ha a hajtóműhiba bekövetkeztekor a biztonságos pályamagasság nem érthető el, vagy ha elérhető, de már nem maradna elég üzemanyag a pályaelhagyó fékezéshez (deorbit burn), illetve ha a létfenntartó rendszer hibásodik meg, az AOA megszakítást alkalmazzák. Ennek során az OMS-t használva a MECO után pályaelhagyási pozícióba fordítják a járművet, majd a megfelelő időben végrehajtják a fékezést, aminek eredményeként az Orbiter letér pályájáról, és normál módon leszáll az AOA helyszínek egyikén. Ezek: White Sands, N.M., Edwards Légitámaszpont vagy KSC. Az AOA megszakítás esetén az űrsikló egyszer megkerüli a földet, így kb. 90 perccel az indítás után száll le.[97]

#### Nem tervezett megszakítás
A nem tervezett megszakítások általában több mint egy hajtómű meghibásodása vagy egyéb rendszerek hibás működése során kerülnek előtérbe. Egy hajtómű leállása és egy másik jelentős tolóerővesztése is képes nem tervezett megszakítást kikényszeríteni.
Ezen megszakítások célja, hogy az Orbitert egyben tartsák, amíg a hajózó személyzet azt el nem hagyja.
A fentiektől eltérő rendszerhibák miatt megvalósuló nem tervezett megszakítások általában biztosítják a személyzet és a jármű épen maradását. Két hajtómű leállása is jó eséllyel vezethet normál leszálláshoz, ez nagymértékben függ a hiba bekövetkeztének idejétől. Azonban mindhárom főhajtómű elvesztése az űrsikló megsemmisülését okozza. Cél a hajózó személyzet mihamarabbi távozása a járműből.
Ha a vészhelyzet megkívánja, az űrsiklóval vízre is le lehet szállni.

## A Space Shuttle program megvalósítása
A Space Shuttle program volt az Egyesült Államok leghosszabb emberes űrprogramja, amelynek repülései 1981. április 12. és 2011. július 21. között zajlottak el. Ez idő alatt az űrrepülőgéppel 135 repülést végeztek, amelyből 133 volt sikeres, a másik kettő katasztrófával végződött. A repülések során utasai világűrbeli tudományos kutatásokat végeztek, pályára állítottak számos kereskedelmi, katonai, és tudományos műholdat, berendezést, majd részt vettek a Mir űrállomás építésében és üzemeltetésében, végül pedig a Nemzetközi Űrállomás felépítésében. Harminc éven keresztül ez volt az Egyesült Államok egyetlen űreszköze, amely emberek szállítására volt alkalmas a világűrbe, a program leállításával 9 évet kellett várni, hogy újabb amerikai embert szállító űrhajó – a Crew Dragon Demo–2 – szálljon fel.

### Küldetések és feladatok

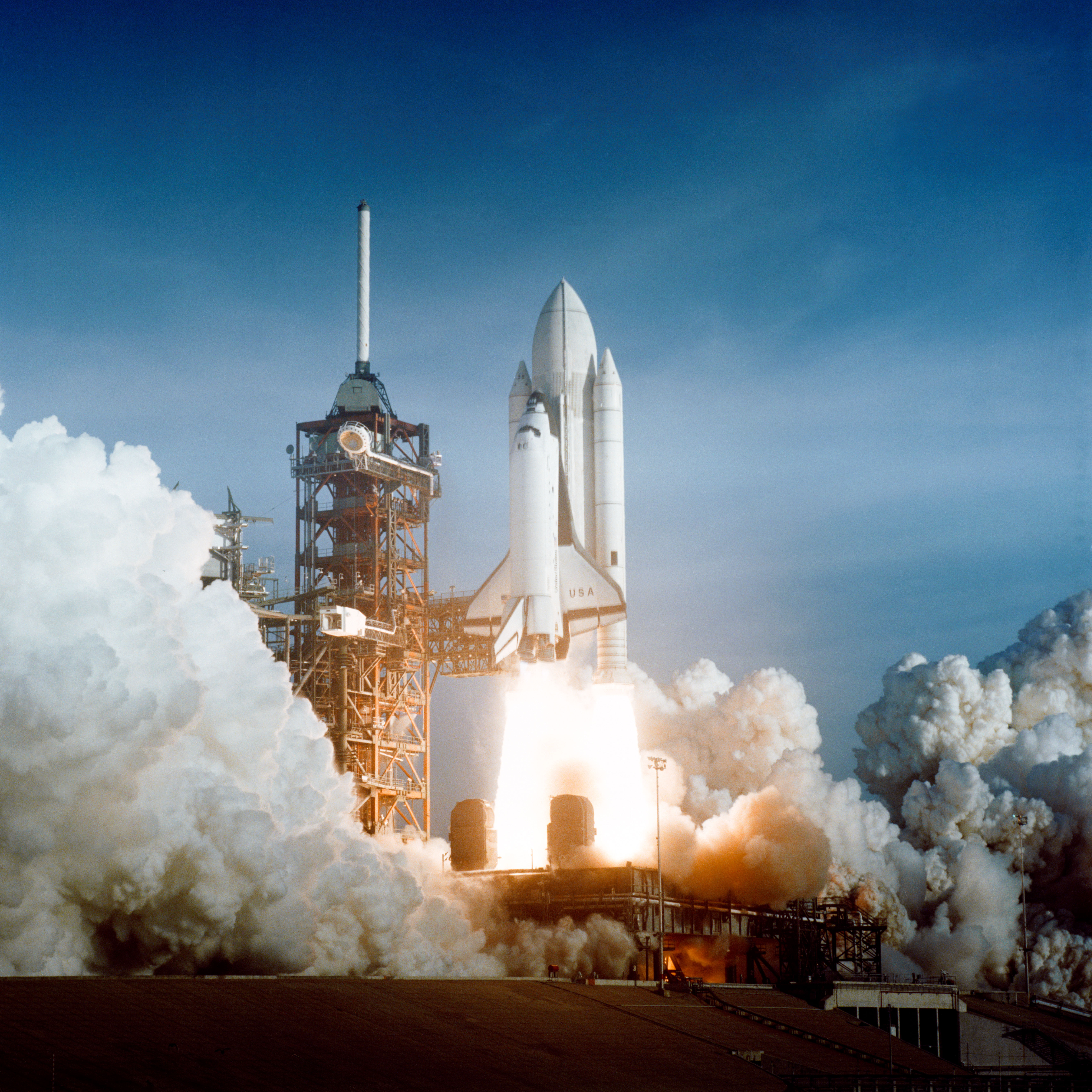
Az első űrrepülőgép küldetés: a Columbia 1981. április 12-én, néhány másodperccel a hajtómű beindítása után.
A külső üzemanyagtartályt kizárólag az első két repüléshez festették fehérre. A további küldetéseken ezt elhagyták, amitől láthatóvá vált a tartályt borító, rozsdaszínű-narancsos, habos állagú szigetelés. Mintegy 450 kilogrammal csökkentették így a tömegét, és ezt a hasznos teher növelésére fordították.

A program legelső repülésére a Columbia űrrepülőgéppel került sor 1981. április 12–14. között, amikor először jutott az űrbe a vadonatúj rendszer, fedélzetén John Young parancsnokkal és Robert Crippen újonc űrhajóssal. Az eredményes berepülés után április 14-én tért vissza a Földre, és sikeres leszállást hajtott végre a kaliforniai Edwards légitámaszponton, a kiszáradt sós tó, a Muroc-tó medrében kialakított repülőtéren. A repülés az (STS–1) jelet kapta). Ezt követték a további tesztrepülések, amelyek során kipróbálták a Kanadában kifejlesztett 15 m hosszú robotkart is, amely az űrrepülőgép rakterében segítette a bonyolultabb ki- és beemelések elvégzését (STS–2), vagy az alternatív leszállóhelyet a White Sands Rakétakísérleti Telepen (STS–3).
A Space Shuttle eredeti koncepciója szerint az egyik fő feladata különböző műholdak pályára állítása volt, így ezt a tevékenységet rögtön a tesztrepüléseket követő első repülésén, az STS–5-ön megkezdte 1982-ben, mindjárt egyszerre több űreszköz pályára állításával. Ezt a műveletet még számos alkalommal megismételték az űrrepülőgépekkel a későbbiekben. Ugyancsak ennek a koncepciónak a része volt, hogy a műholdakat nemcsak pályára állította, hanem képes volt vissza is hozni – javításra, korszerűsítésre –. Ezt először 1983-ban tették meg az űrrepülőgép űrhajósai az STS–7 repülésen.
1982 volt az űrrepülőgép alapkoncepciója szerinti első olyan repülés ideje, amikor a megbízó nem a NASA, vagy valamely tudományos intézet volt, hanem az USA hadereje. Az utolsó tesztrepülésen, az STS–4-en már végeztek katonai jellegű kísérleteket az űrsiklókon. A későbbi repüléseken pedig összesen 9 alkalommal repült a Space Shuttle az USA Védelmi Minisztériumának megbízásából – legalábbis szám szerint ezek voltak azok a repülések, amelyeken publikusan kiderült a katonai felhasználás ténye – és végeztek az űrhajósok olyan kísérleteket, amelyek hadi célokat szolgáltak.
1983-ban a Challenger fedélzetén repült az STS–7-en az első amerikai női űrhajós, Sally Ride, aki a második repülése az STS–41–G során (1984-ben) kipróbálta a magyar készítésű Pille dózismérőt is. Ugyancsak ebben az évben jutott el az űrbe az első afroamerikai űrhajós, Guion Bluford is, majd a rákövetkező expedíción az első nem USA-beli, ESA űrhajós Ulf Merbold is. Az 1983-as év még a Spacelab űrlaboratórium modul első repüléséről is nevezetes maradt, amelyet az STS–9 repülésen vittek először az űrbe. A Spacelab az űrrepülőgép rakterébe rögzített és a legénységi kabinnal összekötött modul, amely az ESA és a NASA közös fejlesztése, amely egyfajta kvázi űrállomás (fedélzetén az űrállomásokkal megegyező munkát lehet végezni, de csak az űrrepülőgéppel együtt képes repülni). A Spacelab használata később végigkövette az egész programot és összesen 25 alkalommal vitte magával a Space Shuttle 1983-1998 között.
1986 januárjában bekövetkezett az egész program egyik legnagyobb hatású katasztrófája, amelyben elpusztult a Challenger és odaveszett a 7 fős legénysége. Ez rendkívüli mértékben visszavetette a program előrehaladását. 1988-ig kellett várni, hogy kiderítsék a katasztrófa okait, feltárják a hibákat és kijavítsák azokat és új irányt jelöljenek ki a katasztrófa utáni időkre. A hibaelemzés egyik legfontosabb megállapítása az volt, hogy nem egy rossz alkatrész hibája okozta a bajt, hanem hibák, de ami a legfontosabb az egész programot üzemeltető személyzet – lényegében a segédmunkástól a NASA felső vezetésig – hibás hozzáállása. Ki kellett mondani azt is, hogy az STS-rendszer kereskedelmi felhasználása soha nem tudja elérni azt a célt, amit kitűztek elé és rentábilissé tenni az emberes űrrepüléseket. Emiatt a teljes program újraértékelésére és számottevő irányváltására is sor került.

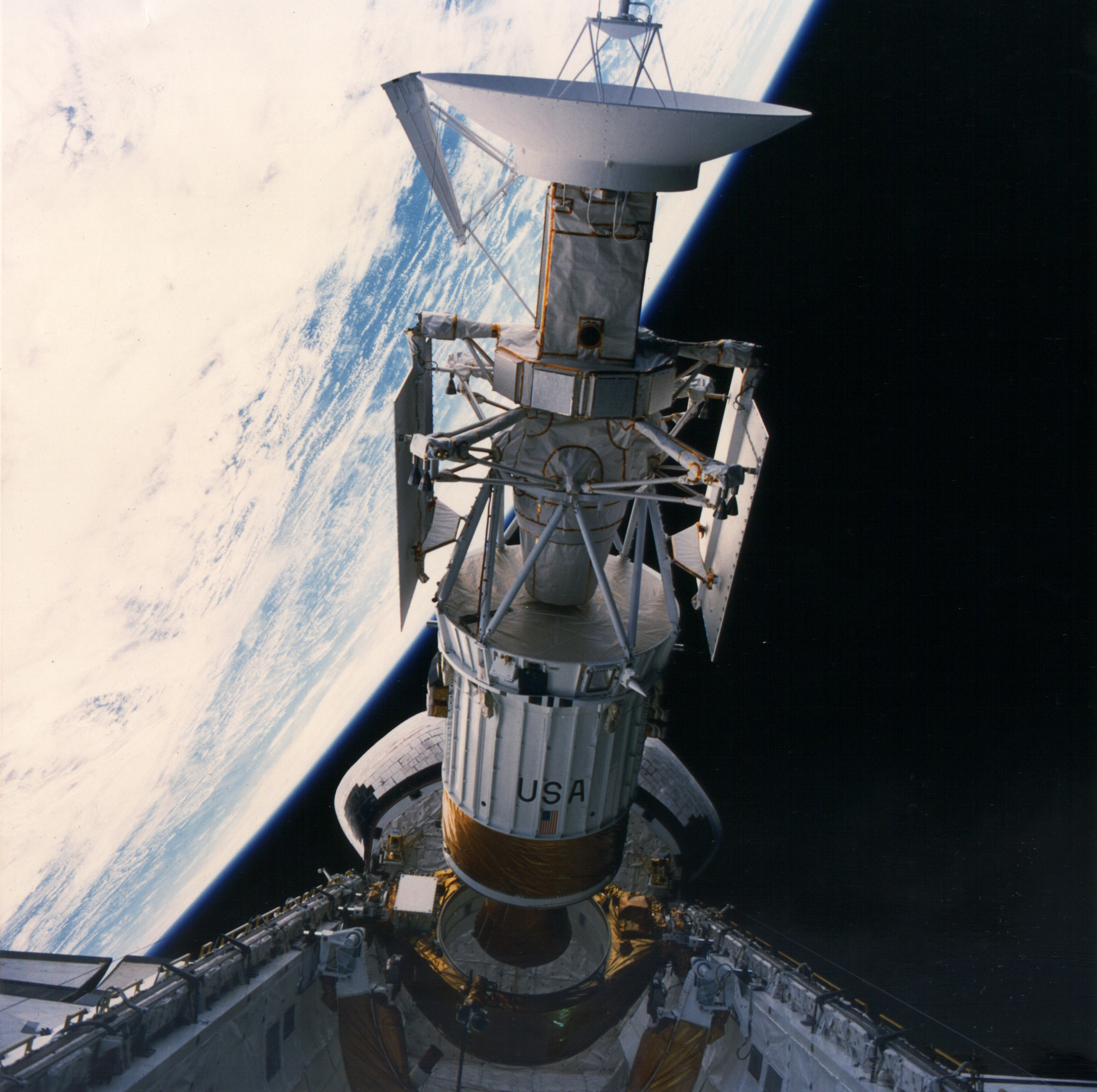
A Magellan űrszonda indítása az Atlantis űrrepülőgép rakteréből (STS–30)

A Challenger-katasztrófa után a program felállt és újraindították a repüléseket. Az új koncepcióban már nem favorizálták az STS-rendszer kereskedelmi hasznosítását, inkább a tudományos műholdak felbocsátása lett a fókusz. A következő időszakban számos, később híressé vált, nagyszabású tudományos eredményeket szállító műhold indítása kötődött a Space Shuttle nevéhez. 1989 májusában a Magellan vénuszszonda indult útnak az STS–30 repülésen az Atlantis fedélzetérőle, majd októberben szintén az Atlantis indította útnak a Galileo űrszondát) a Jupiterhez az STS–34 repülésen. 1990 áprilisában a Discovery pályára vitte a Hubble űrtávcsövet az (STS–31)-en. 1990 októberében az Ulysses napszonda következett az STS–41-gyel, majd 1991 áprilisában a Compton röntgen obszervatóriumot szállította rendeltetési helyére az Atlantis az STS–37-en. És ebben az időszakban vette a kezdetét az űrsikló eredeti rendeltetésének egy szelete, a műholdak űrbeli javítása, csak éppen egyetlen űreszközre értelmezve, a Hubble űrtávcsőre. 1992-ben készült el a Challenger helyett épített Endeavour űrrepülőgép, mellyel ismét teljes lett a NASA Shuttle flottája. Az Endeavour 1993. decemberi, STS–61 jelű repülése alkalmával megjavították a Hubble-űrtávcső hibásan csiszolt főtükrét.
1994-től folytatódtak az amerikai–orosz közös űrrepülések, melyek keretében a Discovery űrrepülőgép fedélzetén két orosz vendégűrhajós járt az STS–63 repülésen. Ezt követően 1995 júniusában az STS–71-en az Atlantis, fedélzetén amerikai és orosz űrhajósokkal csatlakozott a Mir űrállomáshoz. Ettől fogva rendszeressé váltak a Shuttle–Mir küldetések, összesen nyolc alkalommal – az STS–74-en, STS–76-on, STS–79-en, STS–81-en, STS–84-en, STS–86-on, STS–89-en, STS–91)-en – csatlakozott amerikai űrrepülőgép az orosz űrállomásra és szállt át nemzetközi legénység. Az Atlantis átlagosan négy havonta látogatta meg az orosz űrállomást, és néhány napos közös űrrepülés után megtörtént az amerikai fedélzeti mérnök váltása is. A közös repülések a Nemzetközi Űrállomás építését készítették elő, mely 1998 őszén vette kezdetét az STS–88-cal.
A Nemzetközi Űrállomás építésének kezdetétől a Space Shuttle ritka kivétellel – mint a Hubble időszakos javításai, vagy a Chandra űrtávcső felbocsátása, vagy a Spacelab-et leváltó SpaceHab repülése, amelynek keretében például 1998. október 29-én emelkedett a magasba a Discovery, fedélzetén az ekkor 77 éves John Glennel, ezzel ő a legidősebb személy, aki valaha az űrben járt – csak az űrállomás építésében vett részt a Space Shuttle, összesen 37 repülést szentelve a feladatnak.
2003. február 1-jén újabb katasztrófa rázta meg a programot, amikor a hazatérés közben megsemmisült a Columbia, 7 fős legénységével. A Challenger balesetéhez hasonlatosan a Columbia-katasztrófa is alapvető hatással bírt az egész programra. Olyannyira, hogy a balesetet követő kivizsgálás egyenesen arra a következtetésre jutott, hogy a flottát minél hamarabb ki kell vonni a szolgálatból és a Space Shuttle-t nyugdíjazni kell. Erre az ítéletre csak ráerősített, amikor a katasztrófa után ismét engedélyezték a repüléseket és 2005. július 26-án, a Discovery 13 napig tartó repülésre indult az STS-114-en, ám kipróbálva az új lézeres letapogató rendszert, amellyel a hővédő pajzs esetleges sérüléseit lehet felfedezni, a repülés során több apró problémát találtak a hővédő pajzs ragasztásánál használt anyaggal kapcsolatban, így a programot újabb egyéves szünetre kellett kárhoztatni.

### A program lezárása
A Columbia-katasztrófát kivizsgáló bizottság a jelentésében számos ajánlást tett a Space Shuttle-flotta további üzemeltetésére, amelynek egyik része – a hosszútávú előretekintés az űrsikló-flotta jövőbeni használatáról – kijelentette, hogy a flottát hosszabb távon le kell cserélni egy új technikára, mivel bár egyrészt a felszállások tekintetében az egyes űrrepülőgépek még újak, de a gyártási idő tekintetében elöregedtek, másrészt egy sor kockázati tényezőt hordoznak magunkban. A bizottság ajánlásai alapján George W. Bush kormányzata jelentette be 2004-ben, hogy a Vision for Space Exploration program egyik fejezeteként az űrrepülőgép flottát le fogják állítani amint a Nemzetközi Űrállomás építése olyan stádiumba ér, hogy nélkülözni lehet az űrrepülőgépeket. Ehhez az űrállomás építésben részt vevő partnerek meghatározták, hogy kb. 16 repülésre van szükség az ISS befejezéséig, ami mellett még egy, a Hubble Űrtávcső karbantartó repülését ütemezték még be.
A flotta végül a Return to Flight program keretében tért vissza a repülésekhez – amelyben további műszaki problémák merültek fel és tovább kellett halasztani a valódi visszatérést a repülési programhoz – és ennek keretáben még 22 repülést teljesítettek az űrrepülőgépek (az ISS-repülések száma végül 21-re hízott). A repülések végét 2011-re jelölték ki a flotta számára, az STS-135 lett az utolsó Space Shuttle repülés. A három megmaradt űrsikló egymás után vonult nyugdíjba, ahogy a maguk utolsó repülésére sor került.
A Discovery 2011. február 24. és március 9. között az STS–133-mal, az Endeavour pedig 2011. május 16. és június 1. között az STS–134-gyel tette meg utolsó útját. Az utolsó repülés az Atlantisra jutott, amely 2011. július 8. és 21. között járt utoljára az űrben az STS–135 jelű repülésen.
Az emberes űrrepülések folytatására több elképzelés is született és ezek az elképzelések sokszor nem élik túl az őket életre hívó elnöki ciklusokat sem. A legidőtállóbbnak két döntés bizonyult ezek közül:
- Az Obama kormányzat döntése értelmében az űrutazásban nagyobb teret kell engedni a magáncégeknek, ezért a NASA szerződést kötött a SpaceX magáncéggel is a Nemzetközi Űrállomás ellátására[140]. A SpaceX ehhez teljesen önállóan fejlesztette ki a saját rakéta- és űrhajó rendszereit a Falcon 9-et és a Dragon űrhajót. Az űrhajó két változatban készült, az embereket szállító Crew Dragon és a csak ellátmányt szállító Cargo Dragon képében. Utóbbi repült előbb, a szűzfelszállására 2010. december 8-án került sor[141], míg az emberes változat első repülésére 2019. március 2-án került sor még egy emberek nélküli tesztrepülés során[142], majd emberekkel is debütált a típus 2020. május 30-án.[143]
- A NASA Holdat és Marsot érintő terveihez a Föld körüli pályát elhagyni képes űrhajó tervei az Orion űrhajóban öltenek testet. A típus első tesztrepülése 2014. december 5-én volt.[144]

### Balesetek
A Space Shuttle-program legfontosabb, legnagyobb hatású eseményei között szerepelt a két űrhajó és 14 űrhajós elvesztésével járó két katasztrófa. Az űrrepülőgépek 135 felszállása közül kettő végződött tragédiával, ami messze alulmúlta a tervezésnél meghatározott várakozásokat. A NASA hivatalos becslése szerint a rendszer biztonsági tényezője 105 volt, azaz 100 000 felszállásra jutott egy végzetes meghibásodás, végül azonban a rendszer összesen 135 repülésére 2 halálos baleset esett, azaz a rendszer tényleges biztonsági tényezője 1:67,5 volt. Mindkét baleset óriási, alapvető befolyással volt a repülések folytatására.

#### Challenger katasztrófa
A NASA a Space Shuttle űrhajóinak 25. repülésére készülődött, a program is felfutóban volt. Az előzetes elemzésekben az szerepelt, hogy ha sikerül elérni a havi 2, évi 24 felszállást a rendszerrel – és persze sikerül fizetőképes megrendelőket találni mind a 24 repülésen pályára állítható űreszközökhöz – akkor a Space Shuttle üzletileg is rentábilissé tehető, amivel elérték volna, hogy az űrrepülések olyan olcsók legyenek, amely mellett már megéri a fenntartása és folyamatos üzemeltetése. Azonban ezt a frekvenciát még nem sikerült elérni, de az 1986-os esztendő azzal kecsegtetett a tervek szintjén, hogy közel lehet kerülni a célhoz. Azonban ez a remény egyben nyomást is helyezett a NASA-ra, hogy elérje ezt a célt.
1986 januárjában a 25. repülés már a hónap második repülésének ígérkezett – azaz a megkívánt havi két indítás követelménye teljesülni látszott – és a Challenger űrrepülőgépet jelölték ki a következő, STS–51–L jelű repülésre. A repülés két műhold pályára állítását célozta, valamint a Ronald Reagan által életre hívott civil kezdeményezés, a „Tanárt a világűrbe” program első repülése lett volna, amikor egy tanárnő lett volna a legénység része, aki odafentről tartott volna tanórákat (másodlagos célként pedig népszerűsítette volna az űrrepülések ügyét a fiatalok körében). Tehát a repülést elég nagy előzetes várakozás előzte meg. Emellett azonban egy technológiai vita is megelőzte a repülést a háttérben: az oldalsó, szilárd hajtóanyagú gyorsító hajtóművek konstrukcióját kérdőjelezte meg néhány mérnök, mivel a szekciókból összeillesztett egységek szekciói közötti tömítésül szolgáló gumigyűrűk, az ún. O-gyűrűk a korábbi repüléseket sérülések jeleit mutatták. Ennek a kivizsgálása azonban ha folytatódott is egyáltalán, párhuzamosan futott azzal, hogy a kockázat ellenére a repülési előkészületek simán folytak tovább, mintha nem is létezne vészhelyzeti figyelmeztetés (a figyelmeztetés abban állt, hogy az O-gyűrűk Criticality 1 besorolású részegység volt, azaz olyan, amely mögött nem volt redundáns tartalék és a meghibásodása az űrhajó elvesztésével járhatott).
1986. január 28. reggel megtörténtek a startelőkészületek. A körülmények – negatív – különlegessége abban állt, hogy aznap hajnalban szokatlanul hideg volt Florida déli szélességein, az indítóállásnál egyes mérések – 13 °C hőmérsékletet is mutattak, de mindenképpen bőven fagypont alá süllyedt a hőmérséklet. A gyorsítórakéták gyártója, a Morton-Thiokol egy levelet is küldött a NASA-nak, amely azt tartalmazta, hogy a rakétákra vonatkozóan csak + 4 °C-ig vannak adataik és az aktuálisan előforduló hideg problémás lehet. A NASA döntéshozói azonban dühösen utasították vissza a Morton-Thiokol óvatosságát és mindenképpen folytatták a startelőkészületeket, mindössze annyi óvintézkedést téve, hogy az indítóállás fémszerkezetére bőven rárakódott jeget és jégcsapokat egy csapattal leverették. Ezek után a legénység beszállt az űrjárműbe, hogy megtörténhessen a start.
Délelőtt 11:38-kor (16:38 UTC) aztán meg is történt a felszállás. A rakéta rendben elemelkedett az indítóasztalról, ám 73 másodperc elteltével az ezernyi néző szeme láttára az emelkedő űrhajó egy hatalmas robbanás felhőjében tűnt el és megsemmisült. Hamarosan nyilvánvalóvá vált, hogy a NASA történetének legnagyobb katasztrófája következett be és nincsenek túlélők, a hétfős legénység – Francis „Dick” Scobee parancsnok, Michael John Smith pilóta, Judith Arlene Resnik küldetésfelelős, Ellison Shoji Onizuka küldetésfelelős, Dr. Ronald Ervin McNair küldetésfelelős, Greg Jarvis rakományfelelős, Christa McAuliffe rakományfelelős – életét vesztette.
Ronald Reagan elnök mindenre kiterjedő, részletes vizsgálatot indított, amely hamarosan felfedte a katasztrófa bekövetkezésének okait. A startot figyelő kamerák felvételeiből, a telemetria adataiból, a terngerből összegyűjtött roncsokból és a földön más rakéták szétszedett alkatrészeinek vizsgálatából hamar összeállt a katasztrófa lefolyása és technikai kiváltó okai. A Challenger startjakor rendkívüli hideg volt az indítóállás környékén – és a vizsgáló bizottság fizikusa, dr. Richard Feynman által elvégzett kísérlettel bizonyított módon – a rakétába épített gumigyűrű fizikai tulajdonságai lényegesen megváltoztak és az nem volt alkalmas a tömítésre. A felfelé száguldó rakétára ható csavaró, hajlító erők pedig azt okozták, hogy a rugalmasságát vesztett és így nem tökéletesen tömítő gumigyűrű mellett a rakéta belsejében tartani kívánt láng ki tudott fújni oldalt. A problémát tetőzte, hogy valahol a MaxQ zónában jelentős szélnyírás – oldalirányú szélrohamok – érték az űrhajót (a telemetria szerint valaha űrsiklót ért legnagyobb ilyen jelenség), amely tovább súlyosbította a rakétát csavaró, hajlító erőket és a természetesen és spontán, az alumínium égéséből eredő és egyébként a szigetelést javító oxidréteget is kiverték a rakétából. Az emelkedő űrszerelvény jobb oldali gyorsítórakétáján egy idő után az O-gyűrű átégett és elkezdett kifújni a láng, a külső tartály oldalát nyaldosva. A messze nem ilyen hőterhelésre tervezett tartályfal hamar átégett, a hidrogéntartálynál, majd mivel a lángkifúvás a gyorsítórakéta bekötési csomópontja környékén érte a szerkezetet, a bekötési csomópont elengedett és a gyorsítórakéta elkezdett elfordulni, a rakéta orrát belefúrva a tartályba. A nagy tartály ezekre az együttes erőhatásokra összeomlott és az elegyedő oxigén és hidrogén robbanásszerűen elégett. A széteső szerkezetről az orbiter levált, de kaotikus forgásba kezdett, majd a fellépő légerők darabokra szaggatták.
A vizsgálóbizottság a baleset technikai okai mellett azonban számos más, a NASA-t érintő okot is feltárt. Az űrhivatalt rendkívül elmarasztaló megállapítások érték. Olyan kommunikációs hiányosságokért okolták a NASA-t, amellyel a kritikus meghibásodás felett – saját írásban lefektetett szabályaik megszegésével – átléptek és ahelyett, hogy a probléma megoldására fókuszáltak, inkább a döntéshozatali szintek között hagyták elveszni az ügyet. Talán még súlyosabb volt az a megállapítás, hogy a NASA-n belül szervezeti kultúra-beli hiányosságok is voltak, hogy inkább akartak megfelelni a sűrű felbocsátási frekvencia követelményeinek és ezért biztonsági kockázatokat is felvállaltak.
A katasztrófa erős irányváltást jelentett a Space Shuttle programban. A NASA elismerte, hogy felesleges üldöznie az olcsó űrrepülést és a rentábilis felbocsátásokat, ez a cél nem elérhető és az űrrepülőgép kereskedelmi hasznosítását teljesen feladták a későbbiekre és elfogadták, hogy kevesebb indítás lesz. Teljesen átdolgozták a biztonsági protokollokat is, bár később bebizonyosodott, hogy idővel ebben a témában teljes – és káros – visszarendeződés következett be.

#### Columbia-katasztrófa
A Challenger-katasztrófát követően eltelt 17 év és lezajlott közel 90 repülés, a Space Shuttle repülései begyakorlottá, már-már teljesen rutinszerűvé váltak, amikor váratlanul újabb katasztrófa állította meg a programot. 2003. február 1-jén éppen hazatérőben volt a Columbia űrrepülőgép az STS–107 jelű repüléséről hétfős személyzetével, amikor már az USA szárazföldje felett repülve darabokra szakadt és a roncsok lezuhantak. A repülés azon kevés kivétel egyike volt, amikor az űrrepülőgép nem az ISS-t építette, hanem tudományos programot végeztek az űrhajósai. A 16 napos repülés ebből a szempontból rendkívül sikeres is volt. Abból a szempontból pedig különleges, hogy a Columbia fedélzetén először járt a világűrben izraeli űrhajós, Ilán Ramon személyében. A közvélemény szemében csendesen zajló repülés végén óriási döbbenetet okozott az űrrepülőgép balesete, azonban korántsem volt előzmények nélkül, így a NASA előtt hamar nyilvánvalóvá lett, hol kell keresse a katasztrófa okait.
Az STS–107 startjára 2003. január 16-án került sor a Kennedy Űrközpontból. A start során egy különleges eseményt rögzítettek az indítóállást és az űrszerelvény emelkedését figyelő kamerák. Az emelkedés 81,7 másodpercében egy apró rendellenesség történt: a külső tartálynak az űrhajó felső bekötési csomópontja környékéről egy aktatáska méretű szigetelőhab-darab vált le, hullott alá és találta el a bal szárnyat annak belépőélénél, majd a találat után szétporladva eltűnt a hab. A fényképelemzők szerint ez komoly problémák forrása lehetett, soha nem látott méretű habdarab csapódott be a szárnyba (korábban is volt példa ilyen jelenségre, a NASA-nál még külön nevet – „foam shedding = habhullás” – is adtak neki), ám az orbitert magát sosem érte még ilyen mértékű esemény. Az eseményt a protokoll szerint kielemezték, amely szerint az űrsikló kb. 3013,61 km/h sebességgel haladt ekkor és a hab a leválás utáni lassulása miatt kb. 540–860 km/h sebességkülönbséggel csapódott a szárnynak. A mérnökök kielemezték, hogy ennek milyen hatásai lehettek, de csak nagyon korlátos tapasztalatok álltak rendelkezésre a szárnynak ütköző tárgyak hatásáról (az űrügynökségnek a lehulló, cigarettacsikk nagyságú jégdarabokkal kapcsolatban széleskörű adatbázisa volt, ám a habhoz hasonló szerkezetű és nagyságú anyagokról nem volt elegendő tapasztalat). Az elemzések végén inkább tekintélyelven, mintsem teljeskörű technikai elemzést és megfigyeléseket követően vezetői döntés született: a habdarab nem okozhatott komoly kárt a szárnyban. Az elemzéseket követően a repülés hetedik napján végül a NASA tájékoztatta a parancsnokot és a másodpilótát a megfigyelt habhullásról és arról, hogy szerintük ez nem a repülésbiztonságot érintő esemény, így minden további intézkedés nélkül folytassa a legénység a repülést.
A 16. napon végetért a tudományos program és a legénység megkezdte a hazatérés előkészületeit. Az előkészítési tevékenységek végén a Columbia megkezdte az ereszkedést, hogy leszállhasson Cape Canaveral-en. A fékezés és ereszkedés első fázisában nem történt különös esemény, majd amikor az űrrepülőgép a Csendes-óceán felől átlépte az USA nyugati partvonalát Kaliforniánál, váratlan események kezdtek el sorakozni egymás után. A földről az űrjárművet megfigyelő szpotterek azt jelentették, hogy valamilyen darabok leválását figyelték meg az űrrepülőgépről (erről természetesen az esemény idejében a földi irányítás mit sem tudott). Aztán az irányítás számára is megjelenő jelzések között előbb szokatlan hőmérséklet emelkedést jelzett egy szenzor előbb a szárnyon, majd a bal szárny belsejében. Később ezek a szenzorok hibára álltak ki. Még később a bal oldali főfutó guminyomásának elillanását jelezte egy szenzor (a Columbia kereke defektet kapott úgy, hogy a szárnyba behúzva pihent). Aztán az űrhajó stabilitásával is gondok jelentkeztek: a stabil siklás helyett a Columbia elkezdett balra elhúzni, amit a számítógépes kormányrendszer egy darabig sikeresen ellenkormányzott. És végül miközben a houstoni irányítás még csak elkezdte találgatni, hogy az egyre sorozatosabban jelentkező, de randomnak tűnő hibák mire utalhatnak, az események váratlanul vadul felgyorsultak. A kormányrendszer immár nem volt képes kompenzálni az elhúzást és engedte, hogy a Columbia elforduljon. Nemsokára az irányítás a parancsnok utolsó rádióadását vette, egy-két szófoszlány formájában, majd a rádiókapcsolat elnémult. Kis szünet után a rádiókapcsolat két másodpercre helyreállt, de csak a telemetriai csatornán és olyan adatokat sugárzott az irányításnak, amelyek az űrhajó végzetes meghibásodásáról szóltak. Még néhány sikertelen próbálkozást tett az irányítás a kapcsolatfelvételre, aztán belátták, hogy végzetes baj történt és elvesztették a Columbiát. Nem sokkal később katonai megfigyelőktől képek érkeztek be, hogy a visszatérőben levő és markáns kondenzcsíkot húzó űrrepülő kondenzcsíkja több ágra válik szét és csillogó, égő darabok vezetik az újonnan megjelent csíkokat. Végül az irányítás megállapította, hogy a számított időben a Columbiának fel kellett volna tűnnie a cape-canaveral-i leszállópálya körzetében, ám sem a radaron, sem vizuálisan nem látja senki.
A Columbia roncsainak felkutatása azonnal megkezdődött, amely a valaha volt egyik legnagyobb keresőakció volt, mivel az űrrepülőgép roncsai rendkívül nagy területen szóródtak szét. A keresőakcióban kb. 45 000 roncsdarabot sikerült megtalálni és összegyűjteni. Emellett mind a hét űrhajós holttestét is sikerült megtalálni, bár rendkívül rossz állapotban. A roncsgyűjtéssel párhuzamosan megkezdődött a baleseti kivizsgálás is. George W. Bush elnök felállította a Columbia Accident Investigation Board (CAIB – Columbia Baleseti Kivizsgáló Bizottság) nevű bizottságát, amely Hal Gehman nyugalmazott tengernagy vezetésével vizsgálta ki a baleset okait. A vizsgálat hamar a startkor jelentkező szigetelőhab hullása felé terelődött, mint kiváltó ok. Megvizsgálták, hogy a könnyű szigetelőhab képes volt-e olyan kár okozására, ami az űrrepülő elvesztéséhez vezetett. Egy speciális tesztben, tartalék alkatrészekből felépítették a Space Shuttle szárnyának belépőélét az azt felépítő megerősített szén-szén elemekből, majd egy nitrogénágyúval habdarabokat lődöztek rá és az egyik első teszten máris egy kb. 30x40 cm-es, tekintélyes lyukat sikerült ütni a szárnymaketten. Ezzel bizonyítottá vált, hogy mi történhetett a startnál a szárnnyal. Ezt követően pedig a sérült szárnnyal való leszállás modellezése már könnyen megmutatta az utat a hazafelé induló űrrepülőgép elvesztéséig. A légerők vagy eleve szabadon beáramolhattak a szárny belsejébe, vagy törött szárnyprofil sérülését addig tágították, míg bejutottak a szárnyba. Ott előbb a bejutó forró levegő hőmérsékletemelkedést okozott, majd átégette néhány érzékelő vezetékezését, majd a főfutó gumiját. Végül pedig a forró plazma elérte a szárny főtartóját, előbb meggyengítve, majd átégetve és eltörve azt. A Columbia szárnya az immár alacsonyabb légrétegekbe érve letört, az alaktalanná vált repülőgéptest fékevesztett bukdácsolásba kezdett, amelynek erői darabokra törték. És elveszett a hétfős legénység, Rick Husband parancsnok, William McCool pilóta, Michael Anderson kutatásfelelős, David Brown kutatásfelelős, Kalpana Chawla kutatásfelelős, Laurel Clark kutatásfelelős, Ílán Rámón kutatásfelelős is.
Azonban a kivizsgálók ezúttal sem álltak meg a katasztrófa technikai okainak megállapításánál. A Challenger-katasztrófához hasonlóan ismét felmerült a NASA felelőssége is és döbbenetes megállapítások láttak napvilágot: a NASA visszasüllyedt a 17 évvel korábbi hibás működésébe. Ismét voltak alapvetően hibás szervezeti folyamatok, illetve a szervezeti felépítésbeli hiányosságok, a biztonsági kérdésekben ismét voltak egyébként vállalhatatlan kompromisszumok és ismét találtak olyan jelenségeket, amikor az űrügynökség elfogadta a követelményektől való eltéréseket és potenciálisan veszélyes folyamatok felett is szemet hunytak, mondván máskor sem okozott problémát. Később egy pszichológus egy sajátos pszichológiai jelenségként, „az eltérések normalizálódása” néven azonosította azt a jelenséget, amelyet a NASA vezetői és mérnökei magukévá tettek.

### Költségek
2005-re a Space Shuttle program összesített költsége 145 milliárd dollárra rúgott, de 2010-re, a program leállítására, elérte a 175 milliárd dollárt.
2005-ben a NASA 5 milliárd dollárt – az éves költségvetésének 30%-át – különítette el az űrrepülőgéppel végrehajtott programok finanszírozására, mely összeg 2006-ban 4,3 milliárd dollárra csökkent.
A NASA 2007-re benyújtott költségvetési igényében már csak 4 milliárd dollárt szánt a program finanszírozására.
Ha az eddig felmerült összes költséget elosztjuk a 135 küldetéssel, akkor küldetésenként 1,3 milliárd dollárt jelent. Az egyes küldetések valós költségeit természetesen nem lehet így kiszámolni. Ha küldetések során felmerült valós kiadásokat, megtakarításokat és bevételeket számoljuk, akkor egy küldetés átlagosan 60 millió dollárba került.

## Kritikák

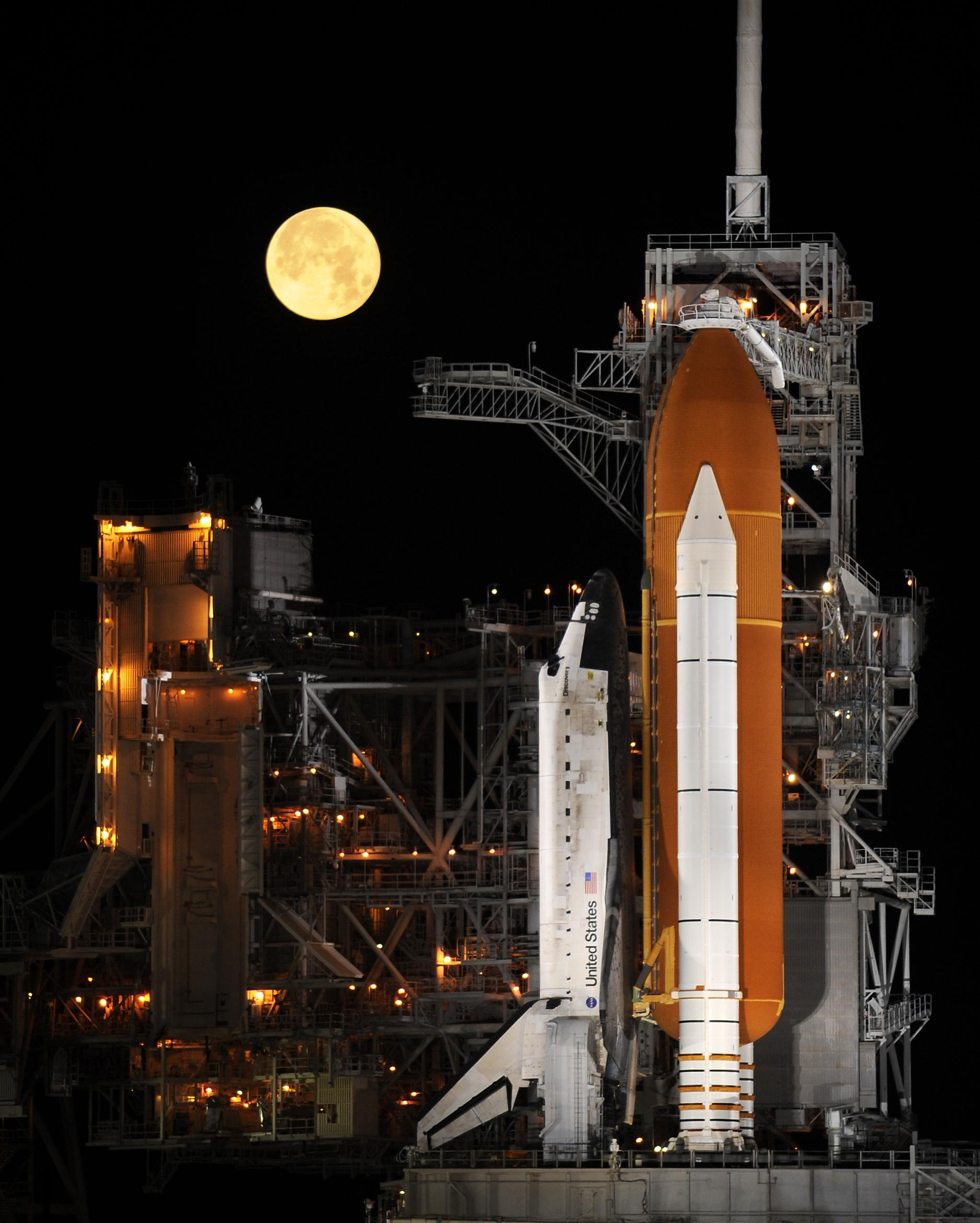
A Discovery űrrepülőgép 2009. március 11-én az indításra várakozik. Az STS–119 jelű küldetés az amerikai űrrepülőgép-program során a 125. küldetés volt

A program eredeti célkitűzései között szerepelt a költséghatékony működtetés. A fejlesztési és üzemeltetési költségeket is magában foglalva, egy küldetés 1,3 milliárd dollárba kerül, ami fontonként (körülbelül 0,45 kg) 28 000 dolláros költséget jelent, szemben az egyszer használatos űrjárművek fontonkénti 3-5000 dolláros költségeivel.
Kritikák érték a rendszer megbízhatóságát is, mivel a legénységet szállító űrrepülő a korábbi programok során alkalmazott technikákkal szemben nem az indítórakéta egység tetején, hanem annak oldalán található. Emiatt a lehulló törmelékek könnyedén sérülést okozhatnak a hővédőpajzson.
„Az űrrepülő hihetetlenül drága és nagyon veszélyes jármű. Ez egy elavult technológia.” – Louis Friedman, a The Planetary Society igazgatója.
„A biztonság fogalmának bármilyen értelmezése szerint sem nevezhető ez a program biztonságosnak. Továbbra is veszélyes. Minél előbb le kell cserélnünk ezt a járművet.” – Harold Gehman, a Columbia Balesetét Vizsgáló Bizottság elnöke.
„Az űrrepülőgép alapvető hiányosságokban szenved.” – Mike Griffin, a NASA ügyvezetője
„Az űrrepülőgép egy nem biztonságos és drága módja annak, hogy az emberiség a Földtől néhány száz mérföldre kutassa az űrt. A probléma nem a szigetelőhab darabokkal van, hanem magával az űrrepülőgéppel. A NASA lezárhatná már ezt a programot, és a nemzet tudományos és technikai ismereteit jobban is felhasználhatná.” – a Los Angeles Times 2006. június 29-én megjelent szerkesztői jegyzete.

## Az amerikai űrrepülőgépek listája

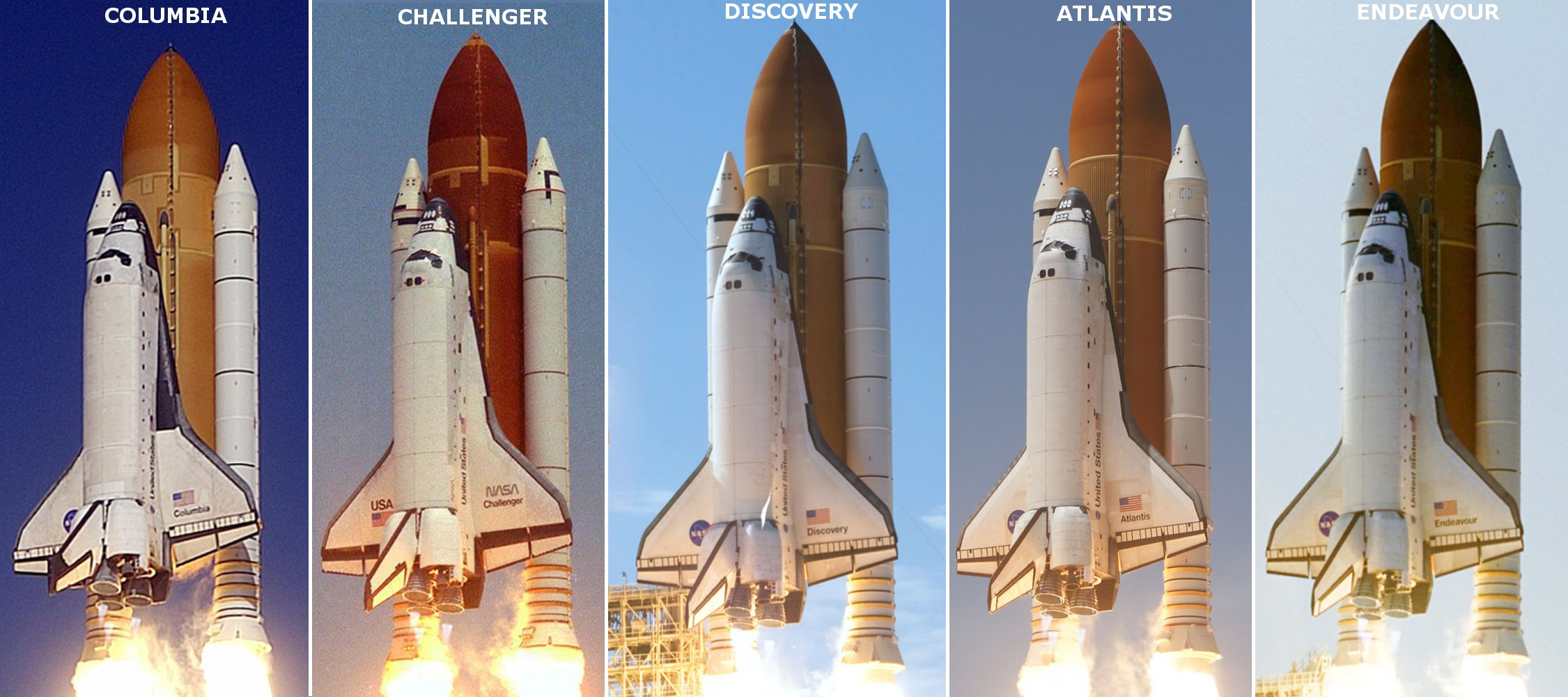
Balról jobbra: Columbia, Challenger, Discovery, Atlantis és Endeavour. A képen nem látható az Enterprise és a Pathfinder.

Az egyes űrrepülőgépek nevet és számot is kapnak. A számozás a NASA Orbiter Vehicle Designation (OVD) nevezetű rendszere szerint történik. Az OVD rendszer alapján az OV az Orbital Vehicle (Föld Körüli Jármű) kifejezést takarja, a kötőjel utáni háromjegyű szám pedig két részből áll: egy egyjegyű sorozat- és egy kétjegyű sorszámból. A sorozatszám lehet 0 vagy 1 (a 0 az űrrepülésre alkalmatlant, az 1 az űrrepülésre alkalmast jelenti), a sorozatszám pedig egy sorban növekvő érték.
Megjegyzés: eredetileg az Enterprise űrrepülőgépet (OV–101) szánták űrrepülésre alkalmas változatnak, de később kiderült, hogy olcsóbb a tesztelés céljából megépített Challengert (OV–099) űrrepülésre alkalmassá tenni. Az OV számon viszont nem változtattak, innen ered a logikának ellentmondó számozás.
| OV kód | Név          | Első repülés        | Első küldetés | Utolsó küldetés | Megjegyzések |
| ------ | ------------ | ------------------- | ------------- | --------------- | --- |
| OV–098 | Pathfinder   | -                   | -             | -               | makett, mozgatási és szállítási tesztekre használták. |
| OV–099 | Challenger † | 1983. április 4.    | STS–6         | STS–51–L        | 1986. január 28-án röviddel a startja után megsemmisült. |
| OV–101 | Enterprise   | -                   | -             | -               | csak légköri próbarepülések, űrrepülésre nem alkalmas |
| OV–102 | Columbia †   | 1981. április 12.   | STS–1         | STS–107         | 2003. február 1-jén leszállás közben megsemmisült. |
| OV–103 | Discovery    | 1984. augusztus 30. | STS–41–D      | STS–133         | Az első űrrepülő, amely nyugdíjba vonult. |
| OV–104 | Atlantis     | 1985. október 3.    | STS–51–J      | STS–135         | Az utolsó nyugdíjba vonuló űrsikló. Az STS–135-ös küldetés befejeztével lezárult az űrsiklók kora. Illetve a NASA elvesztette az önálló űrrepülés lehetőségét.           |
| OV–105 | Endeavour    | 1992. május 7.      | STS–49        | STS–134         | Utolsó küldetése 2011. június 1-jén véget ért, miután biztonságban leszállt a floridai Kennedy-űrközpontban. Ezzel az Endeavour lett a második nyugdíjba vonuló űrsikló. |

Az egyes űrrepülőgépek nevüket tengeri hajók után kapták, amelyek fontos szerepet játszottak a tudományos kutatások során:
- Az Atlantis a Woods Hole Tengerkutatási Intézet elsődleges kutatóhajója volt 1930 és 1966 között.
- A Challenger egy amerikai hadihajó volt az 1870-es években.
- A Columbia a jelenlegi Washington és Oregon államok területét felfedező naszád volt.
- A Discovery James Cook brit felfedező egyik hajójának neve volt. Emellett Henry Hudson hajóját is így hívták, amely 1610 és 1611 során feltérképezte a Hudson-öböl területét. A Brit Királyi Földrajzi Társaság két hajója is ezt a nevet viselte.
- Az Endeavour volt James Cook másik hajója, melyet felfedező útjai során használt.
- Az Enterprise pedig a népszerű Star Trek sorozat nézőinek levéláradata után lett a sorozatban szereplő csillaghajó után elnevezve.

## Repülési statisztikák
(2011. július 21-ig)
| Űrrepülőgép | Repült nap | Keringések | Repült távolság (km) | Repülések | Leghosszabb repülés (nap) | Legénység | Űrséták | Mir/ISS dokkolás | Pályára állított műholdak |
| ----------- | ---------- | ---------- | -------------------- | --------- | ------------------------- | --------- | ------- | ---------------- | ------------------------- |
| Atlantis    | 306        | 4848       | 202 673 974          | 33        | 13,84                     | 191       | 25      | 7 / 12           | 14                        |
| Challenger  | 62         | 995        | 41 527 416           | 10        | 8,23                      | 60        | 6       | 0 / 0            | 10                        |
| Columbia    | 300        | 4808       | 201 497 772          | 28        | *17.66                    | 160       | 7       | 0 / 0            | 8                         |
| Discovery   | 365        | 5830       | 238 539 663          | 39        | 13,89                     | 252       | 35      | 1 / 13           | 31                        |
| Endeavour   | 296        | 4671       | 197 761 262          | 25        | 16,63                     | 148       | 33      | 1 / 12           | 3                         |
| Összesen    | 1329       | 21 152     | **882 000 087        | 135       | –                         | 811       | 109     | 9 / 37           | 66                        |

*Az STS–80 1996 novemberében.
**Az STS–117 küldetés nélkül.

## Műszaki adatok

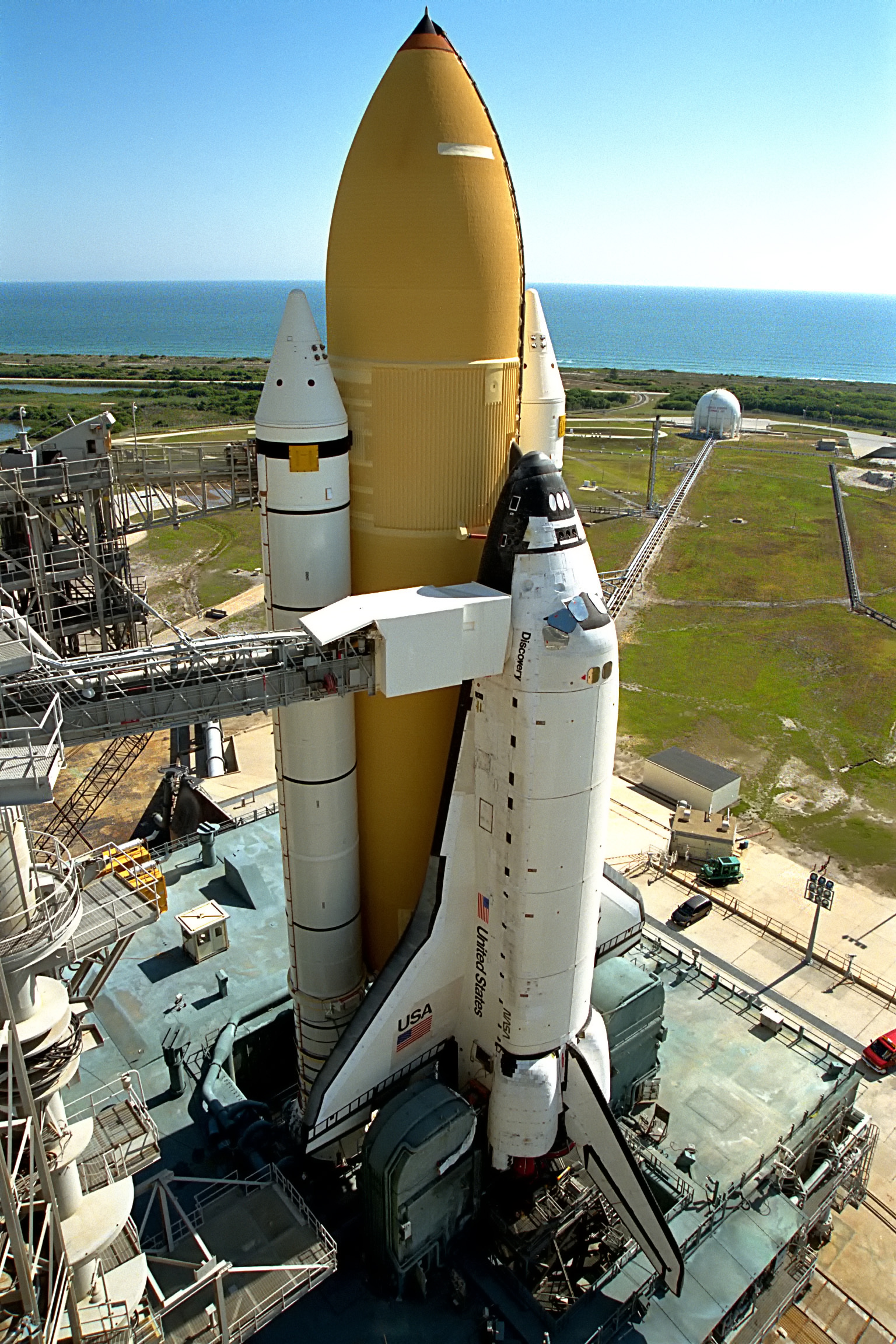
A Discovery űrrepülőgép az indítóállványon

- Az űrrepülőgép hossza a külső hajtóanyagtartállyal: 56,14 méter
- Az űrrepülőgép hossza: 37,23 m
- Az űrrepülőgép fesztávolsága: 23,79 méter
- Teljes indítási tömeg: 2041 tonna
  - Külső tartály: 748 000 kg
  - Gyorsítórakéták: 590 000 kg (x 2)
  - Orbiter: 113 000 kg
- Átlagos visszatérési tömeg: több mint 100 tonna
- Tolóerő az indításkor: 28,19 MN (1 atm nyomáson)
  - Space Shuttle fő hajtóművek: 2,28 MN (x 3) = 6,84 MN (vákuumban)
  - Gyorsítórakéták: 11,52 MN (x 2) = 23,04 MN (vákuumban)
- Pályára állítható teher: 27 700 kg 185 km magasságú 28,5 fokos hajlásszögű pályára, 16 000 kg az ISS-hez
- Pályamagasság: 185 és 643 km között
- Keringési sebesség: 27 875 km/h (7,7 km/s)
- Befogadóképesség: max. 10 űrhajós (a legénység legtöbbször 5 vagy 7 tagú)[164]

## Populáris kultúra
Az űrsiklók számos filmben jelentek meg, elsősorban kalandfilmekben vagy sci-fikben. Az ismertebbek:
- James Bond 1979-es kalandja, a Moonraker számos űrsiklót vonultat fel.[165]
- Egy 1986-os SpaceCamp (Űrtábor) című sci-fi-kalandfilm tini szereplői egy robot közreműködése miatt az Atlantisszal kerülnek véletlenül az űrbe.[166]
- Az 1997-es Deep Impact című kalandfilmben szereplő Messiás űrhajó legénységi része egy módosított űrsiklón alapul, mely leszállóegységként is funkcionál. (Ide szintén az Atlantisszal repülnek fel.)[167]
- Az 1998-as Armageddon című kalandfilmben előbb a film nyitányában az Atlantis űrsikló megsemmisül egy meteoresőben, majd két módosított űrsikló, az Independence és Freedom viszi fel a filmbéli fúrócsapatot a Földet fenyegető aszteroidára.[168]
- A szintén 1998-as A lény 2. című sci-fiben egy moduláris hajtóműegységgel rendelkező űrsiklóval utaznak a Marsra.[169]
- A 2000-es Űrcowboyok című kalandfilmben egy kitalált űrsikló, a Daedalus szerepel.[170]
- A 2013-as Gravitáció című filmben egy Explorer nevű fiktív űrsikló szerepel.[171]
- A For All Mankind című sorozatban is vannak űrsiklók, illetve egy fejlesztett űrsiklón alapuló űrhajó, a Pathfinder.[172]

Ezen kívül számos űrsiklót ábrázoló játék, modell, makett jelent meg, de a LEGO is több készletében jelentetett meg űrsiklókat. Készültek szimulátoros videójátékok is, valamint postabélyegeken is többször jelent meg az űrsikló.

## A program emlékezete

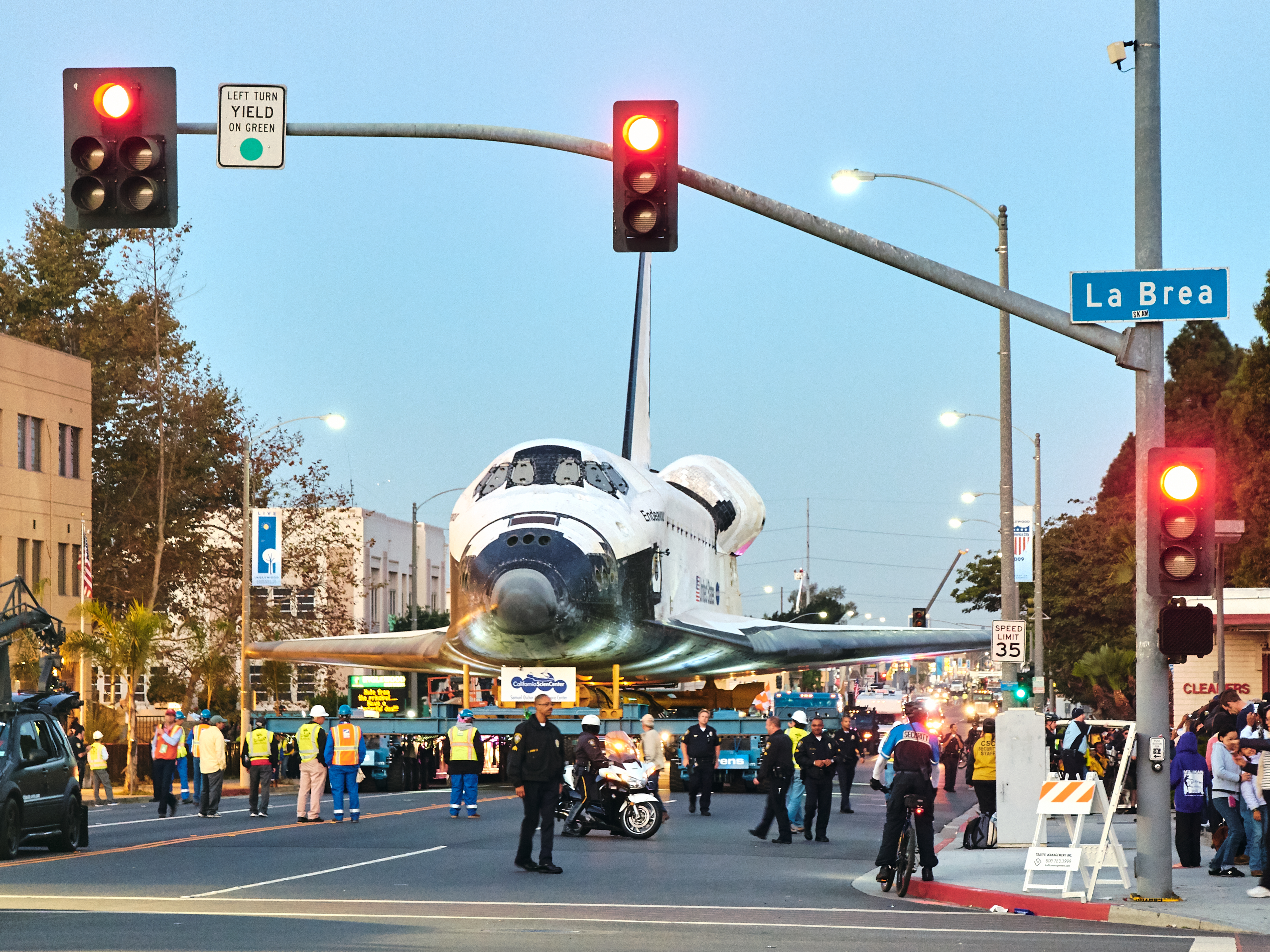
Az Endeavour űrsikló, ahogy éppen Los Angeles utcáin át a kiállítóhelyre viszik

A három megmaradt űrrepülőgépet a szolgálatból való kivonásuk után a Space Shuttle-program legfőbb „emléktárgyaivá” váltak, mindegyiküket az USA különböző kiemelt űr- és repülési múzeumaiban és kiállításain állították ki. Az elsőként leállított Discovery (OV–103) 2011. február 24-március 9. között repült utoljára az STS–133-on, majd a leszállást követően még aznap ki is vonták a szolgálatból. A NASA az űrsiklót felajánlotta a Smithsonian Intézet Nemzeti Repülési és Űrhajózási Múzeumának, hogy mint az ország vezető űrgyűjteménye állandó kiállításába illessze az űrhajót. A Smithsoniannek már volt egy űrsiklója, eredetileg az Enterprise-t kapták meg kiállítási tárgyként, de a Discovery, mint igazi, valóban az űrben járt példányként váltotta le a Steven F. Udvar-Hazy Center állandó kiállításán.
A másodikként az Endeavour kivonására került sor, amikor az STS–134 2011. május 16-június 1. közötti repülése után leszállt. A NASA bejelentése szerint az Endeavour az USA nyugati partjára kerül, a California Science Centerbe, Los Angelesbe. A Kennedy Űrközpontból csak 2012 szeptemberében szállították el a, a Shuttle Carrier Aircraft B 747-ese utoljára vett a hátára űrrepülőgépet és egy Edwards Légibázison végzett tankolás után a Los Angeles-i nemzetközi repülőtérre (LAX) szállították, majd onnan a világváros utcáin keresztül, hogy végül a Tudományos Központba érjen, ahol egy külön épületet húztak fel a kiállítására.
Az utoljára leállított űrsikló az Atlantis volt, miután leszállt az STS–135 repülésről 2011. július 21-én. Charles Bolden, a NASA főigazgatója már jó előre bejelentette, hogy az utolsó űrsikló nem megy sehová, az a NASA-é marad. A gyakorlatban ez azt jelentette, hogy az Atlantis a Kennedy Űrközpont látogatóközpontjába – lényegében az ország egyik legnagyobb űrmúzeumába – került, ahol egy saját épületet kapott, mint kiállítási tárgy.
Sokkal fájóbb emlékezet kötődik a két elvesztett űrrepülőgéphez és a legénységeikhez. Ugyan nem számít elsődleges emlékhelynek, de a Challenger roncsait a Cape Canaveral Air Force Station LC–31 indítóállása mellett egy használaton kívüli Minuteman rakétasilóba gyűjtötték össze. A Challengerre hivatalosan a Kennedy Űrközpont látogatóközpontjában felállított „Forever Remember” (Örökké emlékszünk) emlékmű emlékezteti a látogatókat. Az emlékmű központi darabja egy, az óceánból kiemelt roncsdarab a Challenger törzséből . Szintén a Kennedy Űrközpontban került felállításra a Space Mirror Memorial (Űrtükör Emlékmű), amely egy tükörfényesre csiszolt fekete gránittömb. amit egy (kezdetben működő) mechanizmus mozgatott, hogy mindig kövesse a Nap mozgását visszatükrözze a fényét. Erre felkerültek az Apollo–1 és az STS–51–L halott hőseinek nevei. Szintén hivatalos emlékmű őrzi az elhunyt űrhajósok emlékét a Johnson Űrközpontban, Houstonban, amely mellett egy fasort is ültettek „Astronaut Memorial Grove” (Űrhajós emlék fasor) megjelöléssel, amelyben minden elhunyt kapott egy fát. Emlékművet avattak még a legénység legtöbbjének temetési helyén, az Arlingtoni Nemzeti Temetőben, ahol a „Challenger Memorial” (Challenger Emlékmű) áll. Egy földrajzi név is őrzi a Challenger emlékét, a Sziklás-hegység egyik hegycsúcsát nevezték át Challenger Pointra.

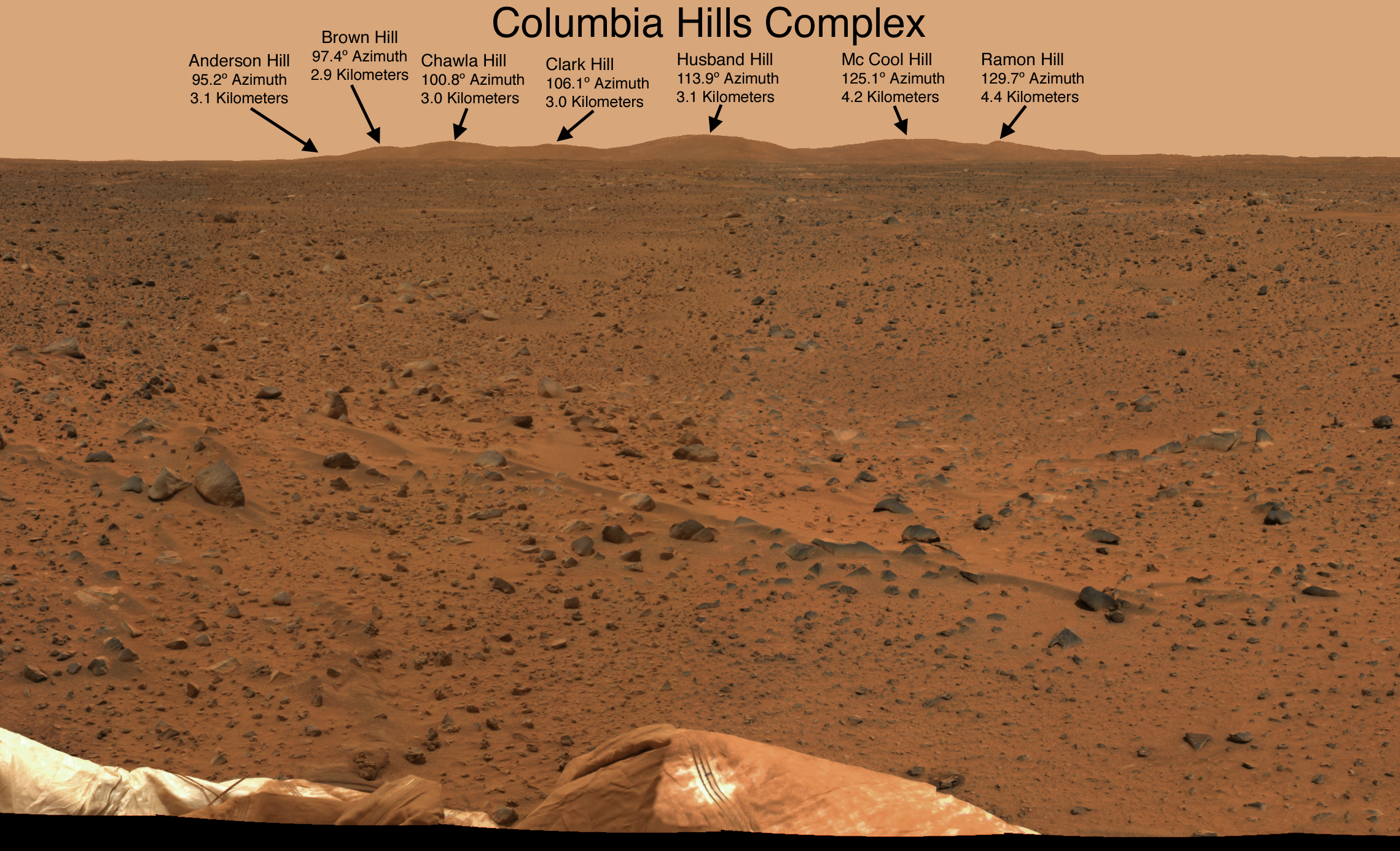
A Columbia Hills a Mars felszínén

A Columbia is hasonló emlékhelyeket kapott, mint szerencsétlenül járt testvérhajója. A Columbia roncsait is őrzik a mai napig, amelyeket a VAB csarnok egyik használaton kívüli helyiségében tárolnak és kutathatóvá tették őket megfelelő engedélyek birtokában. Emellett a Columbia halott űrhajósainak nevét is felvésték a Kennedy Űrközpont Space Mirror Memorial emlékművének gránitjára és a Forever Remember emlékműre is felkerültek a nevek. Ezen túl ugyanúgy a houstoni Astronaut Memorial Grove is gazdagodott hét fával a hét űrhajós tiszteletére, valamint az Arlingtoni Nemzeti Temetőben egy Columbia Memorial felállítására is sor került. A Columbia-katasztrófa is megjelenik földrajzi névben: Columbia Point elnevezést kapott a Sziklás-hegység egy másik csúcsa is.
A két szerencsétlenül járt űrhajónak, illetve a legénységeiknek a világűrben is sikerült emléket állítani. A NASA javasolta a Nemzetközi Csillagászati Uniónak (IAU), hogy a Hold túloldalán, az Apollo-medencében hét kisebb krátert a Challenger, hét másik kisebb krátert a Columbia elhunyt űrhajósai után nevezzenek el, amely javaslatot az IAU elé is fogadott. Kicsit távolabb, a Marson is emléket állítottak a hét-hét elhunytnak. Egyrészt a Spirit marsjáró szonda leszállóhelyét nevezték el hivatalosan Columbia Memorial Stationre (Columbia Emlékállomás), másrészt a leszállóhelyről, a horizonton látható hét domb megkapta a Columbia Hills (Columbia-dombok) nevet és az egyes hegyhátak az űrhajósok neveit. Ugyanígy az ikerszonda, az Opportunity leszállóhelye is megkapta a Challenger Memorial Station (Challenger Emlékállomás) elnevezést. Végül a Mars pályáján is túl, hét aszteroida – 51823 Rickhusband, 51824 Mikeanderson, 51825 Davidbrown, 51826 Kalpanachawla, 51827 Laurelclark, 51828 Ilanramon, 51829 Williemccool – kapott nevet a hét Columbia legénysége után.

## Fordítás
- Ez a szócikk részben vagy egészben a Space Shuttle című angol Wikipédia-szócikk ezen változatának fordításán alapul.  Az eredeti cikk szerkesztőit annak laptörténete sorolja fel. Ez a jelzés csupán a megfogalmazás eredetét és a szerzői jogokat jelzi, nem szolgál a cikkben szereplő információk forrásmegjelöléseként.
- Ez a szócikk részben vagy egészben  a   Space Shuttle program című angol Wikipédia-szócikk ezen változatának fordításán alapul.  Az eredeti cikk szerkesztőit annak laptörténete sorolja fel. Ez a jelzés csupán a megfogalmazás eredetét és a szerzői jogokat jelzi, nem szolgál a cikkben szereplő információk forrásmegjelöléseként.

### Angol nyelvű oldalak
- NASA Human Spaceflight – Shuttle Archiválva 2005. november 6-i dátummal a Wayback Machine-ben – A Shuttle küldetésekről
- Térkép a leszállópályákról
- The History of the Space Shuttle – Képek. In: The Atlantic, 2011. július 1.

### Magyar nyelvű oldalak
- A Space Shuttle – Origo, 2000. október 4.
- Sg.hu – az űrrepülőgépek hattyúdala: I., II., III., IV., V., VII. rész